# Volkswagen Polo
Volkswagen Polo — компактні хетчбеки, що виробляються концерном Volkswagen. Вони виготовляються з 1975 року.

## VW Polo I (1975—1981)

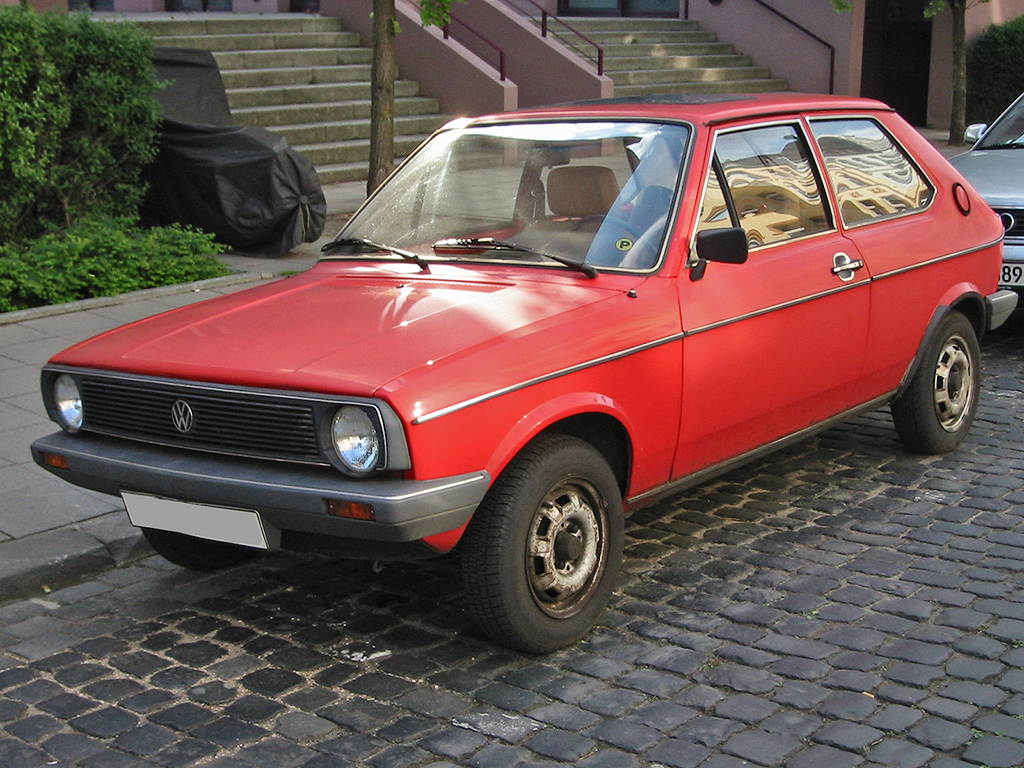
VW Polo I

Назва моделі допускає два варіанти тлумачення. Згідно з першою, в імені Polo «дме полярний вітер» (простежується аналогія з Пассат і Scirocco). Друга, загальноприйнята версія говорить, що мова швидше про гру в м'яч ключками верхи на конях, тобто про спорт, як у випадку з Гольфом. Підтвердження тому — Volkswagen Derby, модифікація Polo з кузовом седан. Дербі — це, як і поло, стрибки.
Однак спочатку Polo називався Audi 50. Цей трьохдверний хетчбек зійшов з конвеєра в 1974 році і продавався (кажуть, не дуже добре) виключно в Європі. Таким чином, Polo народився на заводі в Вольфсбурзі в 1975-му як продукт банального бедж-інжинірингу і став найменшою моделлю Фольксвагена на той момент (і був такий аж до 1998 року).
Перше покоління, позначене як Mark I (Тип 86), до кінця виробництва в 1979 році розійшлося по світу накладом 500 тисяч примірників. Модель обзавелася версіями Polo GT та Derby-седан, оснащувалися машинки рядними бензиновими «четвірками» обсягом 895, 1093 і 1272 «кубиків». Їх потужність варіювалася в межах 35—60 к.с. Перше оновлення Polo пережив у 1979—1981 роках: йому поміняли бампер, решітку, фари та переробили приладову панель.

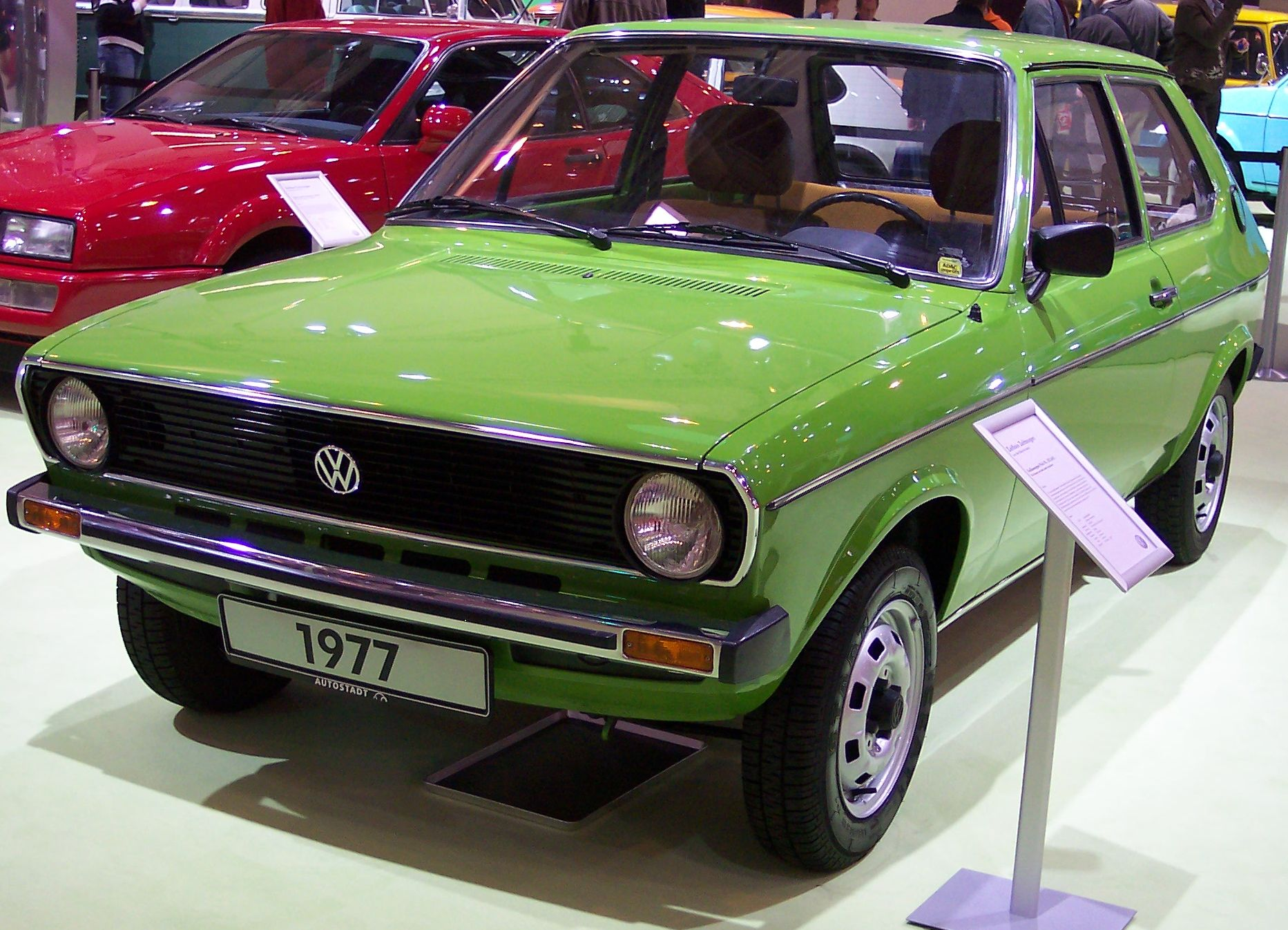
Polo I (1975-1979)
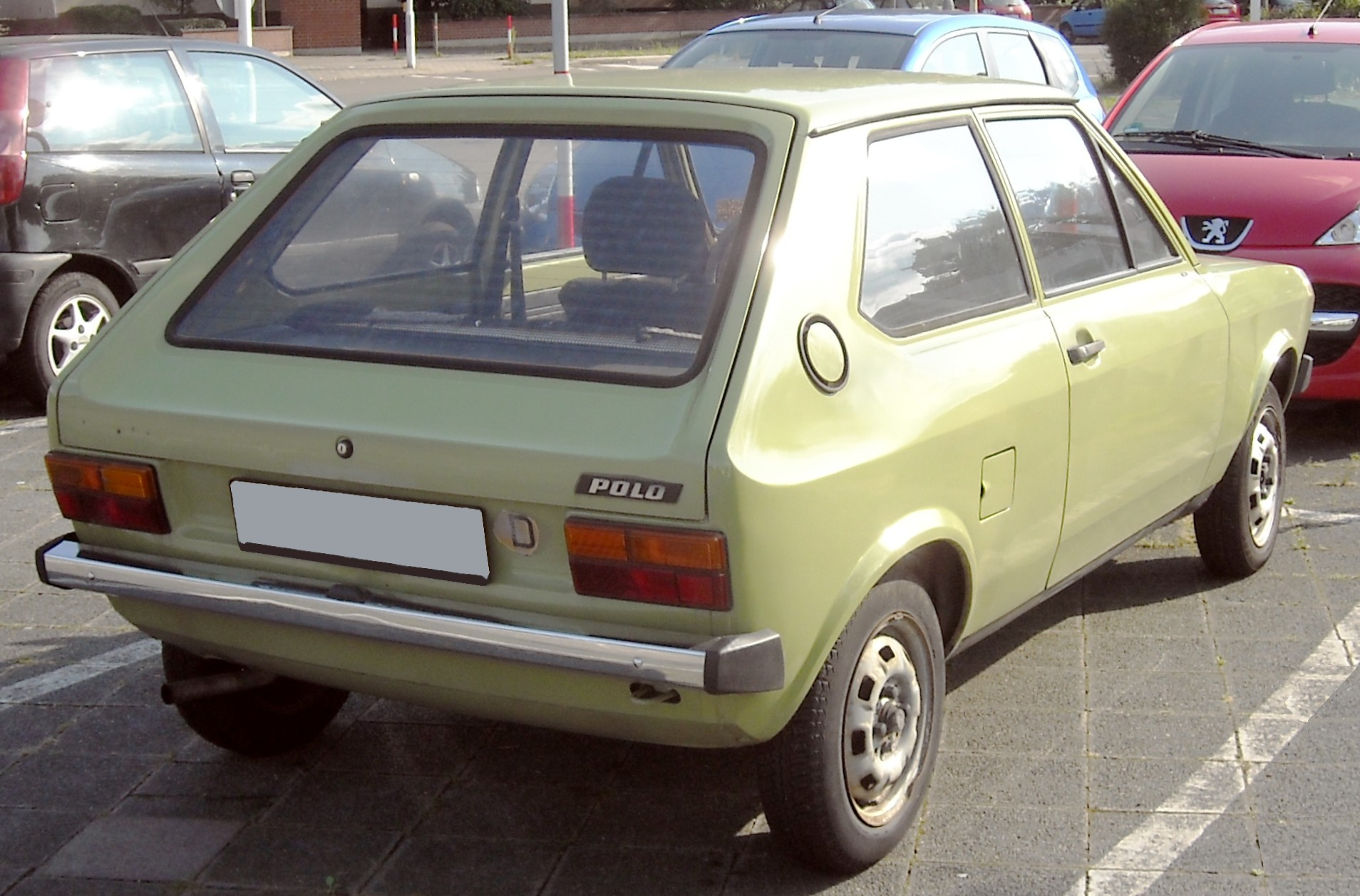
Polo I (1975-1979)
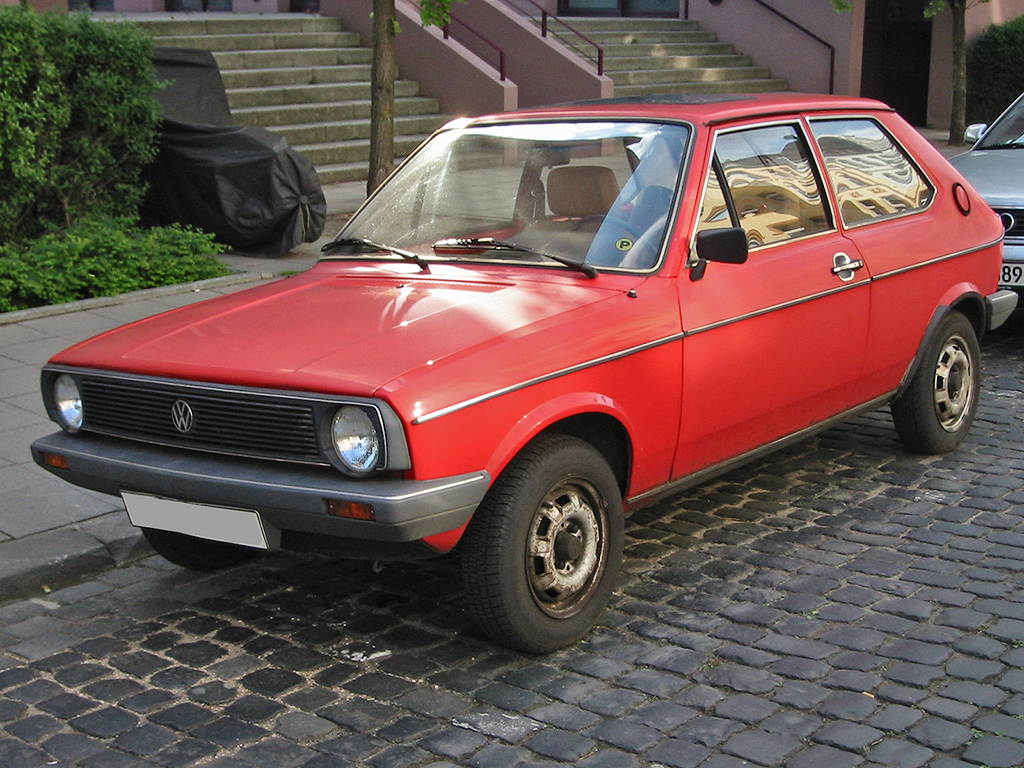
Фейсліфт Polo I (IF) (1979-1981)
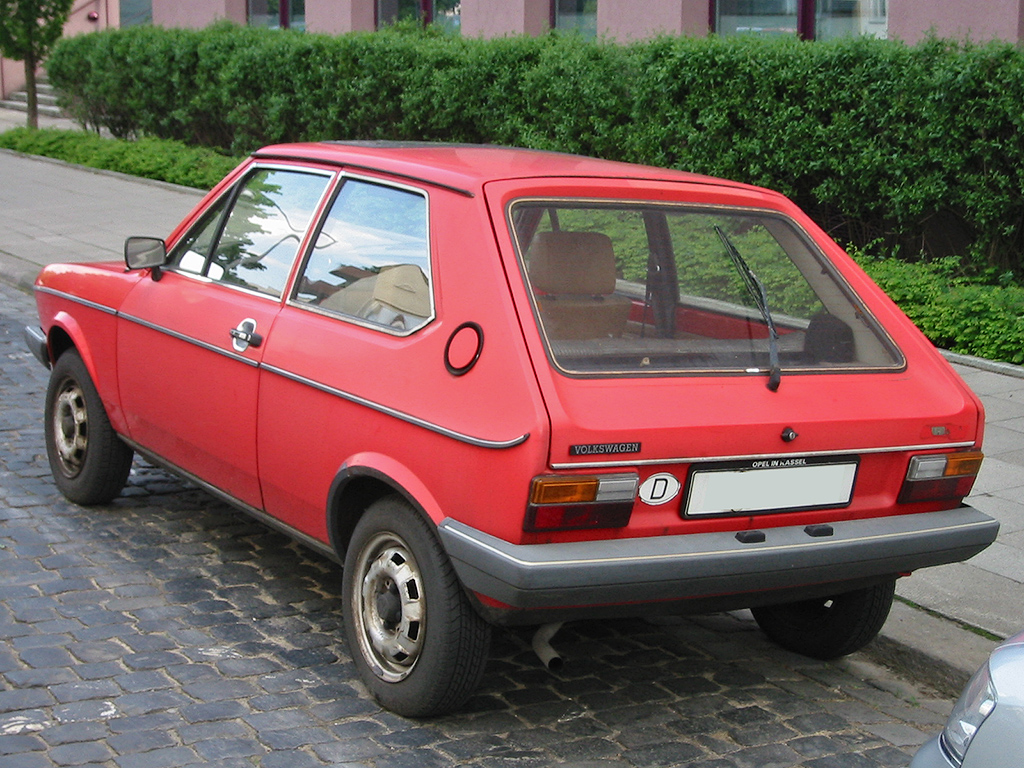
Фейсліфт Polo I (IF) (1979-1981)
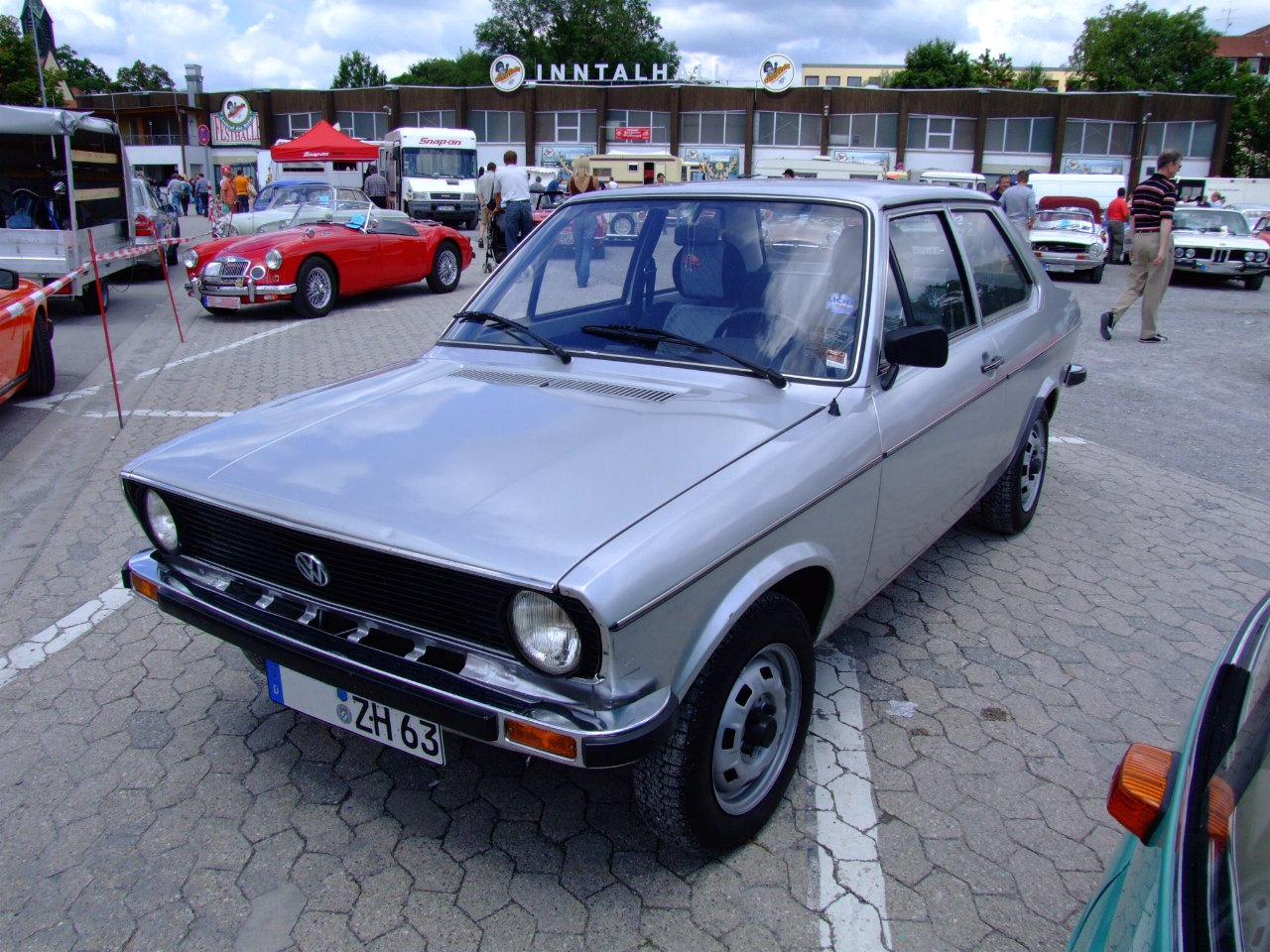
VW Derby LS 2дв.
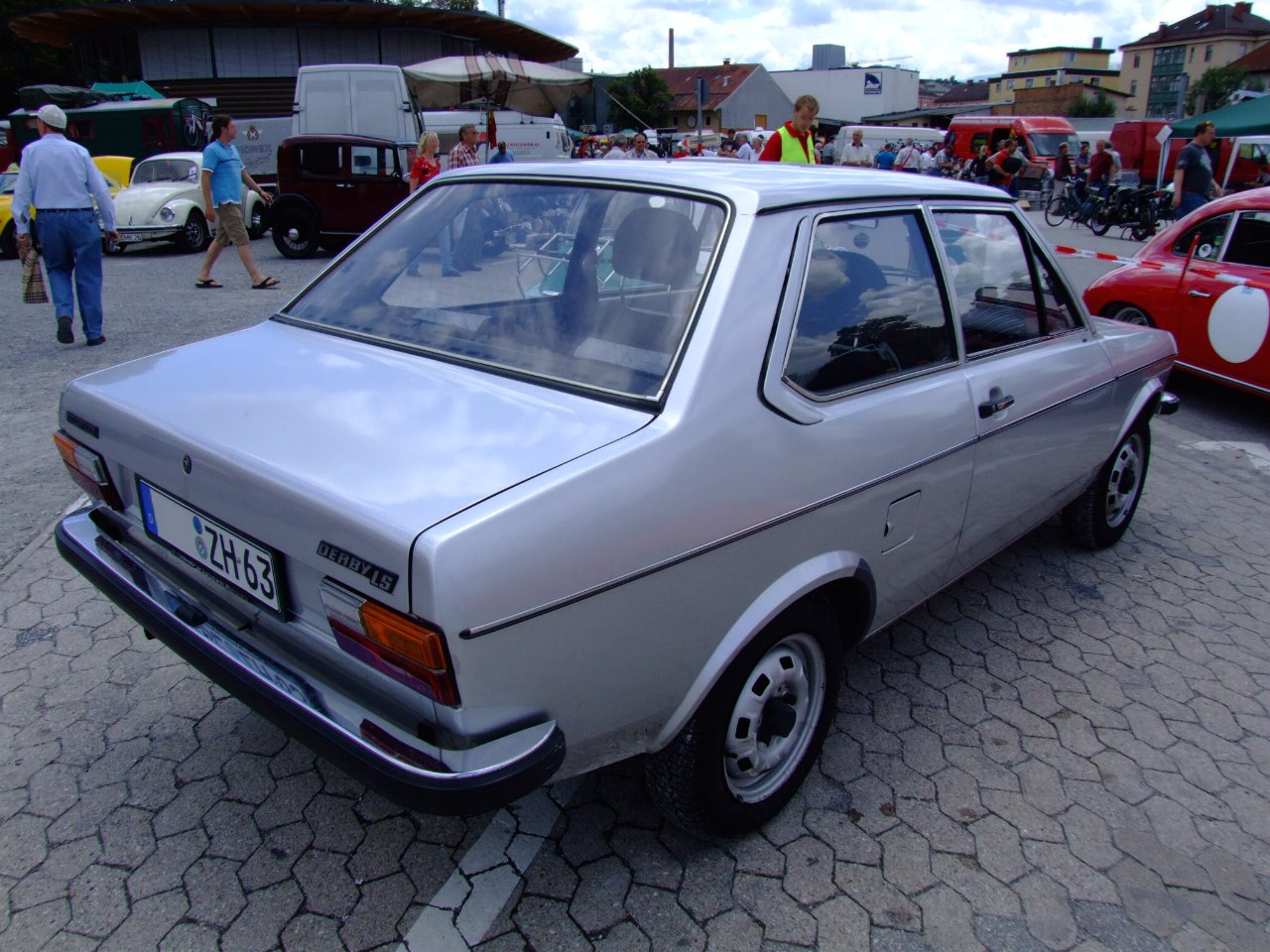
VW Derby LS 2дв.
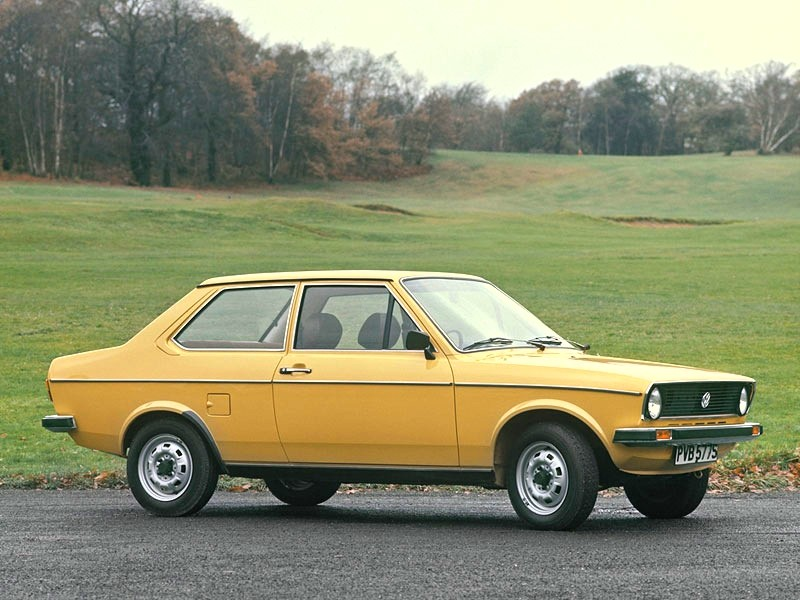
VW Derby 2дв.

### Двигуни
- 0.8L І4 34 к.с.
- 0.9L І4 40 к.с.
- 1.1L І4 50/60 к.с.
- 1.3L І4 60 к.с.

## VW Polo II (1981—1994)

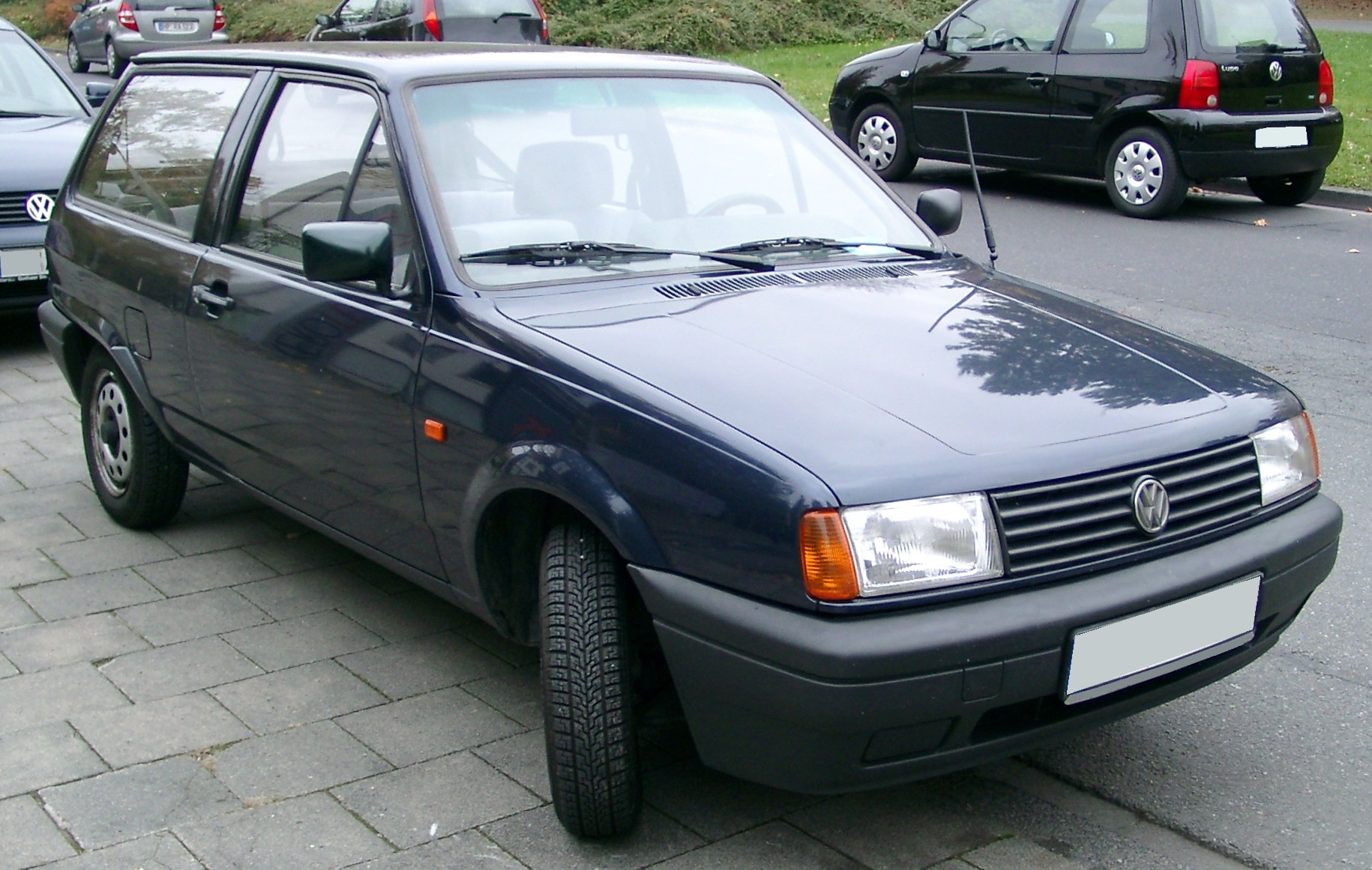
VW Polo II

У жовтні 1981 побачила світ друга генерація Polo — Mark II (Тип 86C). Головне нововведення — варіант кузова з майже вертикальною задньою стійкою: на деяких ринках це навіть назвали універсалом, а машину з нахиленою стійкою — купе. Третю модифікацію, седан, іменували Polo Classic, а про Derby вирішили забути.
За роки життя другого покоління (1981—1990) виробництво Polo було налагоджено в Іспанії, де VW поглинув компанію Seat. До 1983-му був випущений мільйонний Polo, а до 1986-му підоспів і другий мільйон.
На руку Polo грали розміри: він був більший чи не всіх своїх конкурентів (Ford Fiesta, Peugeot 205, Fiat Uno, Nissan Micra) і вибивався з категорії «суперміні», якщо судити за ціною, комфортністю і специфікаціям, і відносився скоріше до класу невеликих сімейних автомобілів, а такими тоді вважалися, наприклад, Ford Escort і Opel Kadett.
Надійність та якість зборки Polo були за мірками тієї епохи справді висококласними. «Другий» Polo славиться ще й тим, що на ньому інженери VW обкатували всілякі технічні новинки, наприклад нагнітачі наддуву G-Lader, згодом запроваджені на тому ж Гольфі, Пассат та інших моделях концерну. До речі, в ті роки асортимент рядних «четвірок» Polo поповнився двома дизелями (1.3 і 1.4).
Фейсліфтінг, проведений напередодні третього покоління (у 1990—1994 роках), не обмежився косметичними змінами. Крім квадратних фар, інших ліхтарів, бампера та інтер'єру, були й ще нововведення: фольксвагенівці поліпшили Polo шасі, підвіску і гальма. На додаток до старої карбюраторної версії модель отримала двигун з однокрапковим вприскуванням палива та каталітичним нейтралізатором, що «збіглося» з жорсткістю європейських екологічних стандартів за викидами. Також до пакету оновлень увійшла така розумна на ті часи функція, як можливість не залишати в машині касетну магнітолу. Можливість виносу її з собою споживачі високо оцінили, як новий захід безпеки. А співробітники концерну раділи не тільки цьому, а й успіхам Polo GT, який у той період по-справжньому розквітнув.

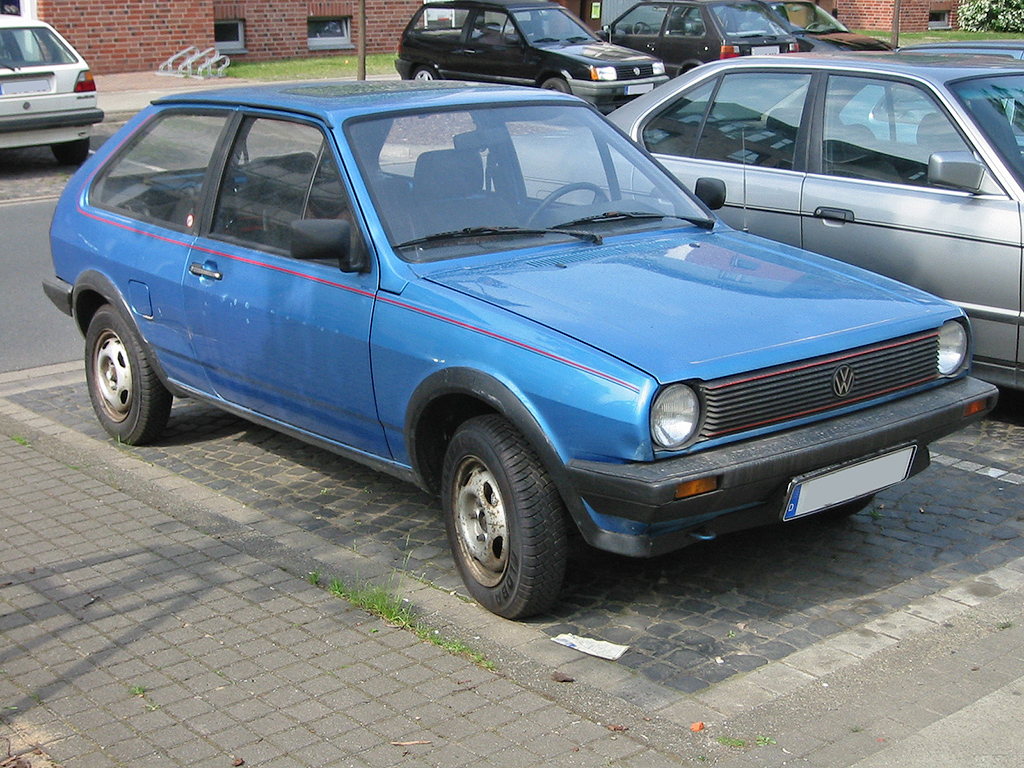
Polo II купе (1981-1990)
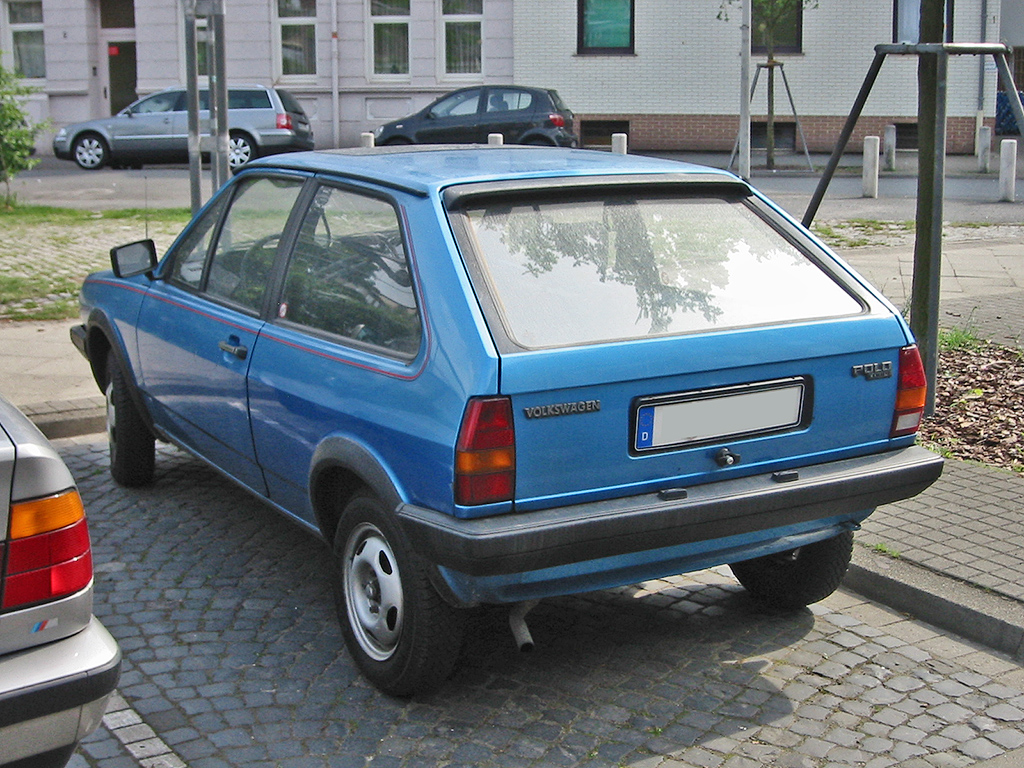
Polo II купе (1981-1990)
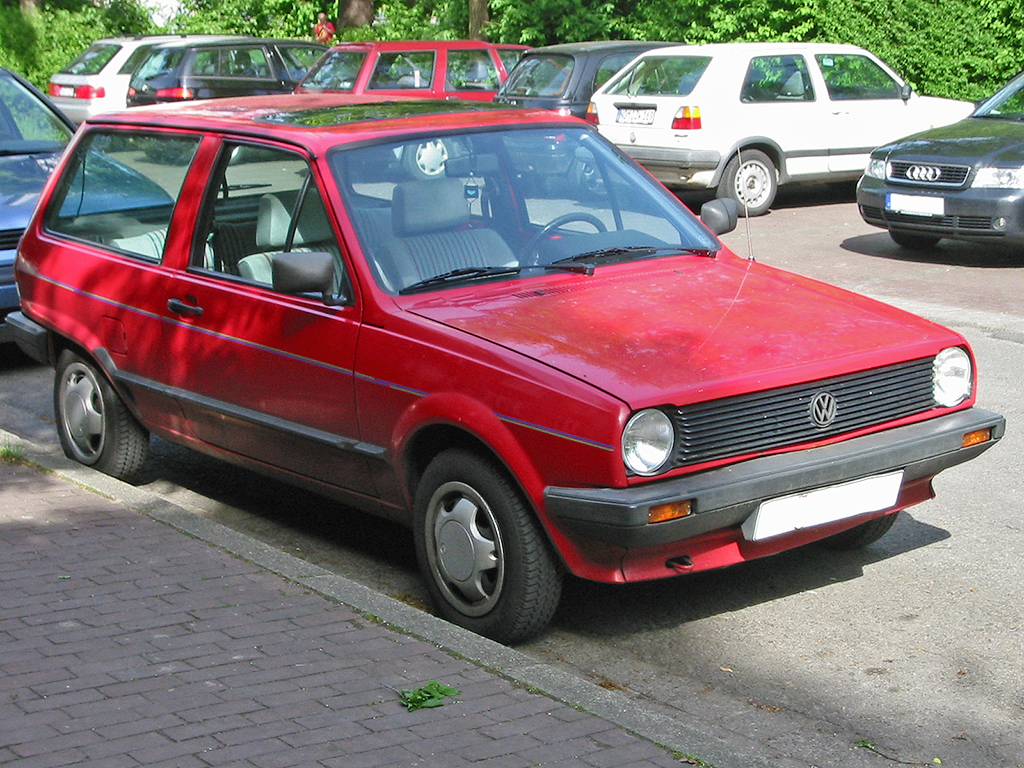
Polo II (1981-1990)
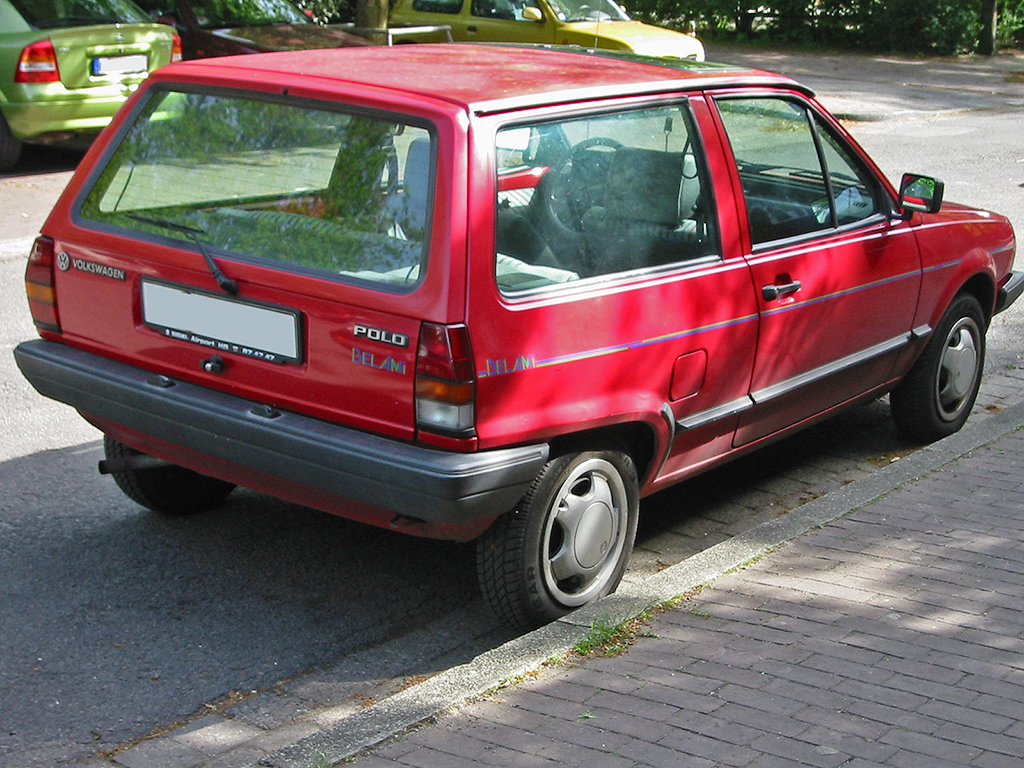
Polo II (1981-1990)
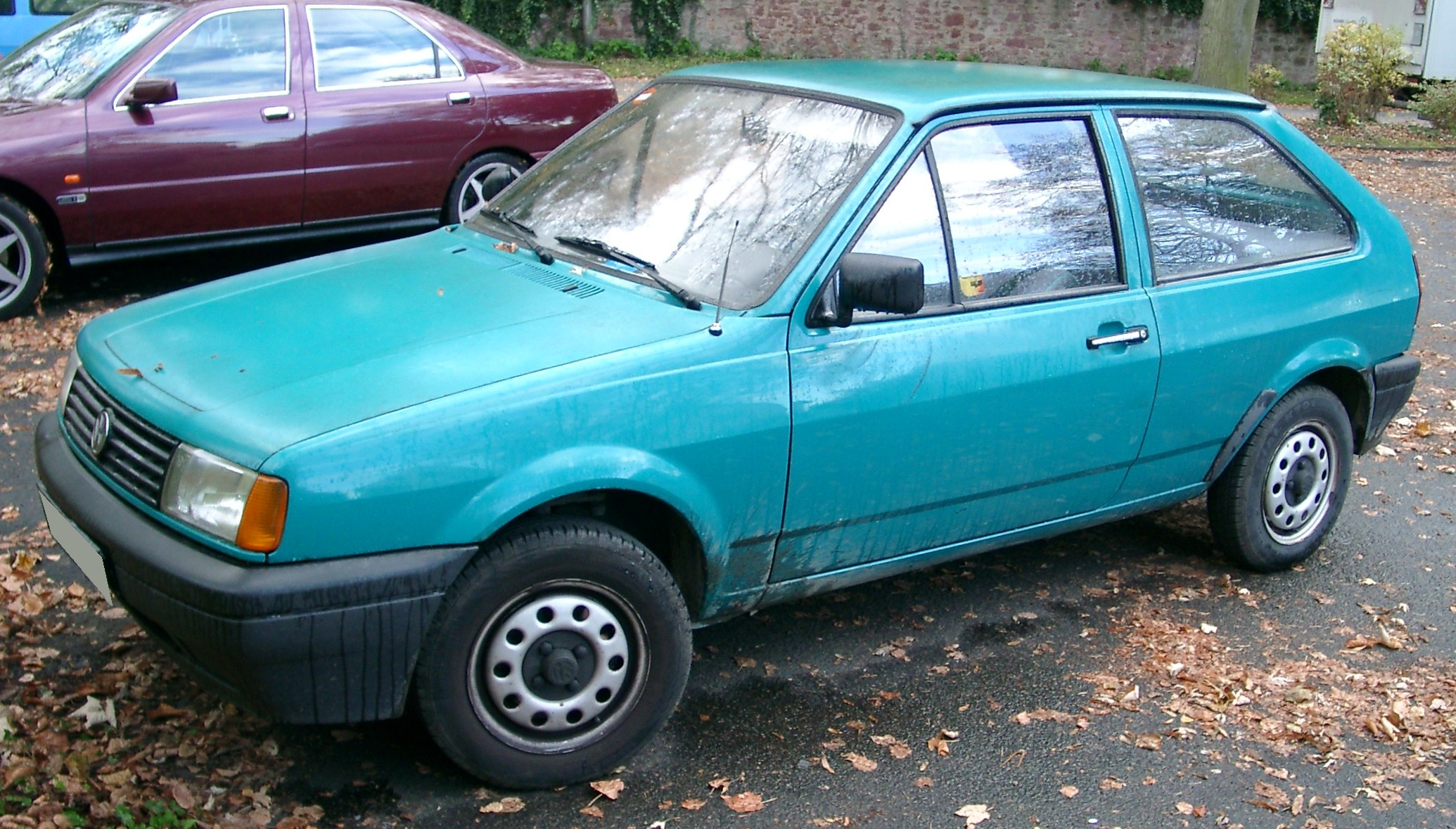
Фейсліфт Polo II (2F) купе (1990-1994)
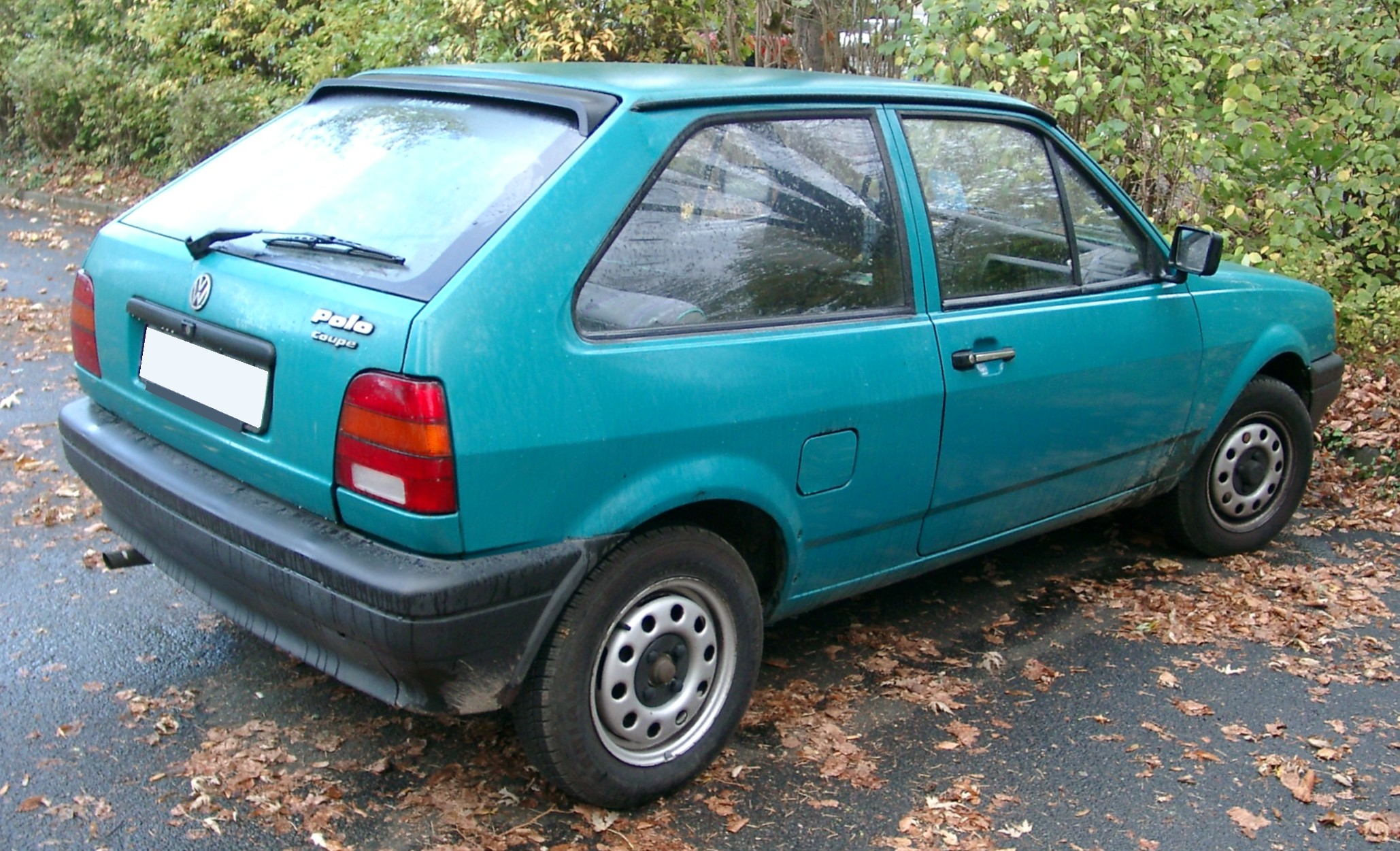
Фейсліфт Polo II (2F) купе (1990-1994)
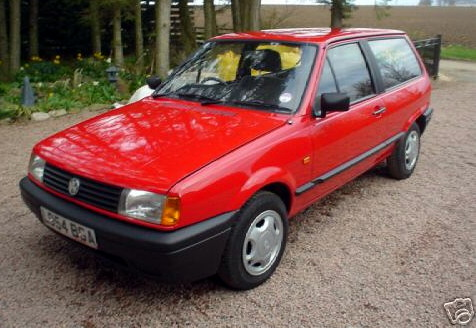
Фейсліфт Polo II (2F) (1990-1994))
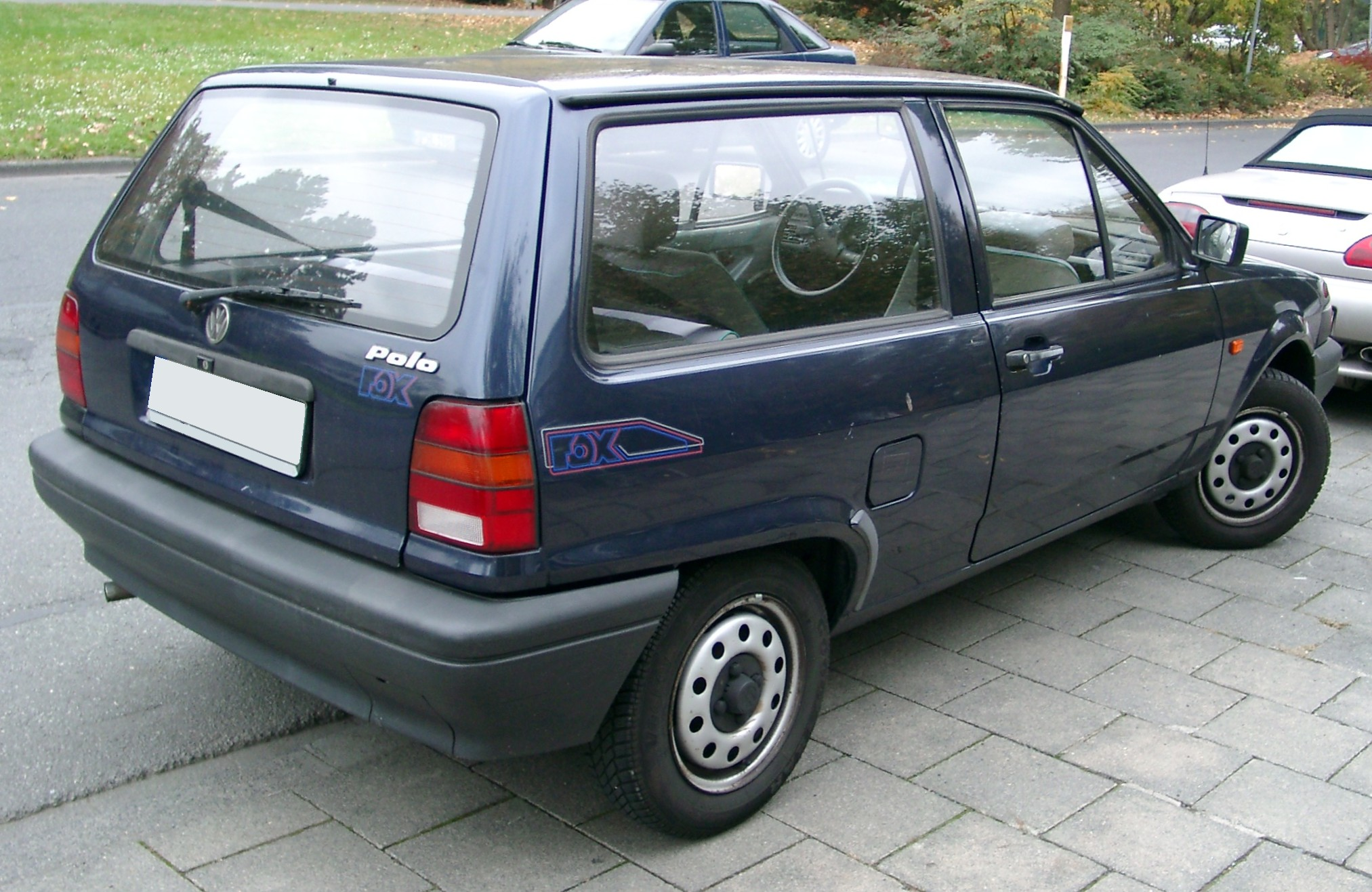
Фейсліфт Polo II (2F) (1990-1994)
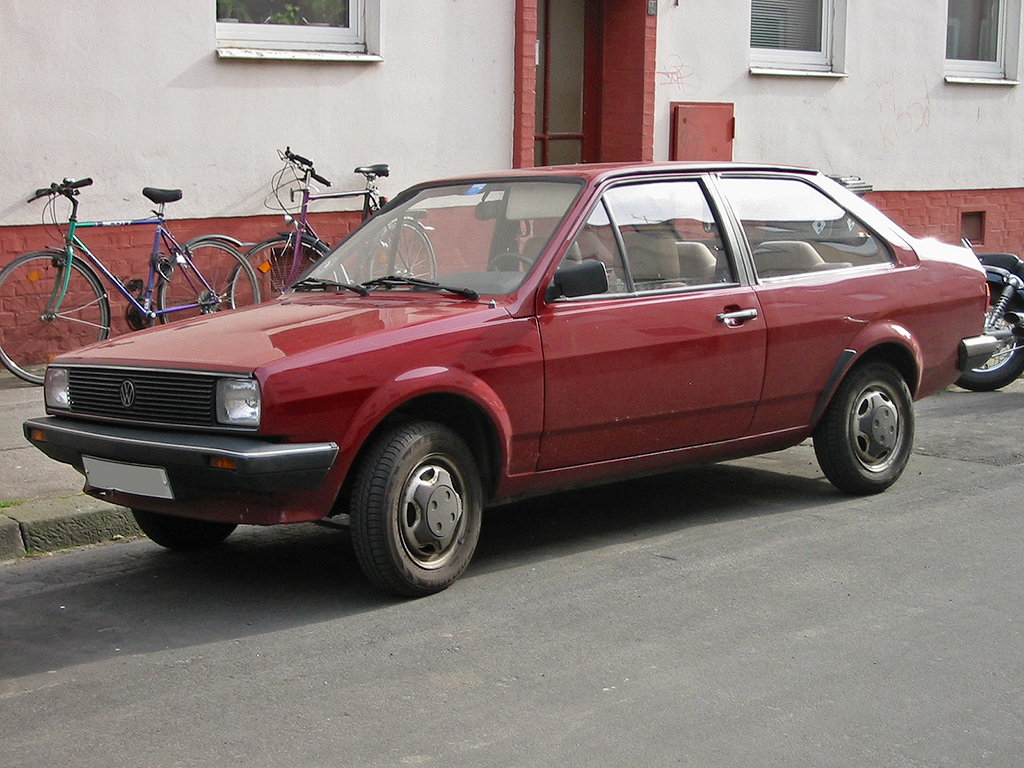
VW Derby ІІ
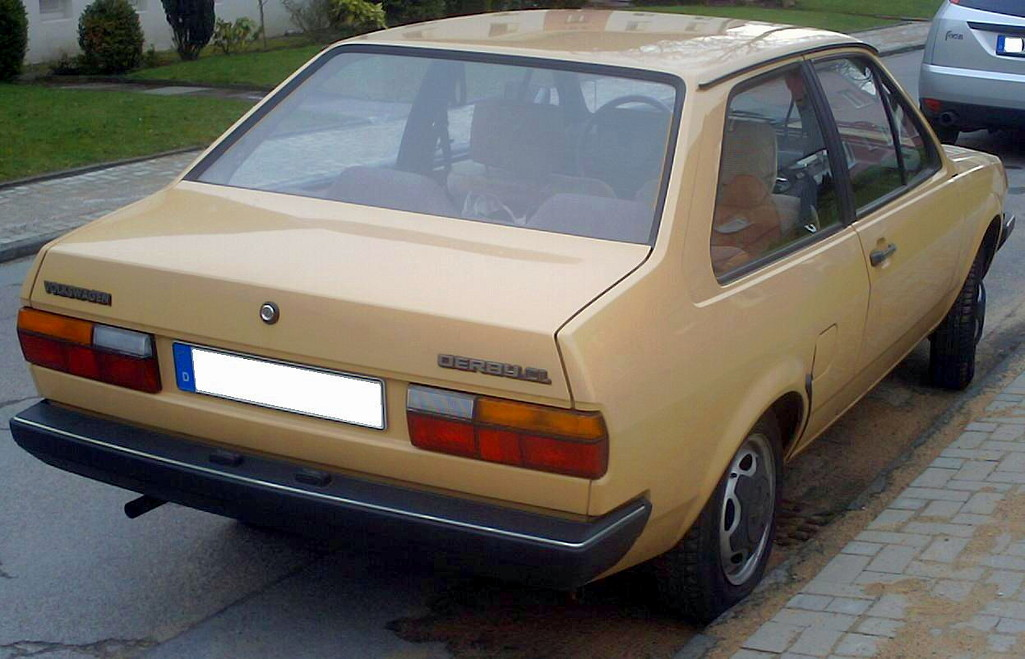
VW Derby ІІ
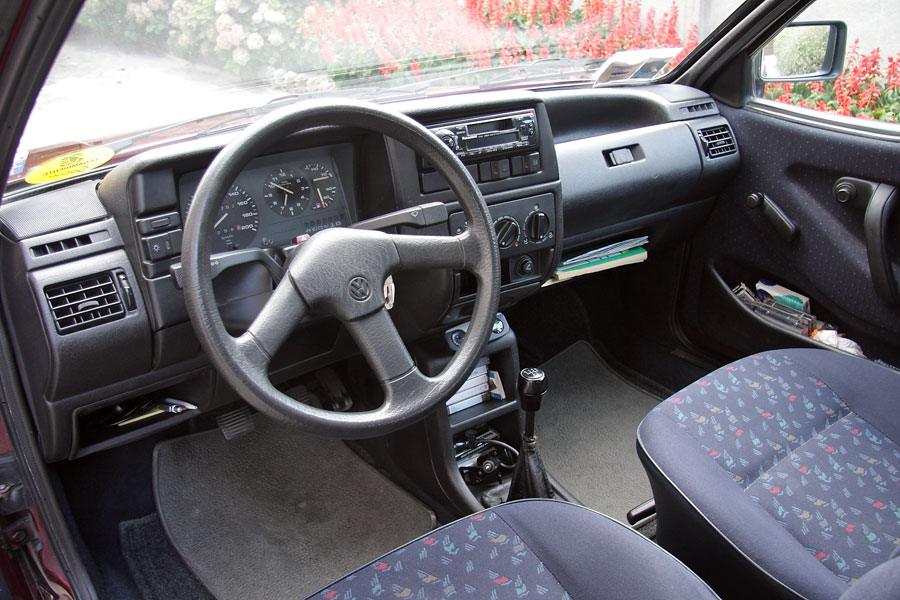

### Двигуни
- 1.0L І4 40/45 к.с.
- 1.1L І4 50 к.с.
- 1.3L І4 55-116 к.с.
- 1.3L Diesel І4 45 к.с.
- 1.3L Diesel І4 48 к.с.

## VW Polo III (1994—2001)

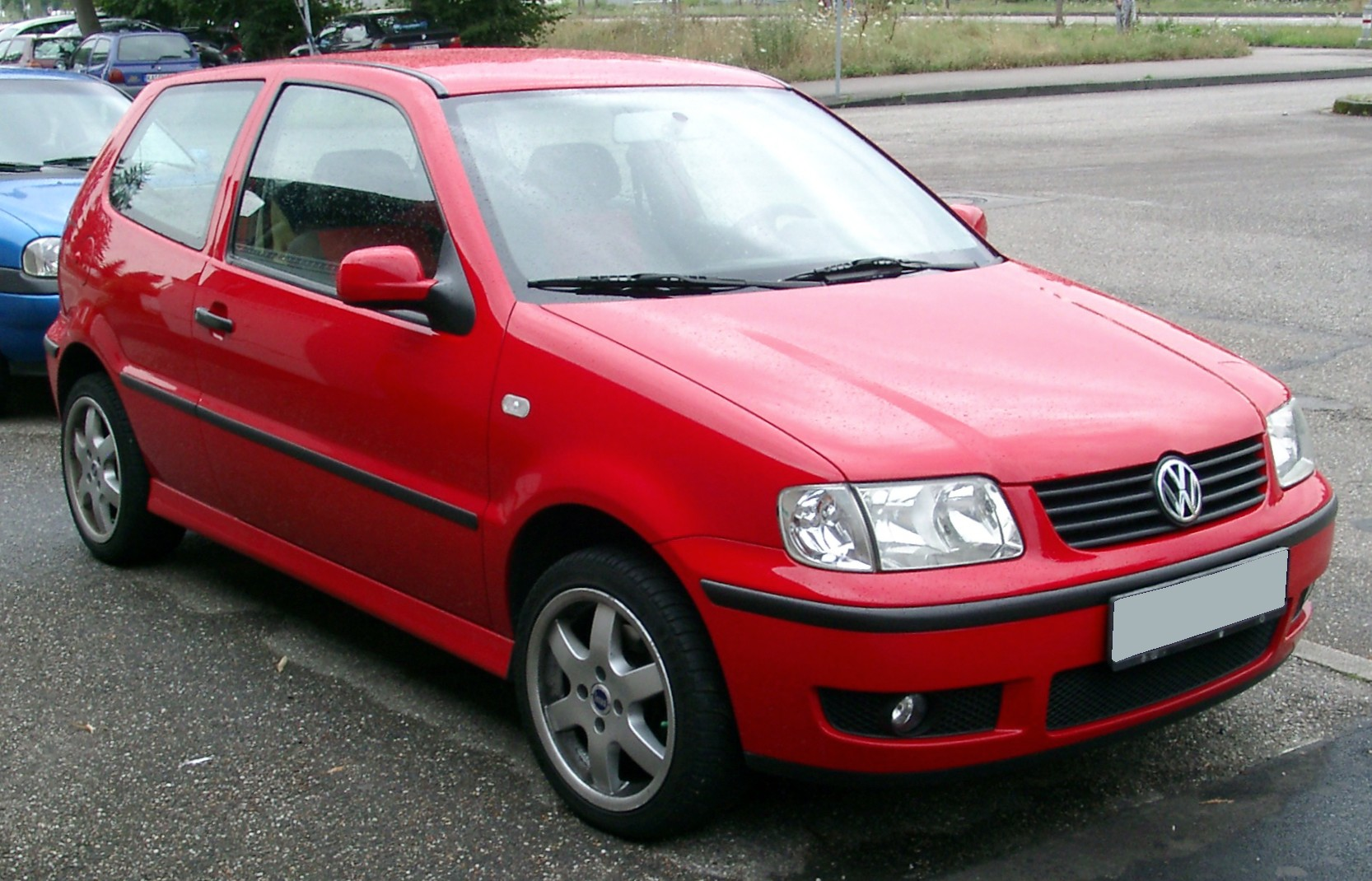
VW Polo III

Покоління номер 3 — Mark III (Тип 6N) — являло собою модель на новому шасі, що розділили платформу, панель приладів, двигуни і ще дещо з «другого» Seat Ibiza. Та платформа, до речі, об'єднувала Polo і з «третім» Гольфом: Безліч деталей і всі компоненти підвіски були у трьох моделей взаємозамінними, хоча зовні машини різнилися: загальних кузовних панелей у них не було.
З 1994 року хетчбеки Polo стали не тільки три-, але і п'ятидверним. Їх інтер'єр — перелицьований салон Сеат Кордоби. Автомобілі оснащувалися в тому числі бензиновими «четвірками» 1.4 і 1.6, а також дизелем 1.9. Потужність — від 44 до 100 л.с., тоді як Polo GTI міг похвалитися 120-сильним 16-клапанним мотором. Наприкінці 1990-х автомобільна преса неодноразово нагороджувала Polo титулами Best Supermini і Best Economy Car.
Оновлення 2000 року було заявлено як заміна 70 % компонентів, але зовні машинка змінилася не так вже сильно. Нові інтер'єр, фари, бампери. Відтепер кузов — повністю оцинкований, правда, по частині форми вражаючих трансформацій він не зазнав, тільки змінилися деякі панелі. Зате стандартом стали гідропідсилювач керма, АБС і подушки безпеки. Введений тоді ж в оббіг новий трьохциліндровий двигун 1.4 TDI отримав високі оцінки експертів за надійність, витрату палива і наведену потужність.
У 1996—2002 роки на південноафриканському ринку продавалася модель під назвою Volkswagen Polo Playa — бедж-інжинірингове втілення «другої» Ібіци.

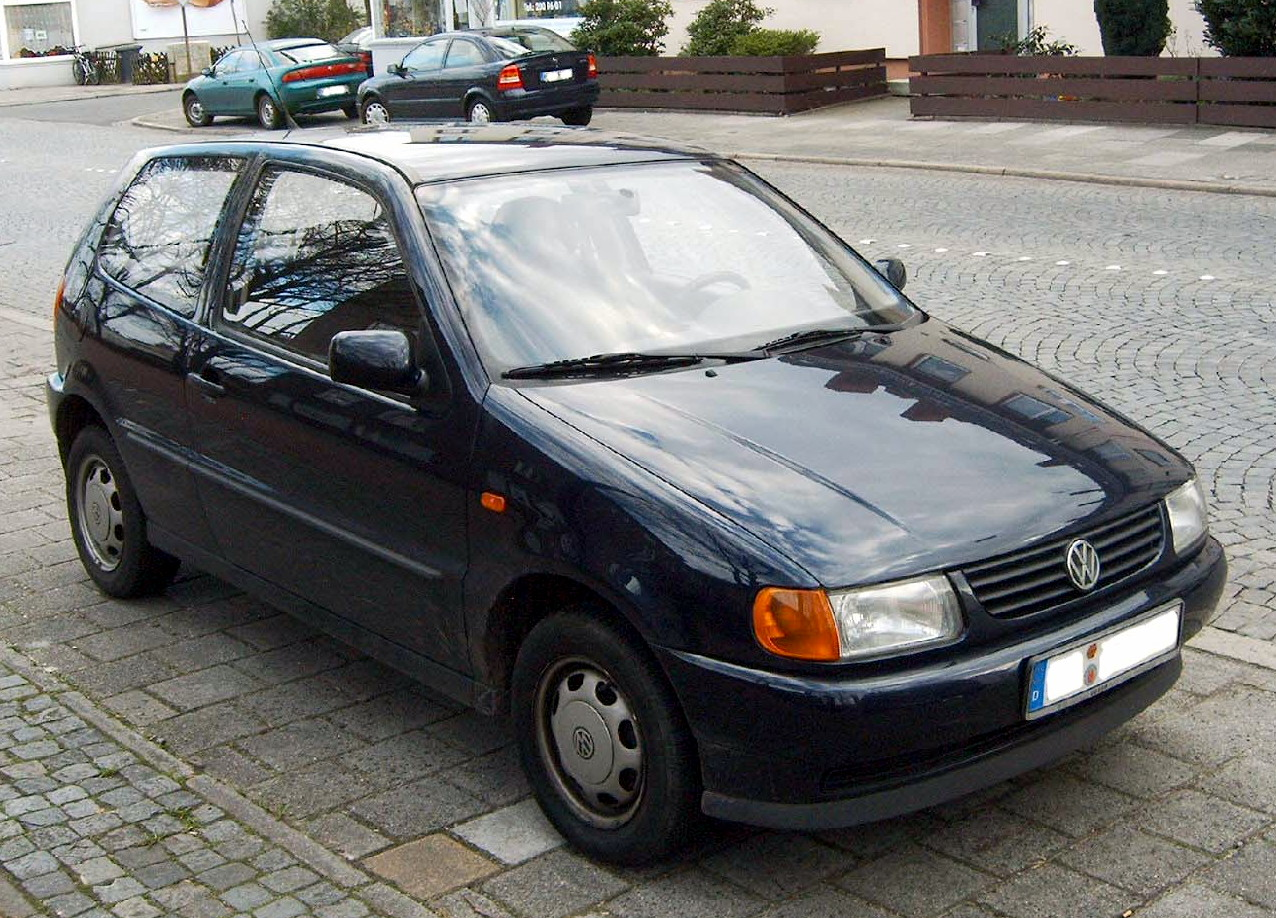
Polo III 3д (1994-2000)
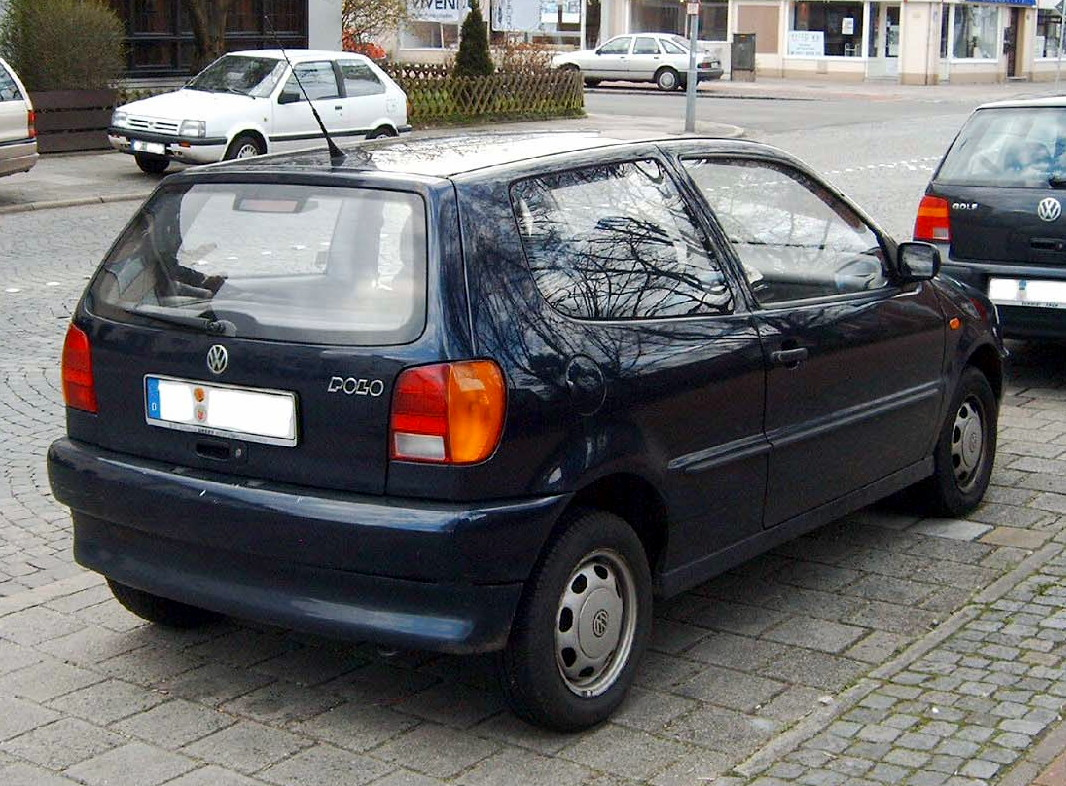
Polo III 3д (1994-2000)
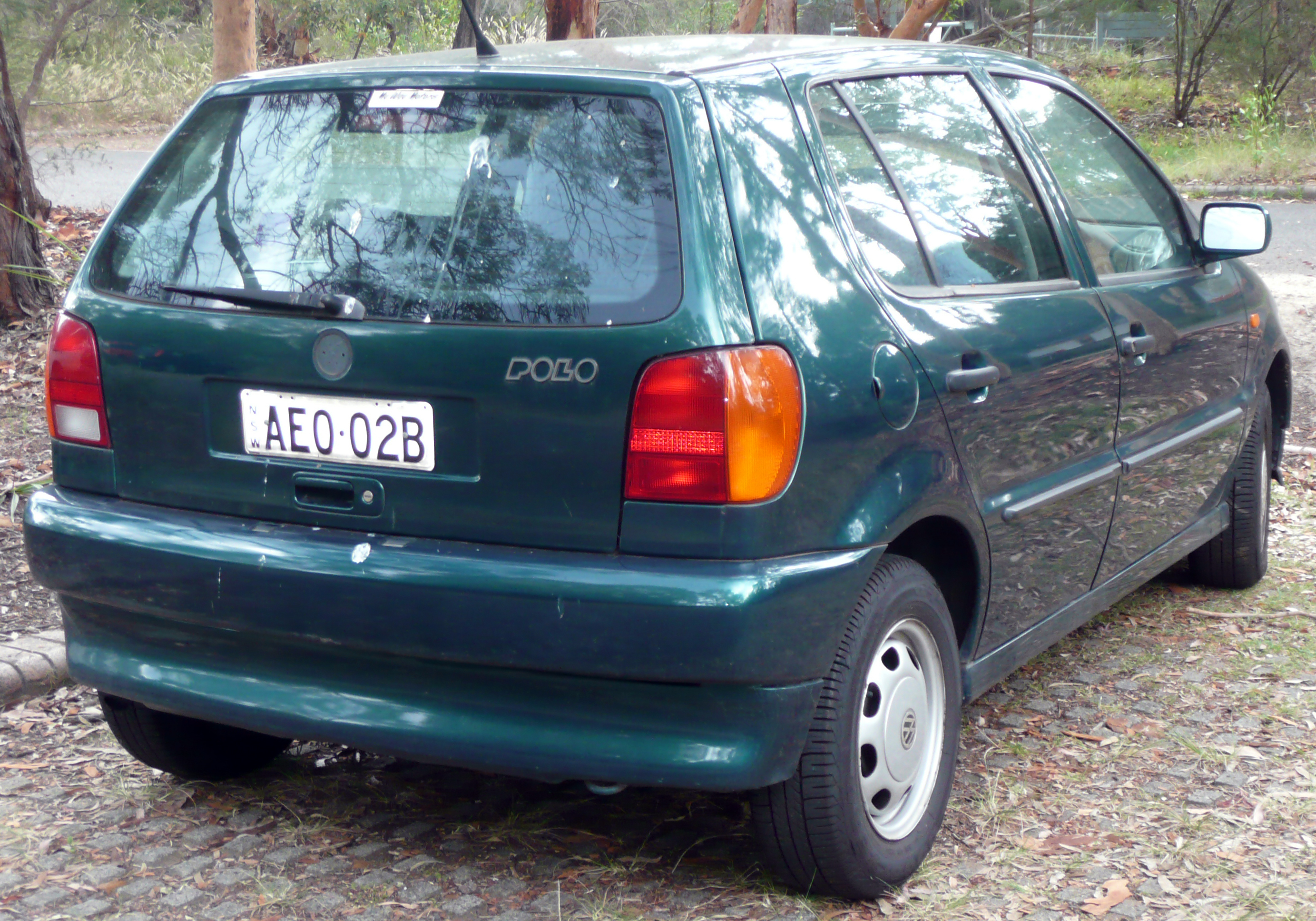
Polo III 5д (1994-2000)
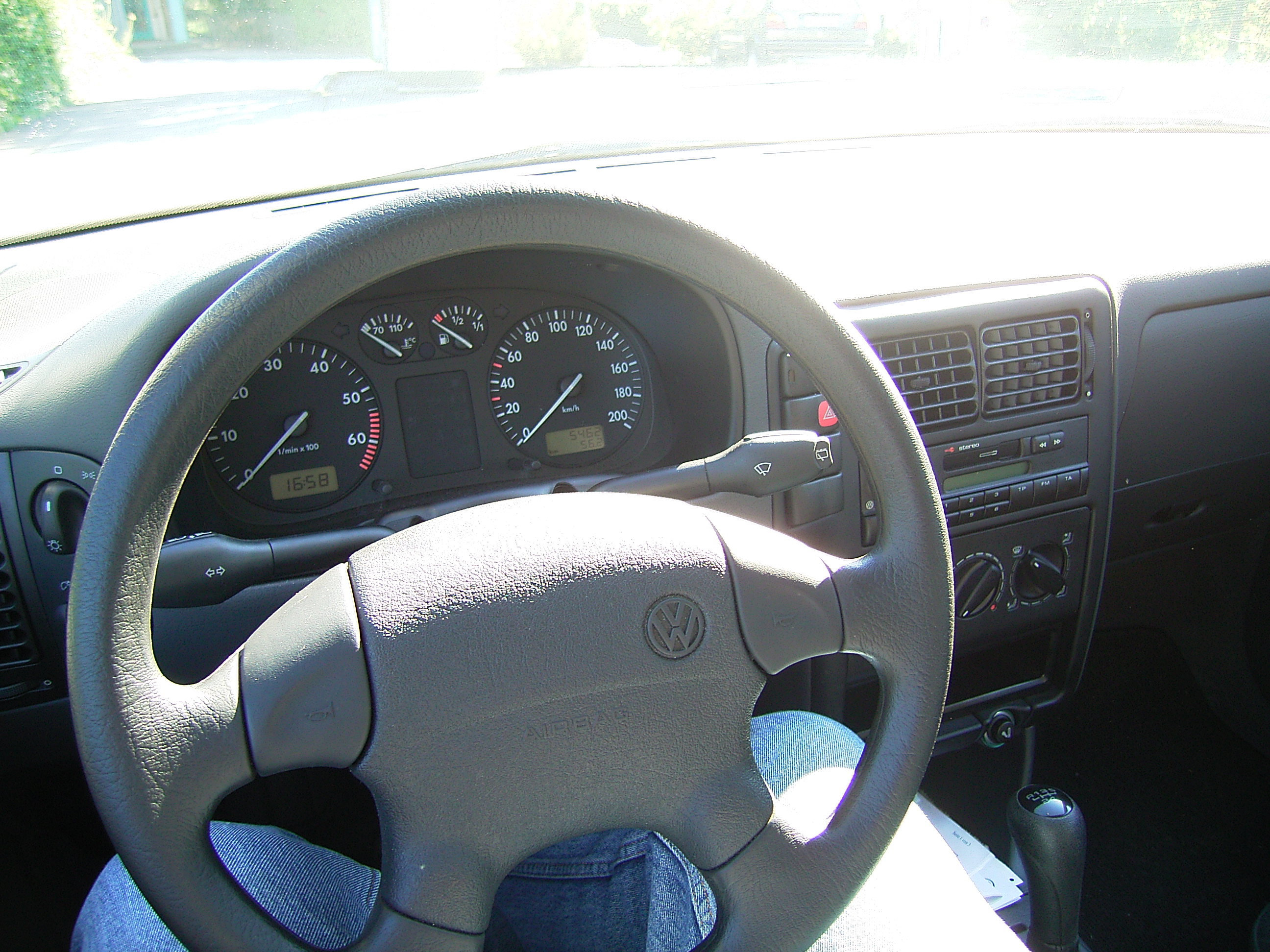
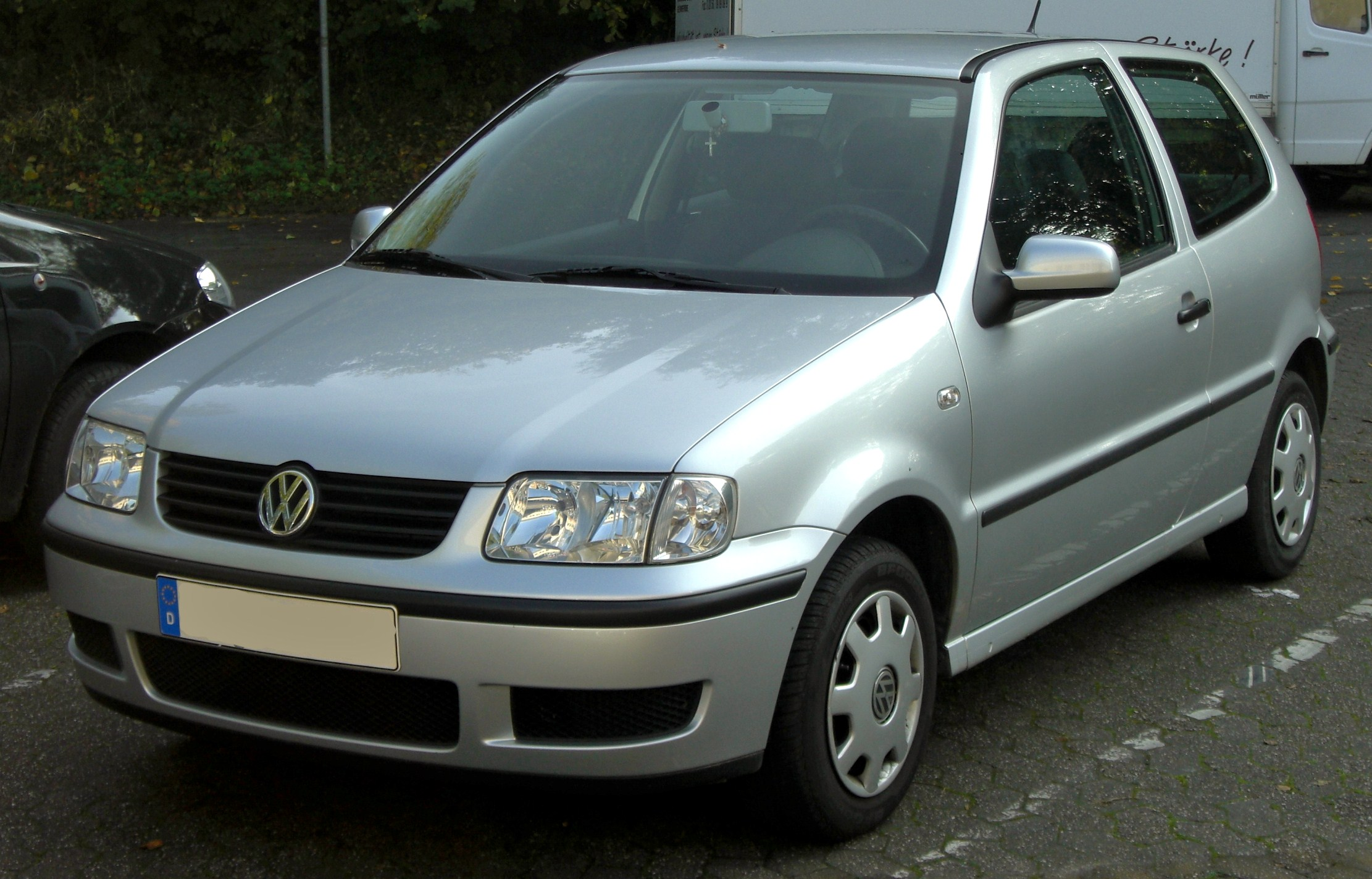
Фейсліфт Polo III (1999-2001)
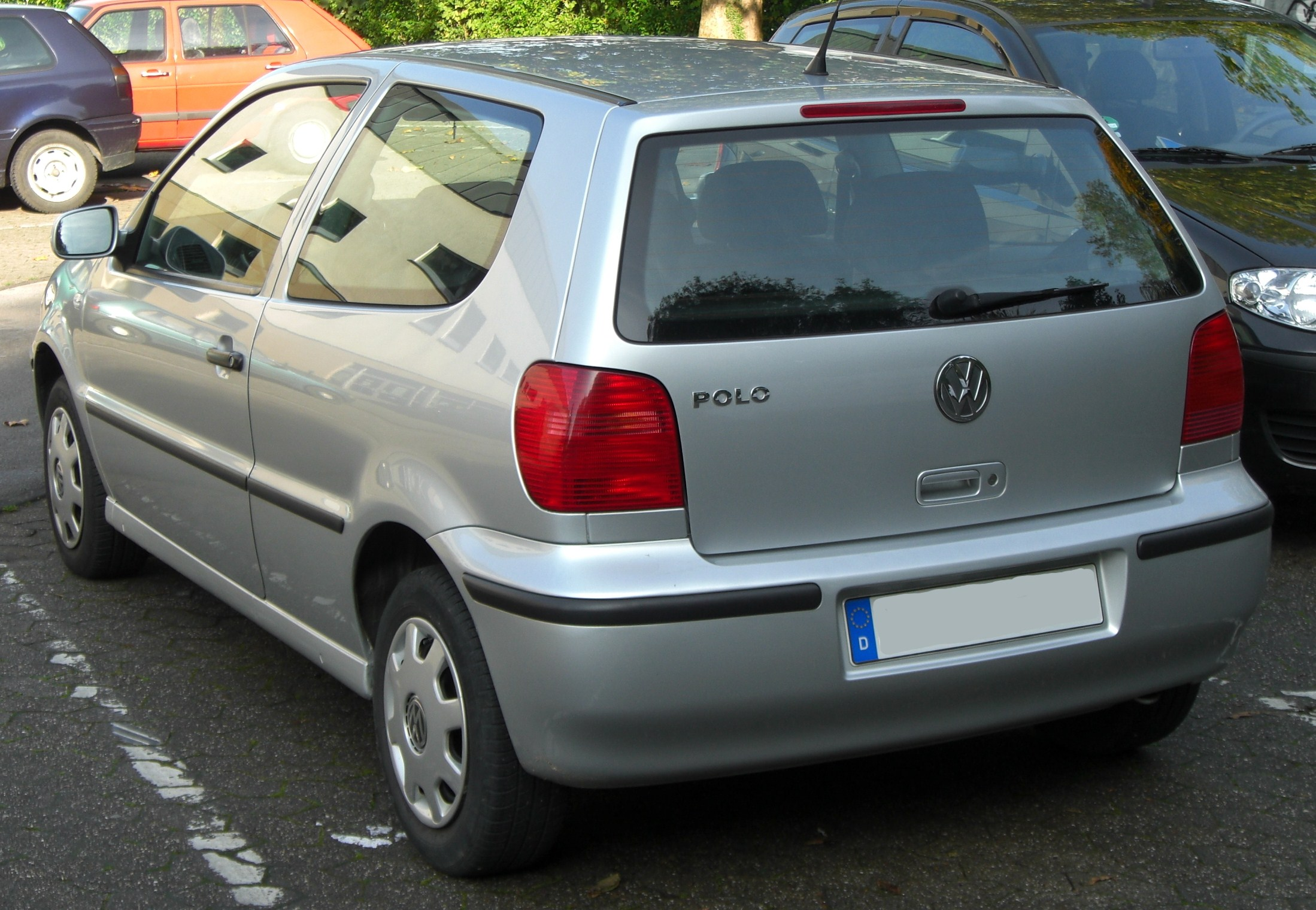
Фейсліфт Polo III (1999-2001)
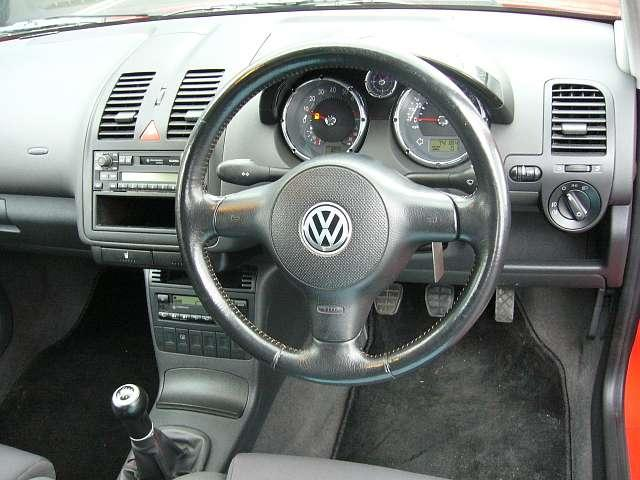
Фейсліфт
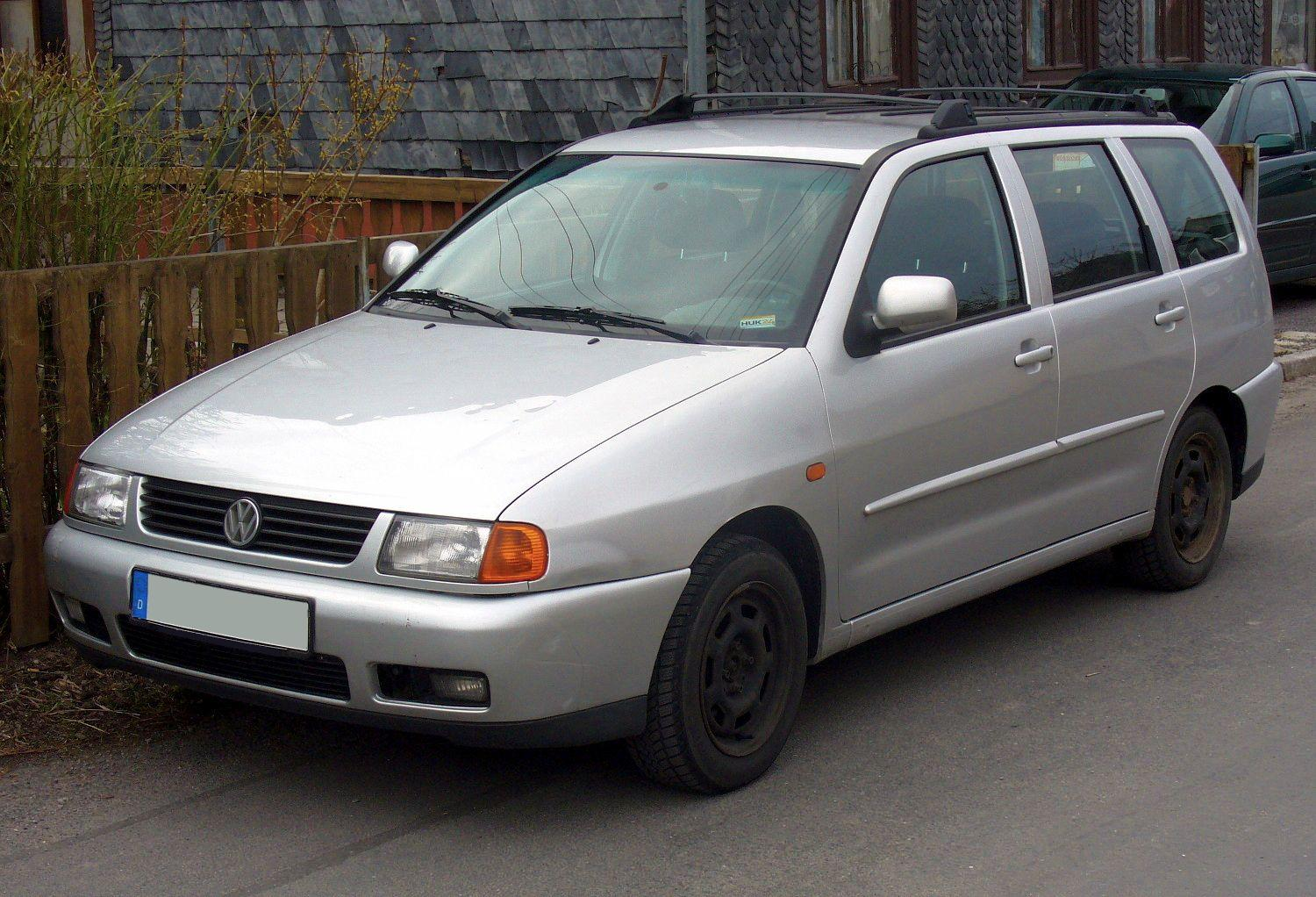
Polo III Variant
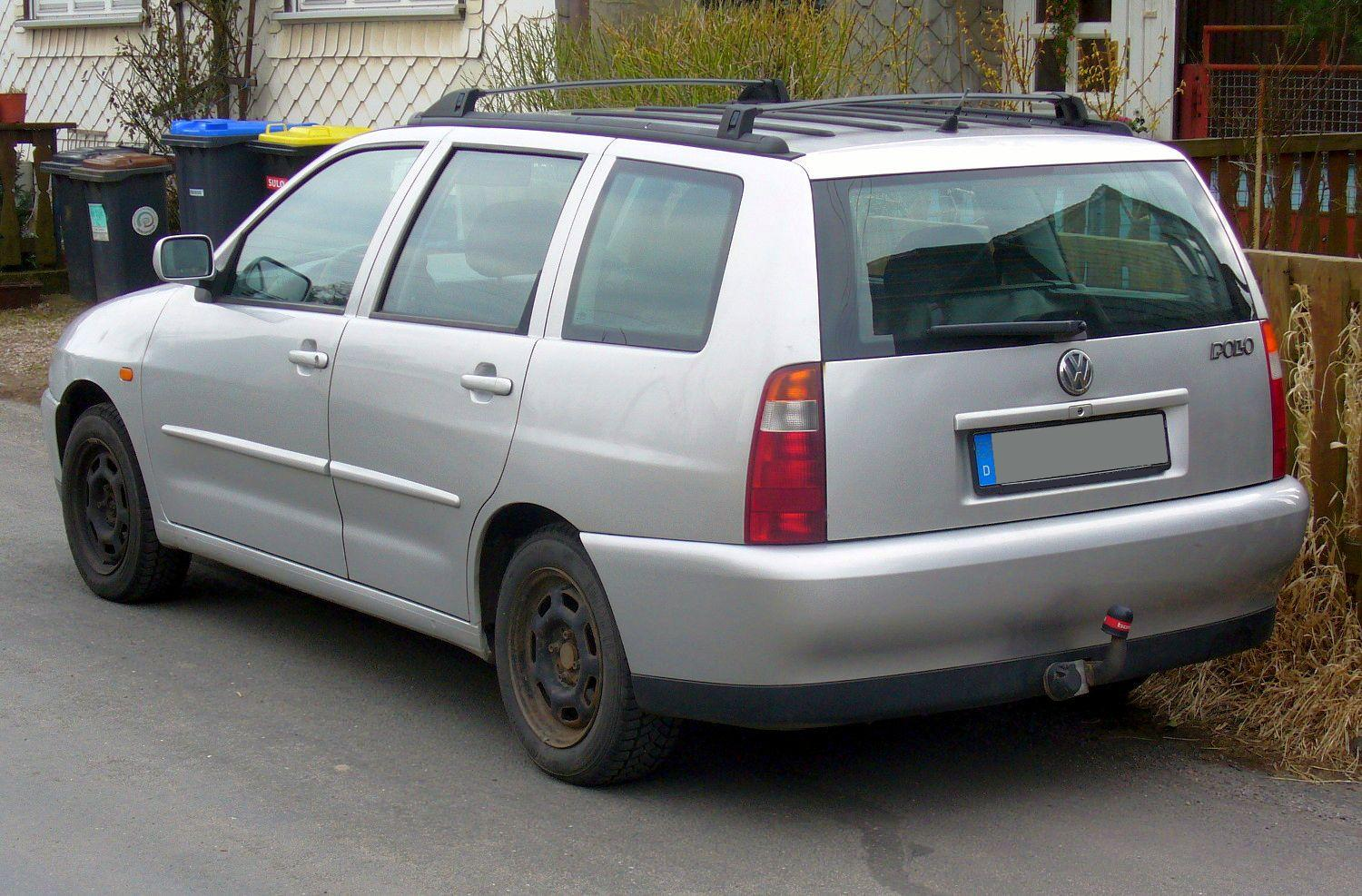
Polo III Variant
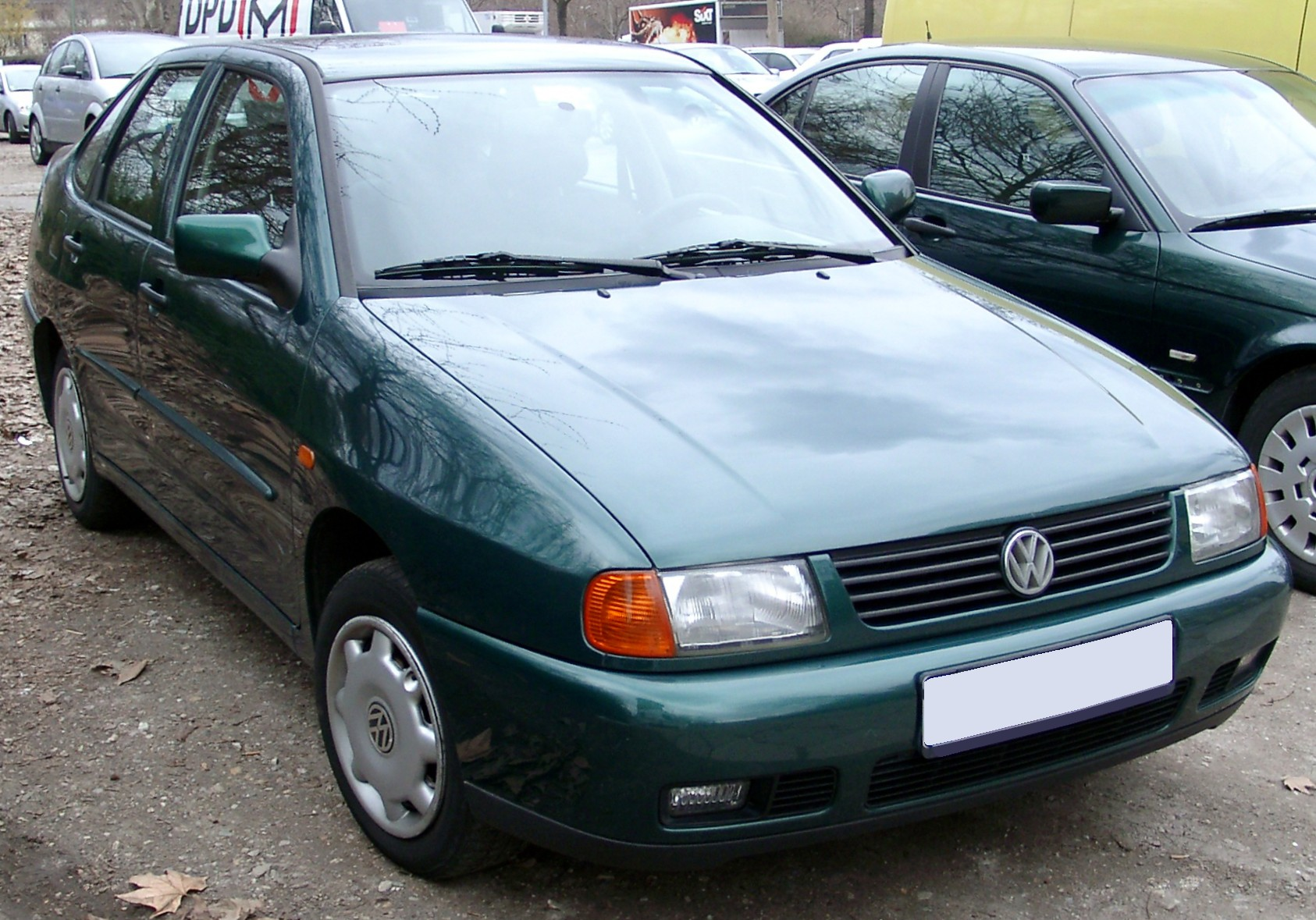
Polo III Classic
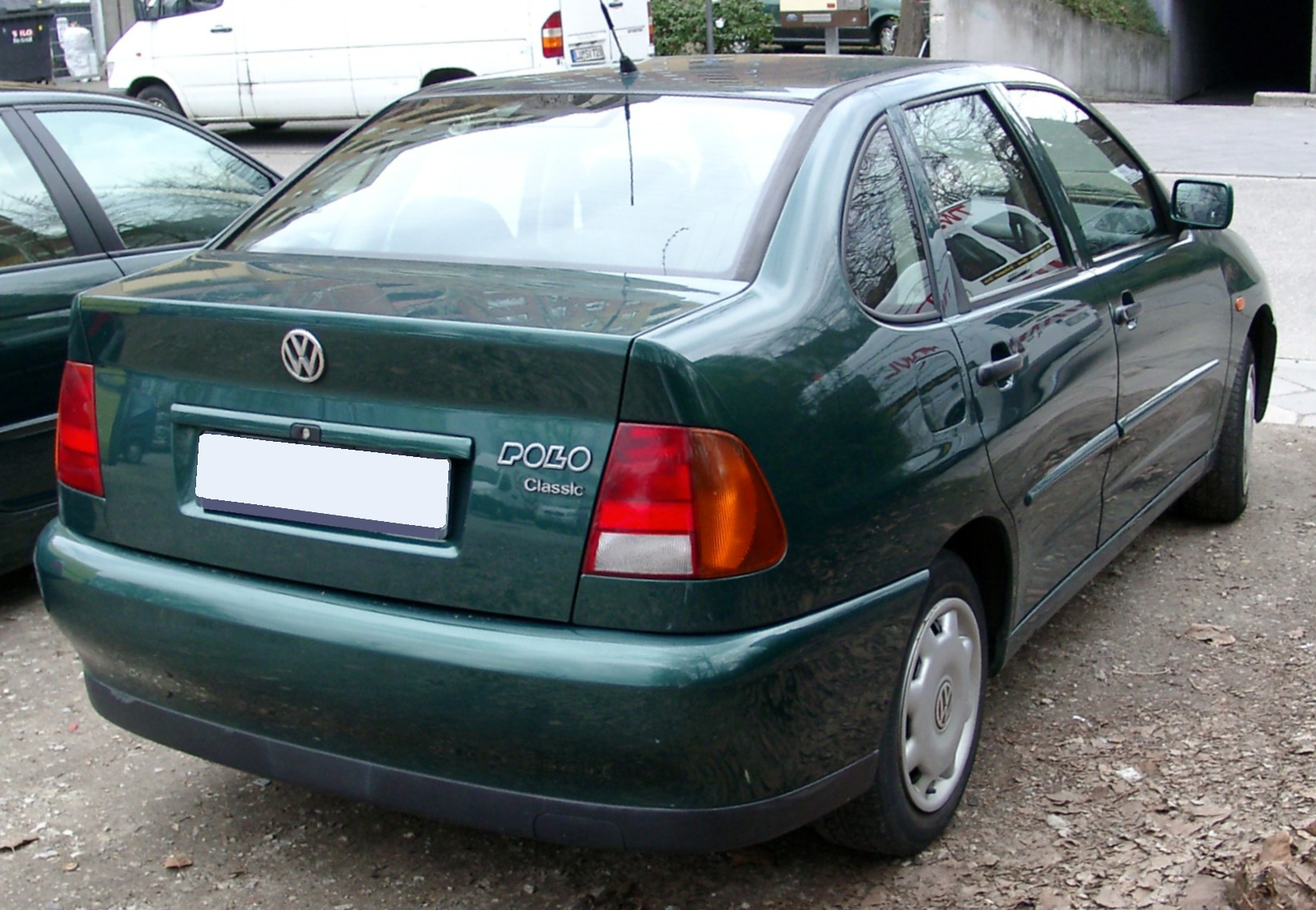
Polo III Classic
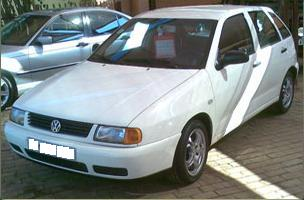
VW Polo Playa
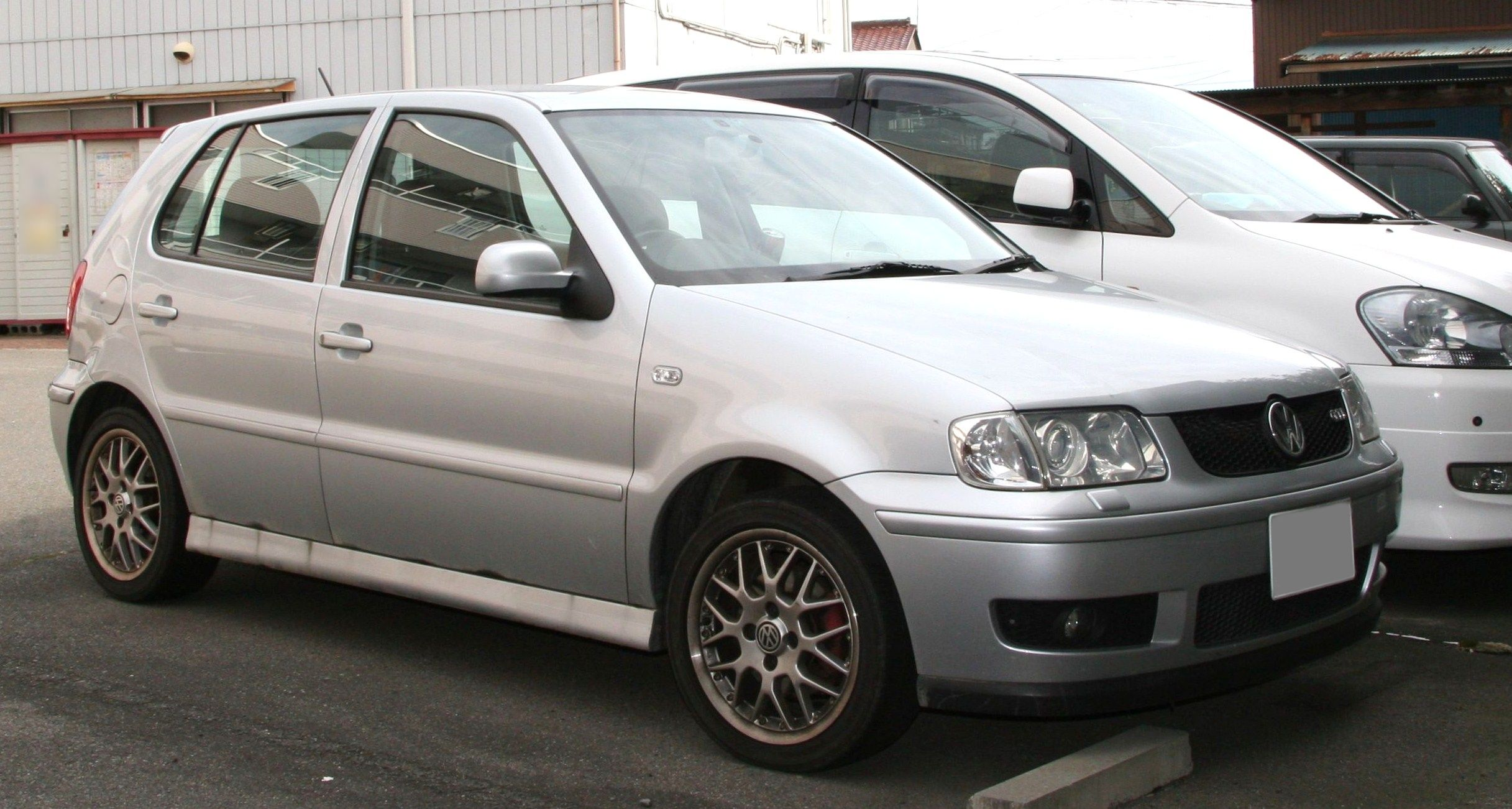
Polo III GTI

### Двигуни
- 1.0 L I4 45/50 к.с.
- 1.3 L I4 55 к.с.
- 1.4 L I4 8-кл. 55/60 к.с.
- 1.4 L I4 16-кл. DOHC 75/100 к.с.
- 1.6 L I4 8-кл. 75/100 к.с.
- 1.6 L I4 16-кл. DOHC 120/125 к.с.
- 1.8 L I4 8-кл. 90 к.с.
- 1.4 L I3 TDI (diesel) 75/90 к.с.
- 1.7 L I4 SDI (diesel) 57/60 к.с.
- 1.9 L I4 D (diesel) 64 к.с.
- 1.9 L I4 SDI (diesel) 64/68 к.с.
- 1.9 L I4 TDI (diesel) 90/110 к.с.

## VW Polo IV (2001—2009)

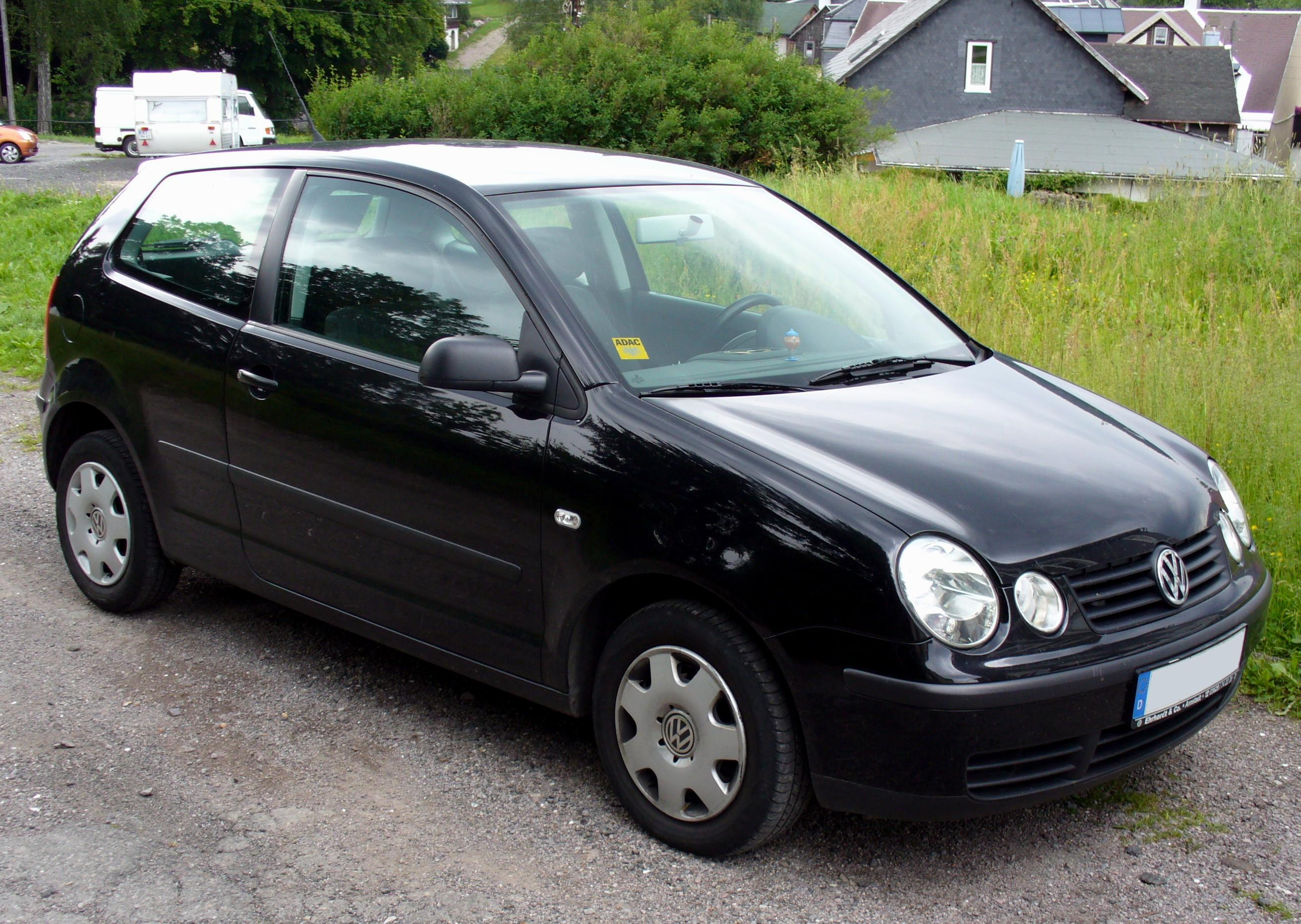
VW Polo IV

Від Плаі вирішили відмовитися, коли до Південної Африки дістався «четвертий» Polo — Mark IV (Typ 9N), найбільш упізнана деталь якого — чотири круглі фари. У порівнянні з третім поколінням в того автомобіля новим було все, в тому числі платформа — спільна з «третьою» Ібіцою і першими двома генераціями Фабії.
Говорячи про Polo IV, інакше як змінним його успіх не називають. Продавався він не так добре, як деякі ранні Polo. І Top Gear, в 1998 році назвав попереднє покоління Best Supermini, цього разу констатував відвертий провал: у заснованому на опитуваннях рейтингу «четвертий» Polo сильно поступився більшості своїх суперників, включаючи Фієста, Корс, Clio і Peugeot 206. У 2005 році Вальтер де Сильва змінив у Polo корму, фари і ліхтарі, але хітом модель так і не стала.
Залишивши за рамками цієї історії кросовер CrossPolo і його попередника Polo Fun / Polo Dune.

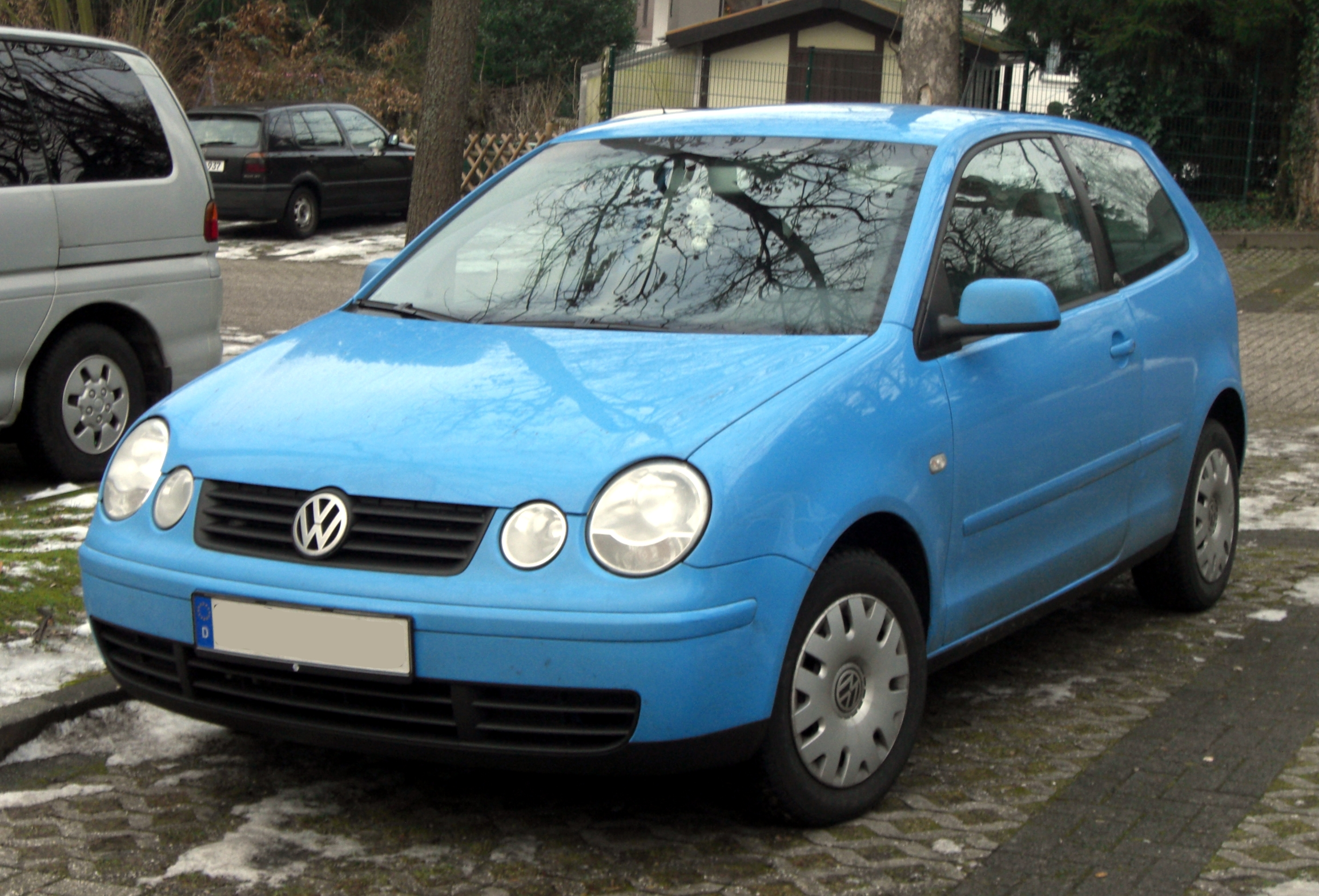
Polo IV 3д (2001-2005)
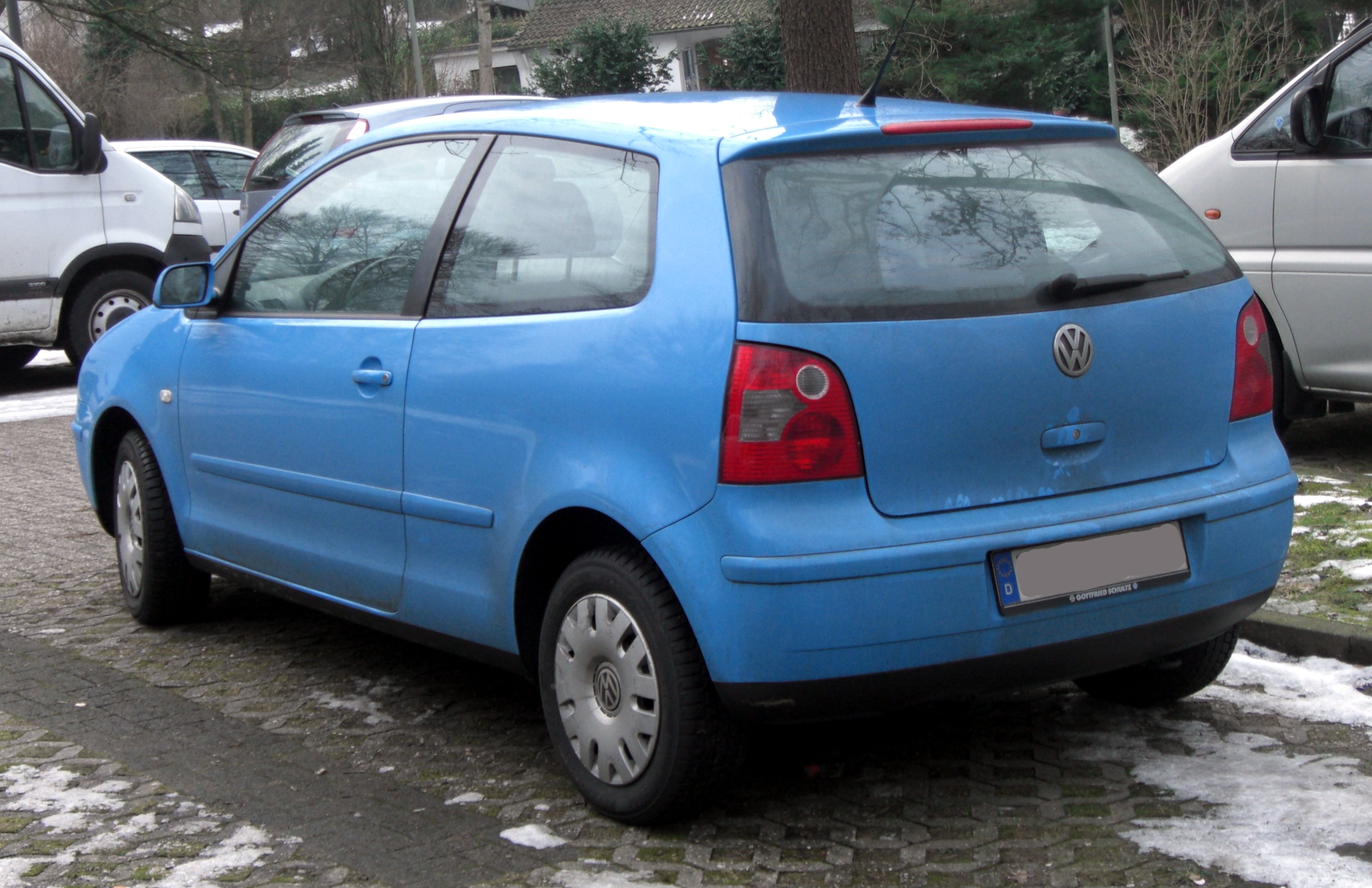
Polo IV 3д (2001-2005)
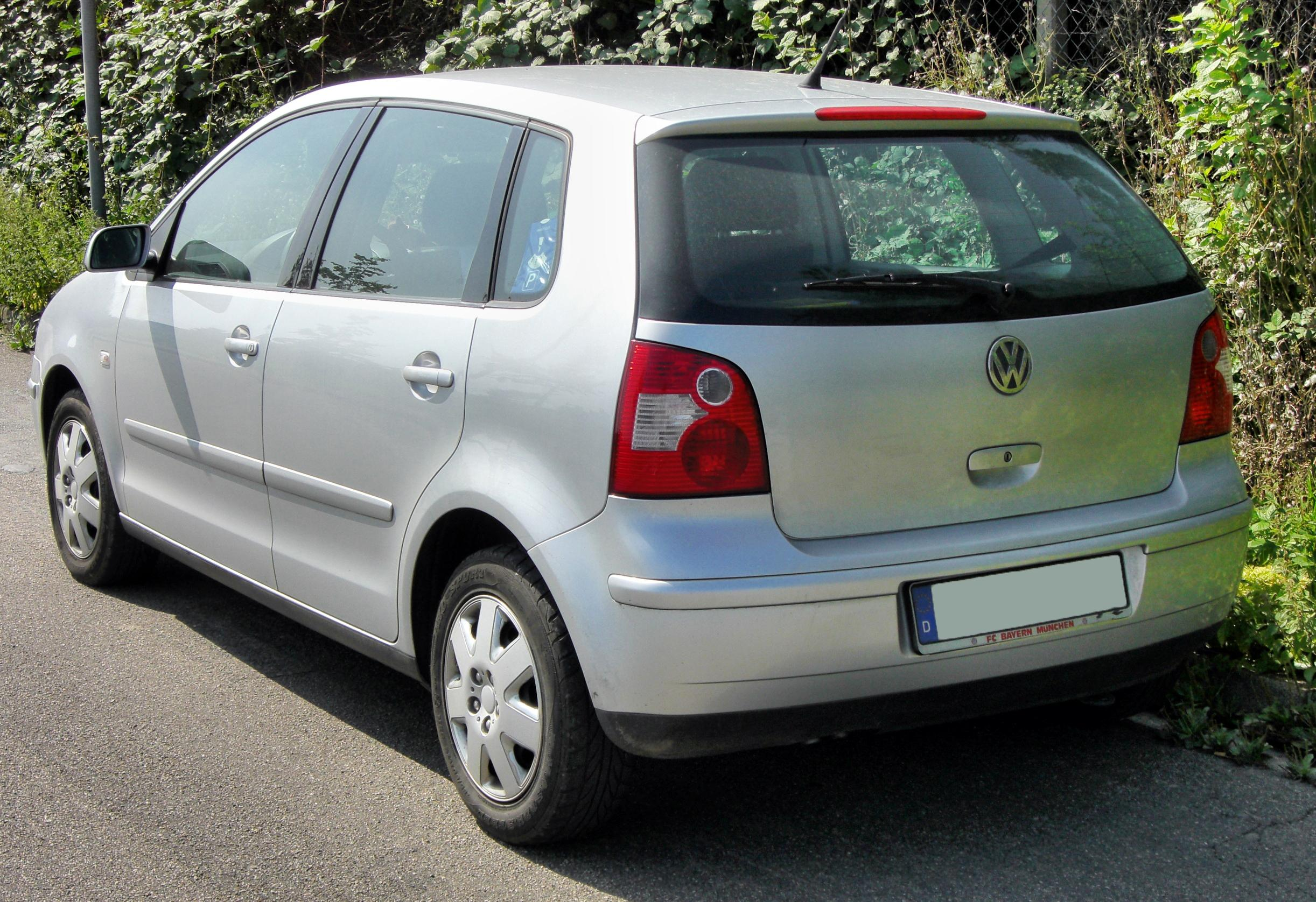
Polo IV 5д (2001-2005)
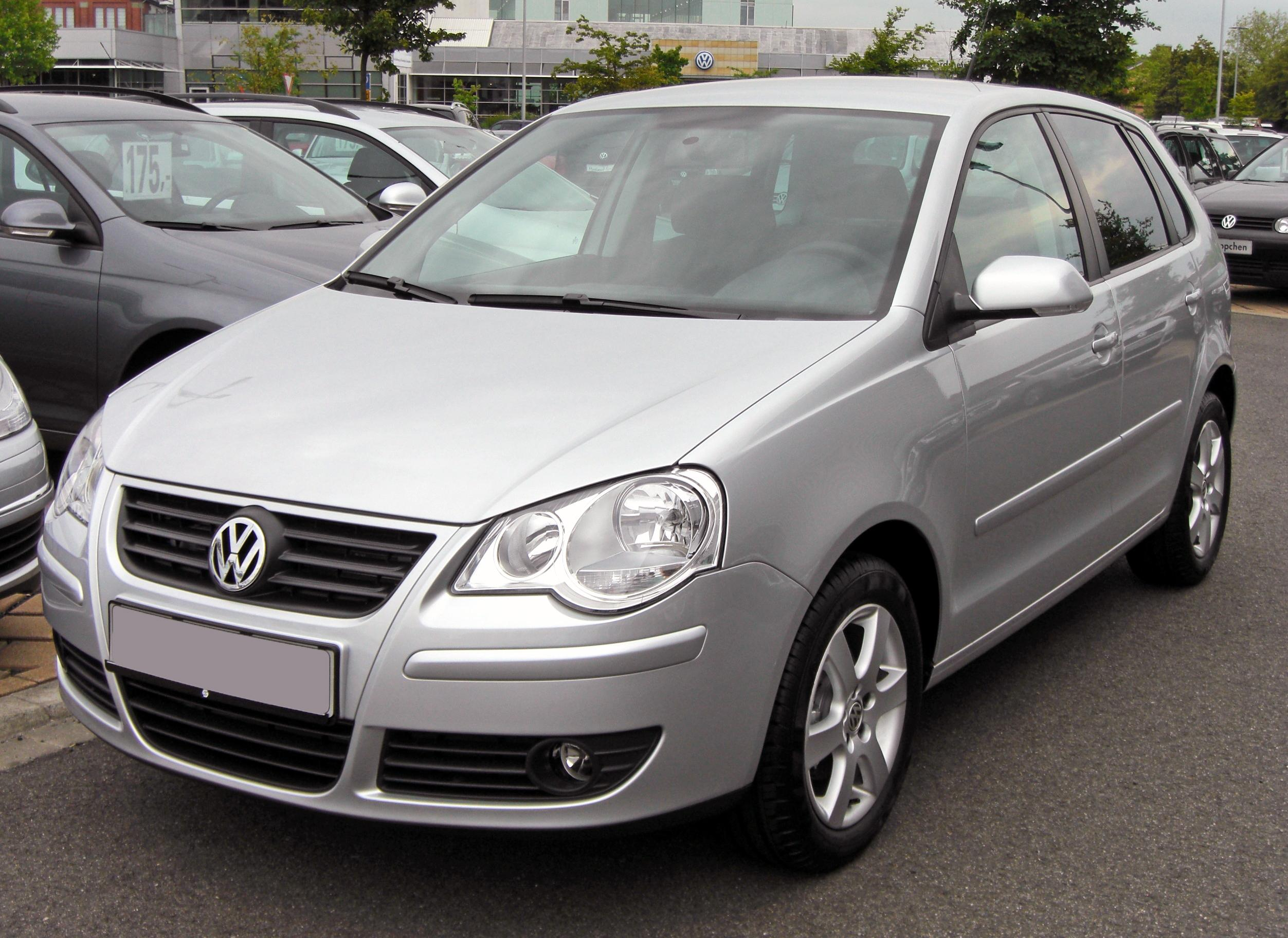
Фейсліфт Polo IV (2005-2009)
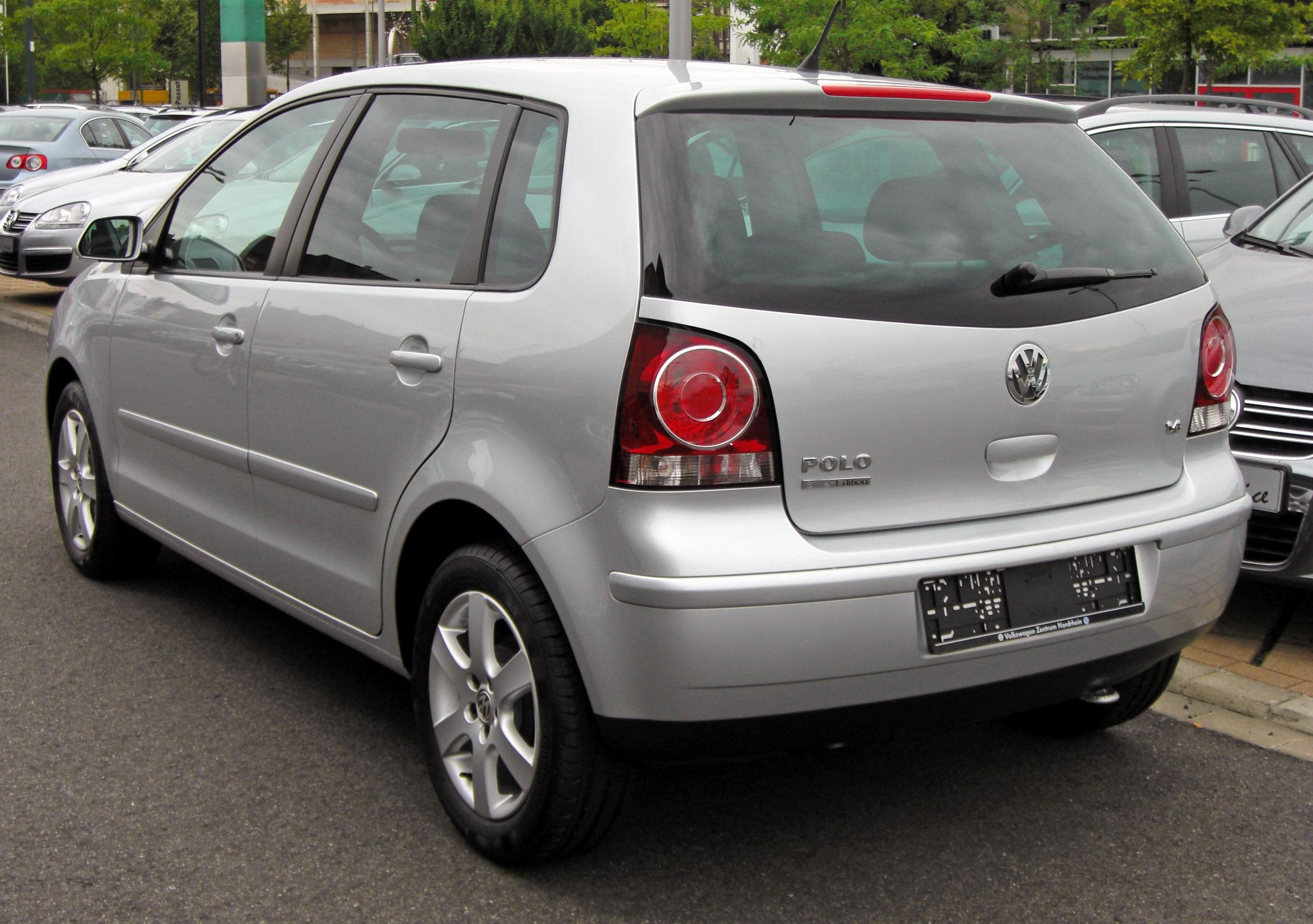
Фейсліфт Polo IV (2005-2009)
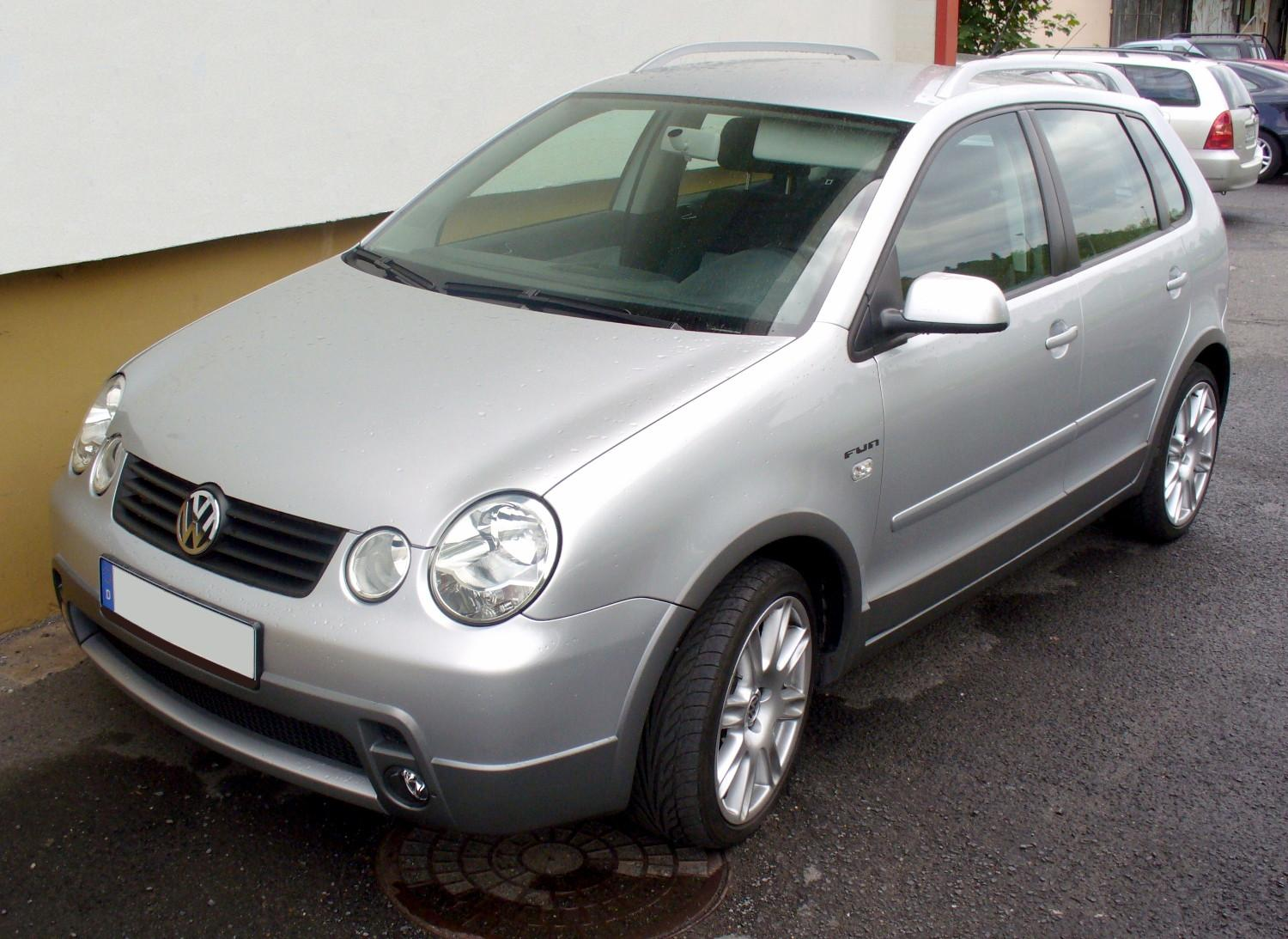
Polo IV Fun (2004-2005)
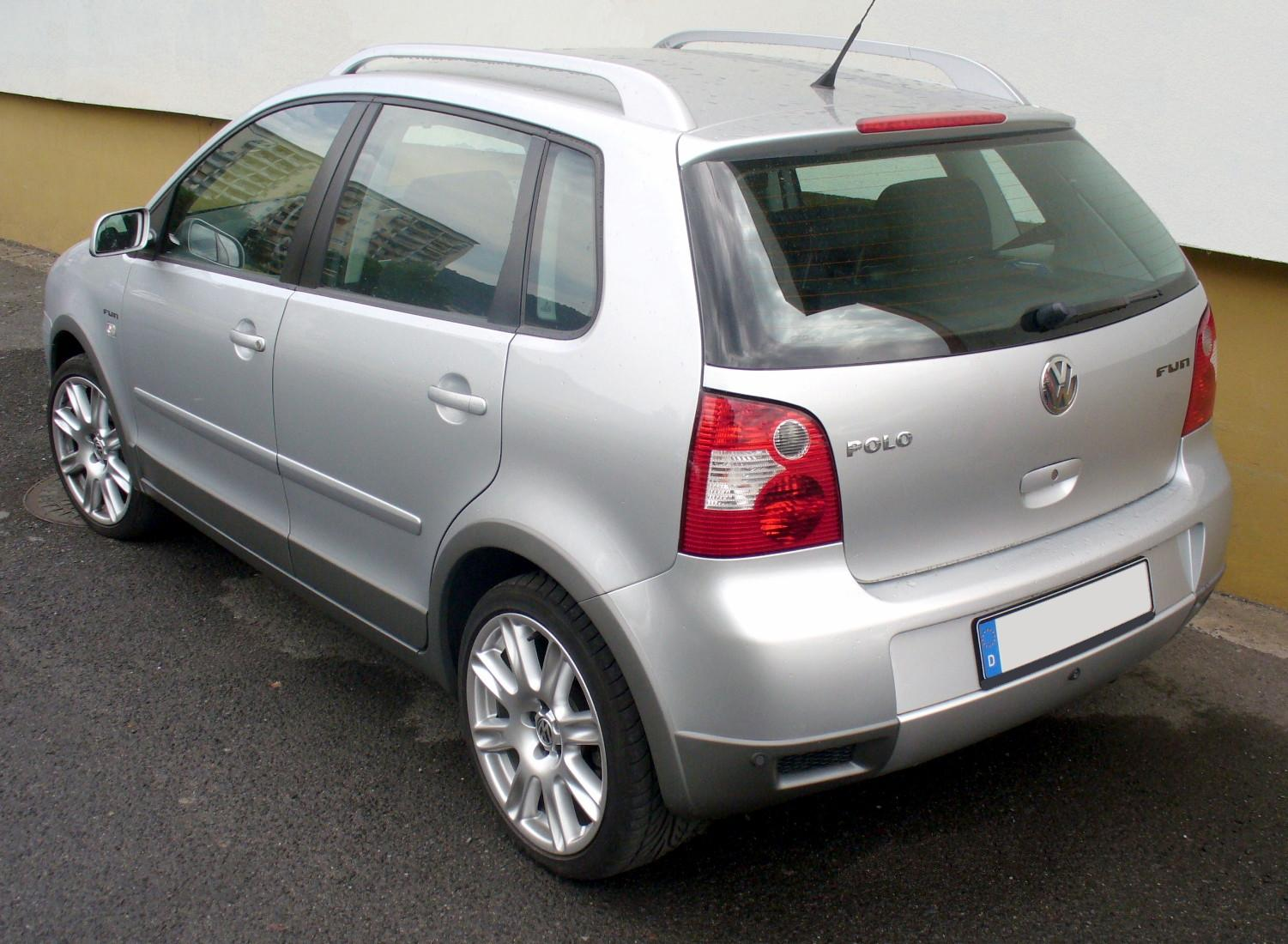
Polo IV Fun (2004-2005)
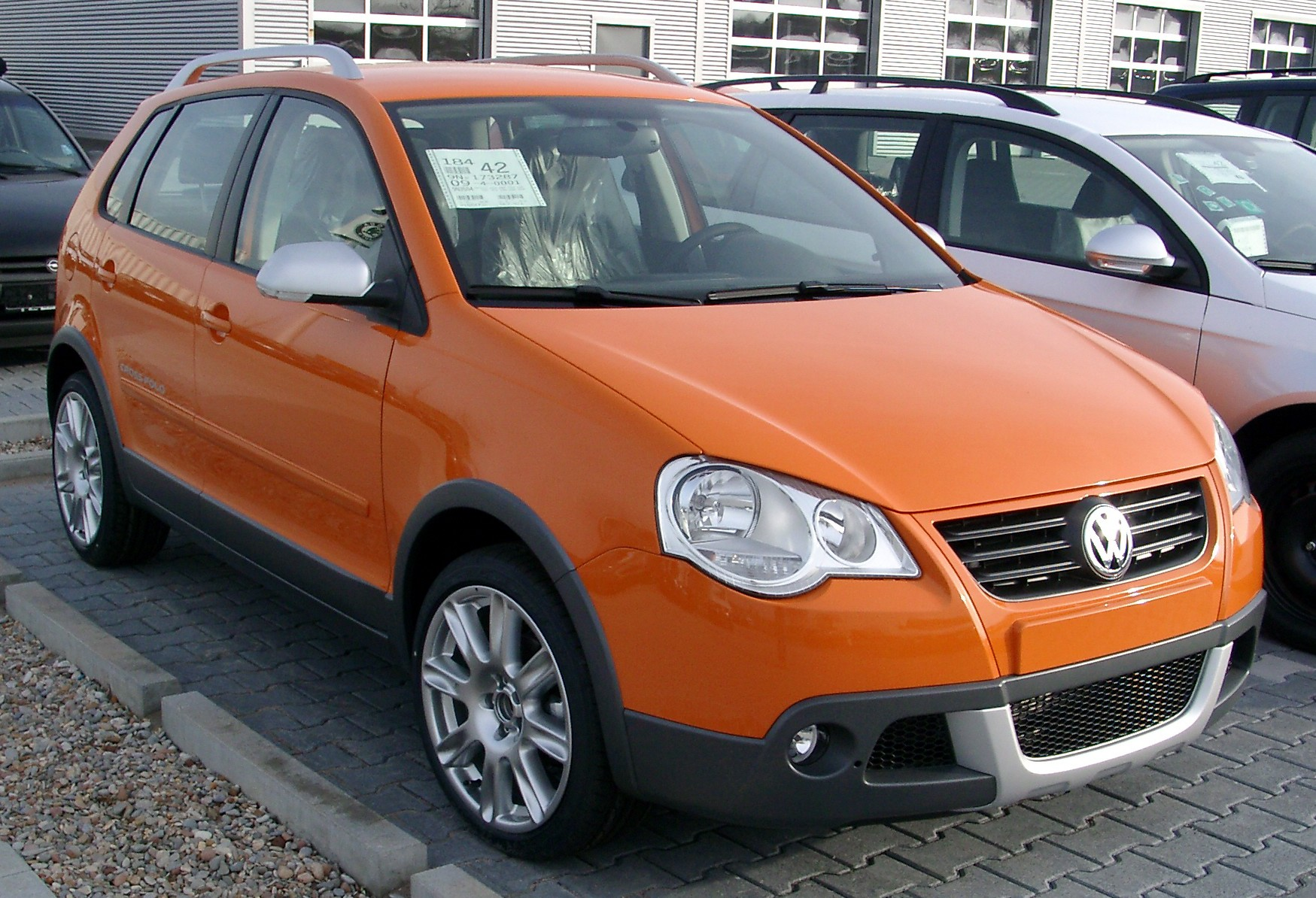
Polo IV CrossPolo (2005-2009)
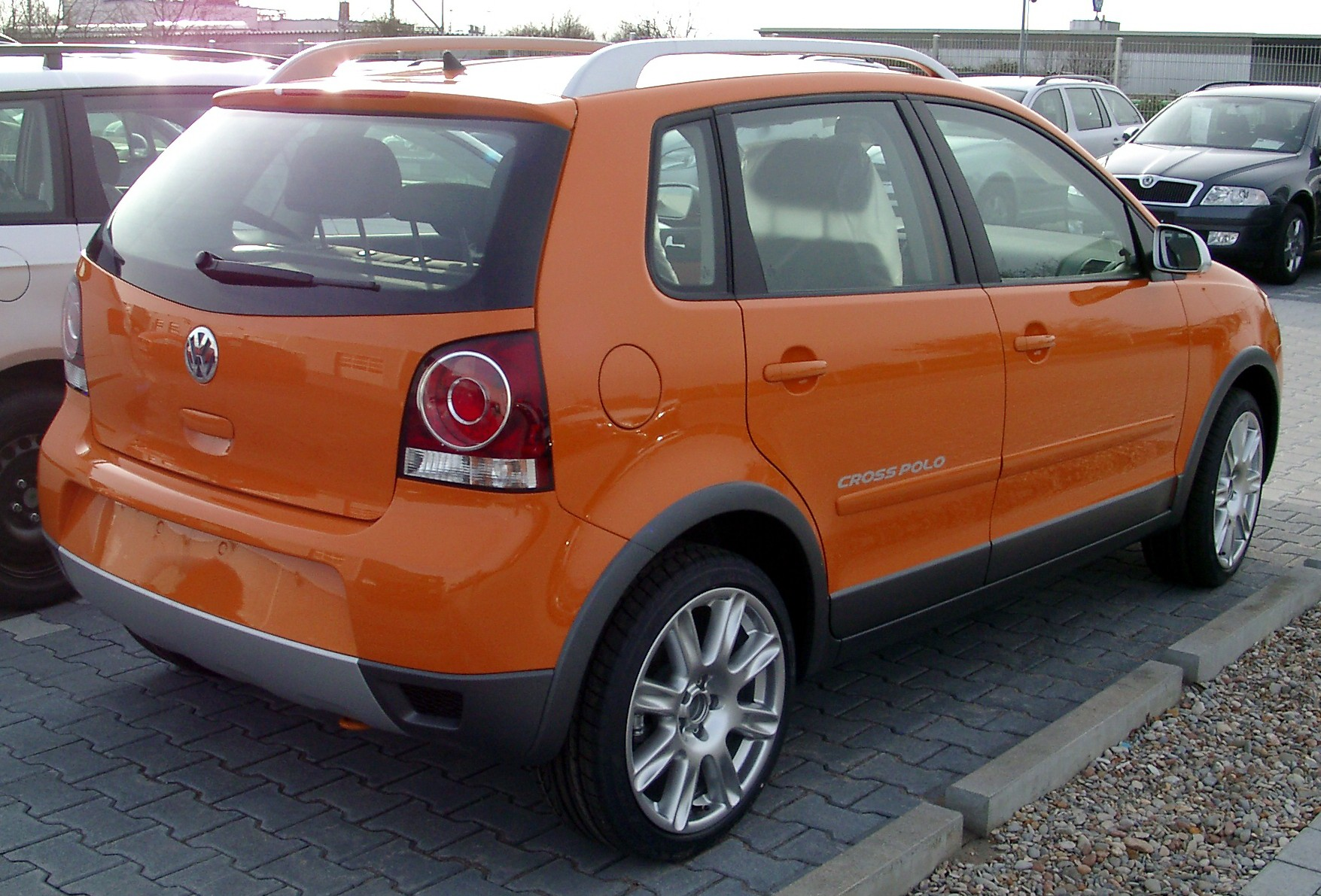
Polo IV CrossPolo (2005-2009)
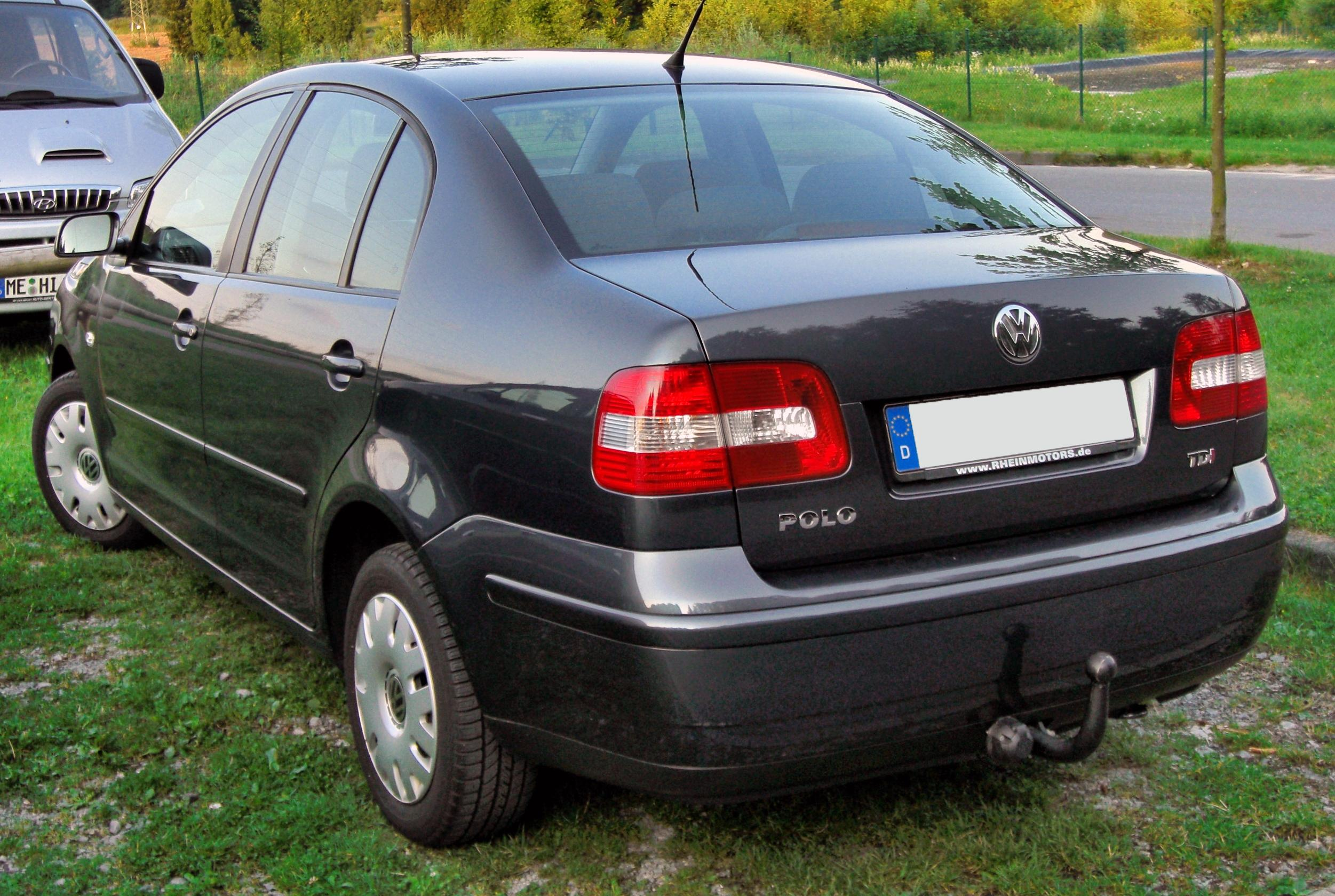
Polo IV седан (2003-2005)
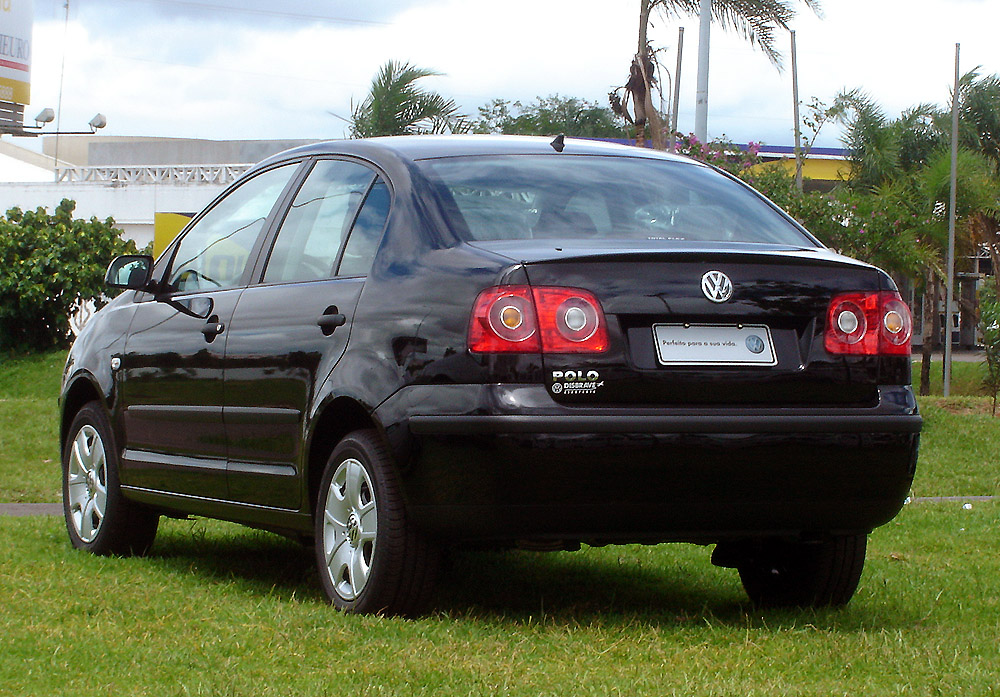
Фейсліфт Polo IV седан (2005-2009)
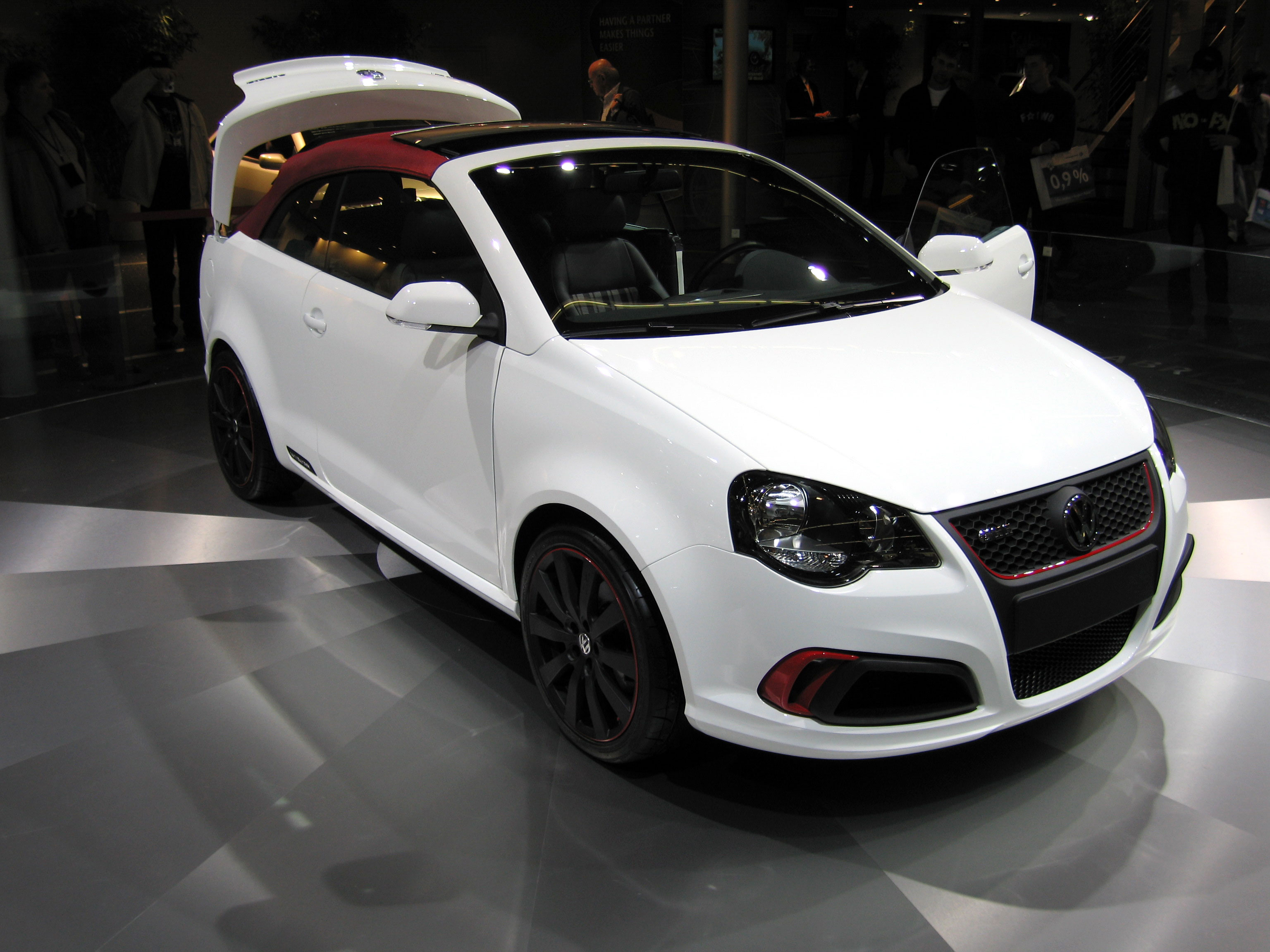
Karmann Polo IV GTI Convertible
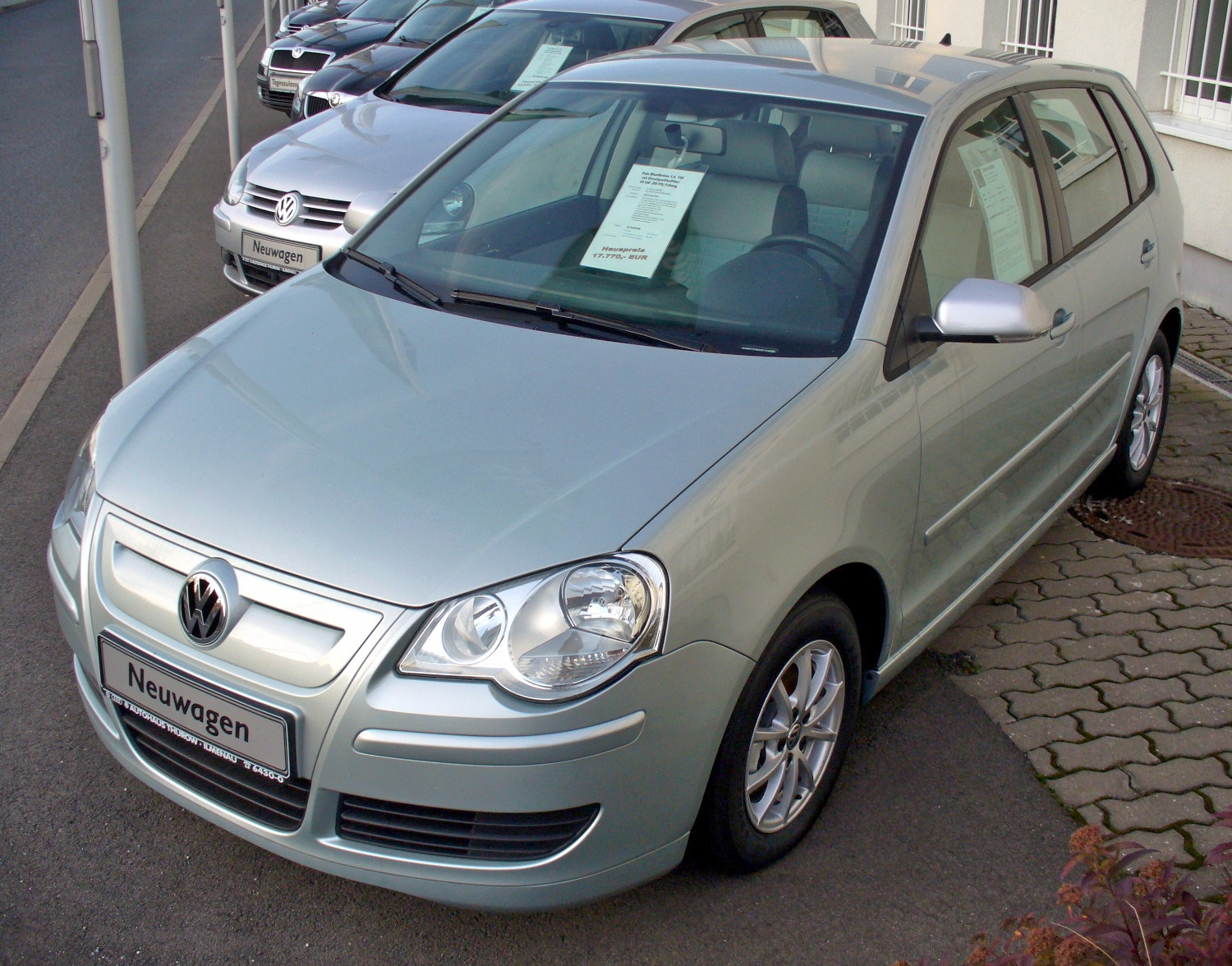
Polo IV BlueMotion (2006-2009)
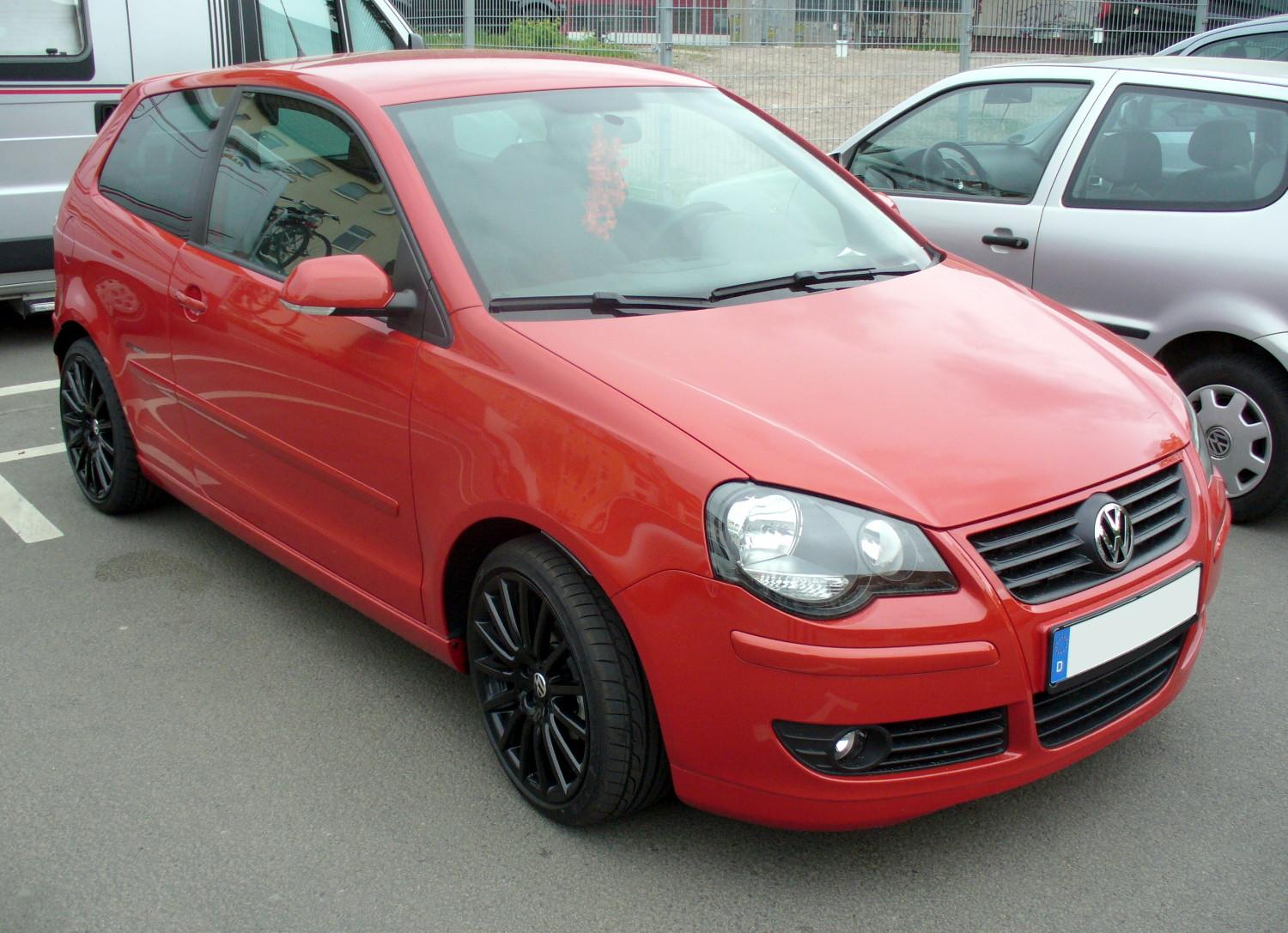
Polo IV GT-Rocket (2008-2009)
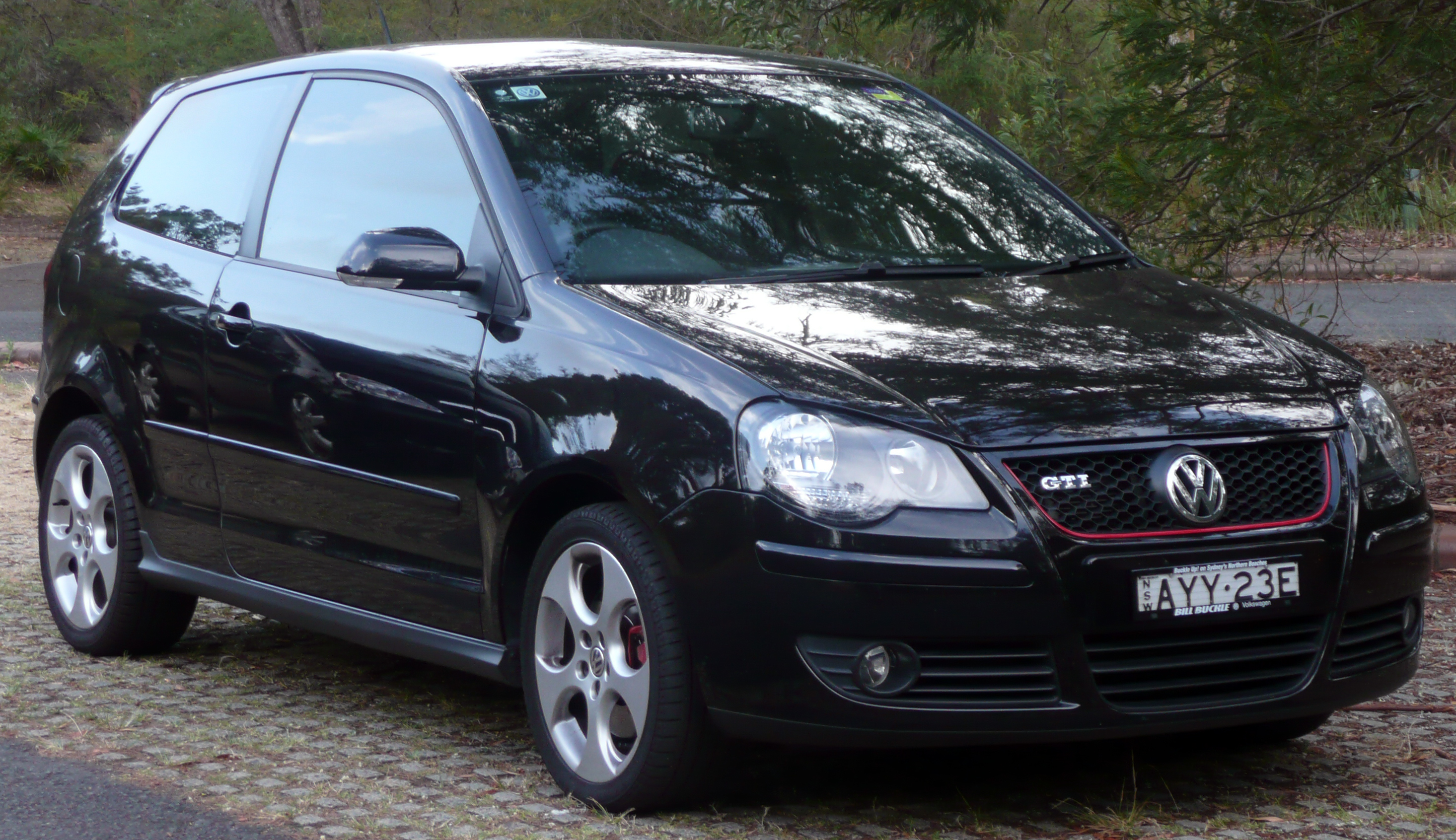
Polo IV GTI (2006-2009)
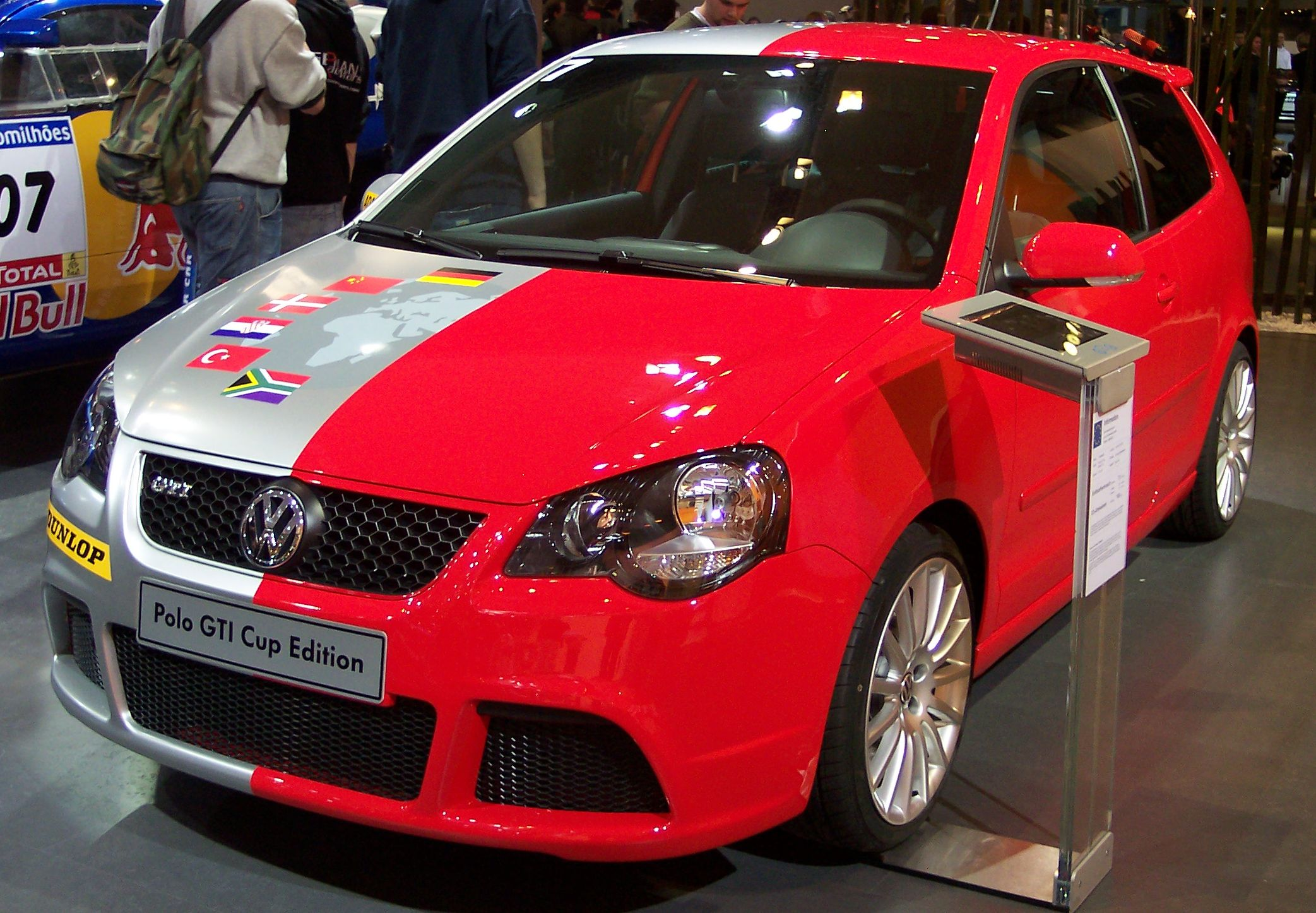
Polo IV GTI Cup Edition
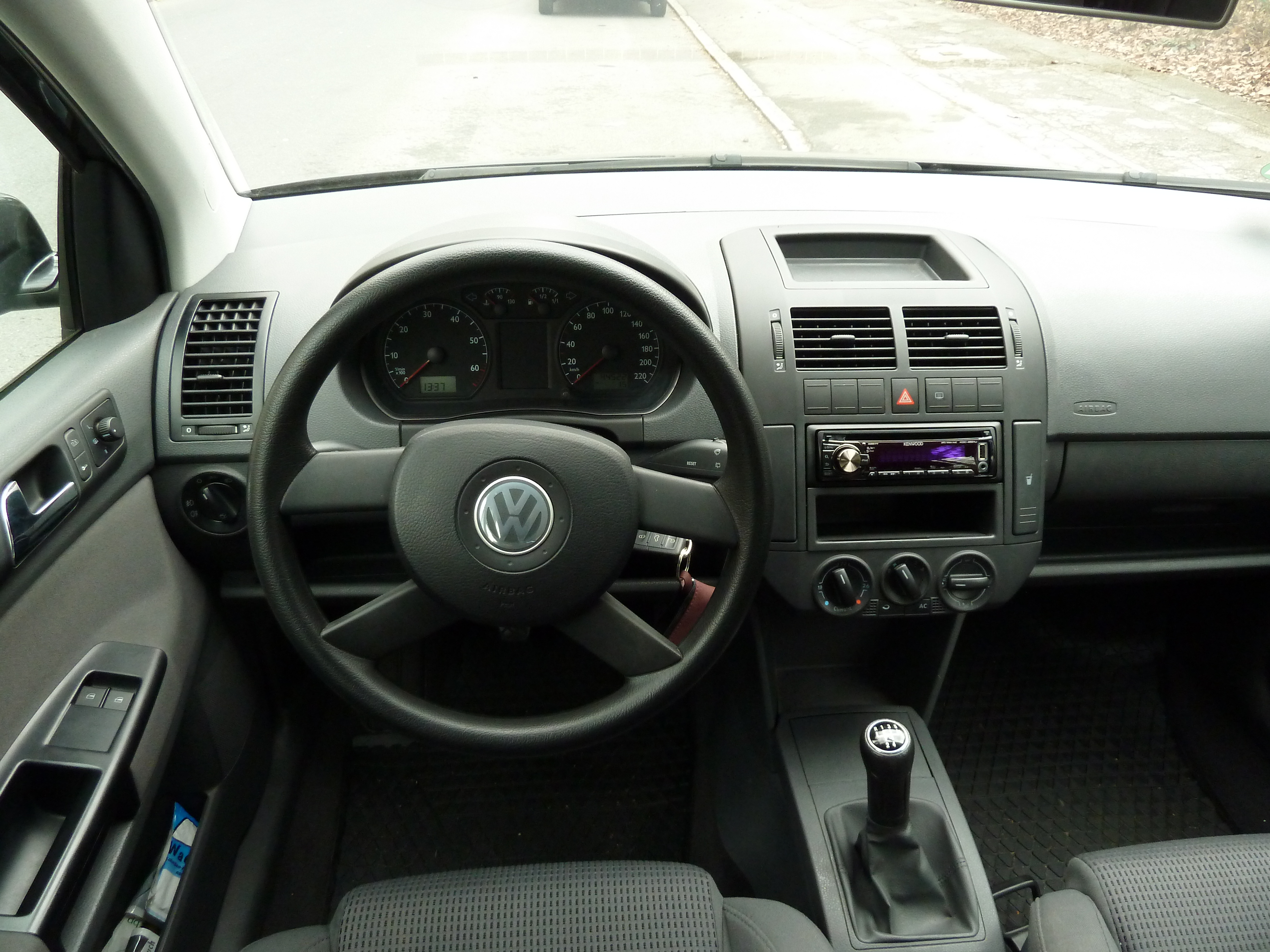

### Двигуни
- 1.2 L I3 54-70 к.с.
- 1.4 L I4 75-101 к.с.
- 1.6 L I4 105 к.с.
- 1.8 L I4 турбо 150—180 к.с. (GTI, 05/2006–05/2009)
- 2.0 L I4
- 1.4 L I3 (турбодизель) 70-80 к.с.
- 1.9 L I4 (дизель) 64 к.с.
- 1.9 L I4 (турбодизель) 101—130 к.с.

## VW Polo V (2009—2017)

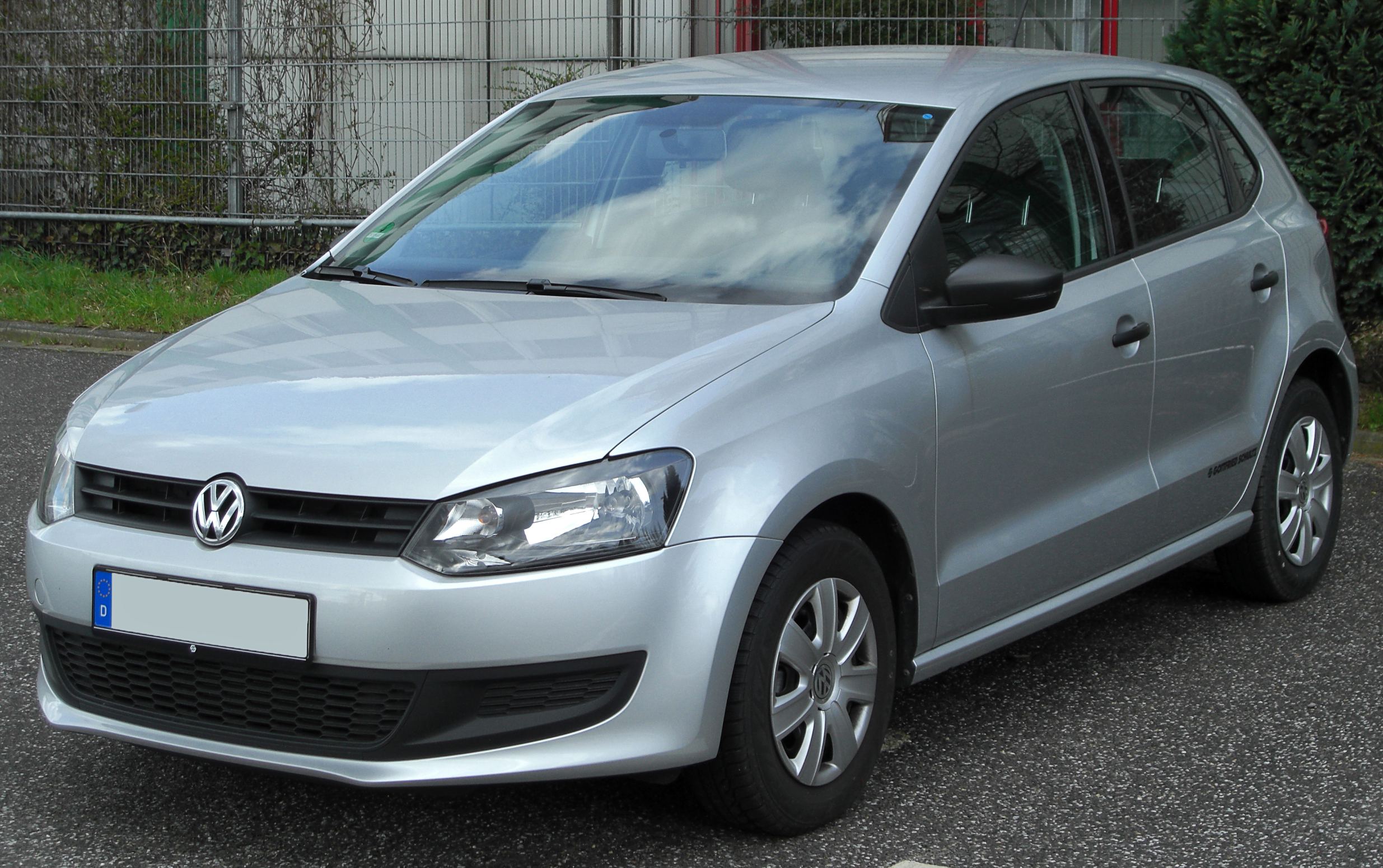
VW Polo 5

Volkswagen Polo п'ятого покоління представлений на ринку з 2009 року. Автомобіль отримав титул Європейським автомобілем 2010 року, випередивши таких серйозних суперників як Toyota iQ та Opel Astra.
Автомобіль пропонується в кузові седан, 3 і 5 дверний хетчбеки та версія кросовер CrossPolo.

Рульове управління даного автомобіля легке і має хороший зворотній зв'язок, що дуже підбадьорює при входженні в повороти. Автомобіль тримається рівномірно та збалансовано. Перемикання передач відбувається чітко. Хоча напівавтоматичних підрульових перемикачів явно не вистачає. Показники витрати палива досить хороші. У той час, як GT TSI демонструє показник у 5.81 л/100 км, дизельний двигун приголомшує показниками у 5.02 л/100 км.

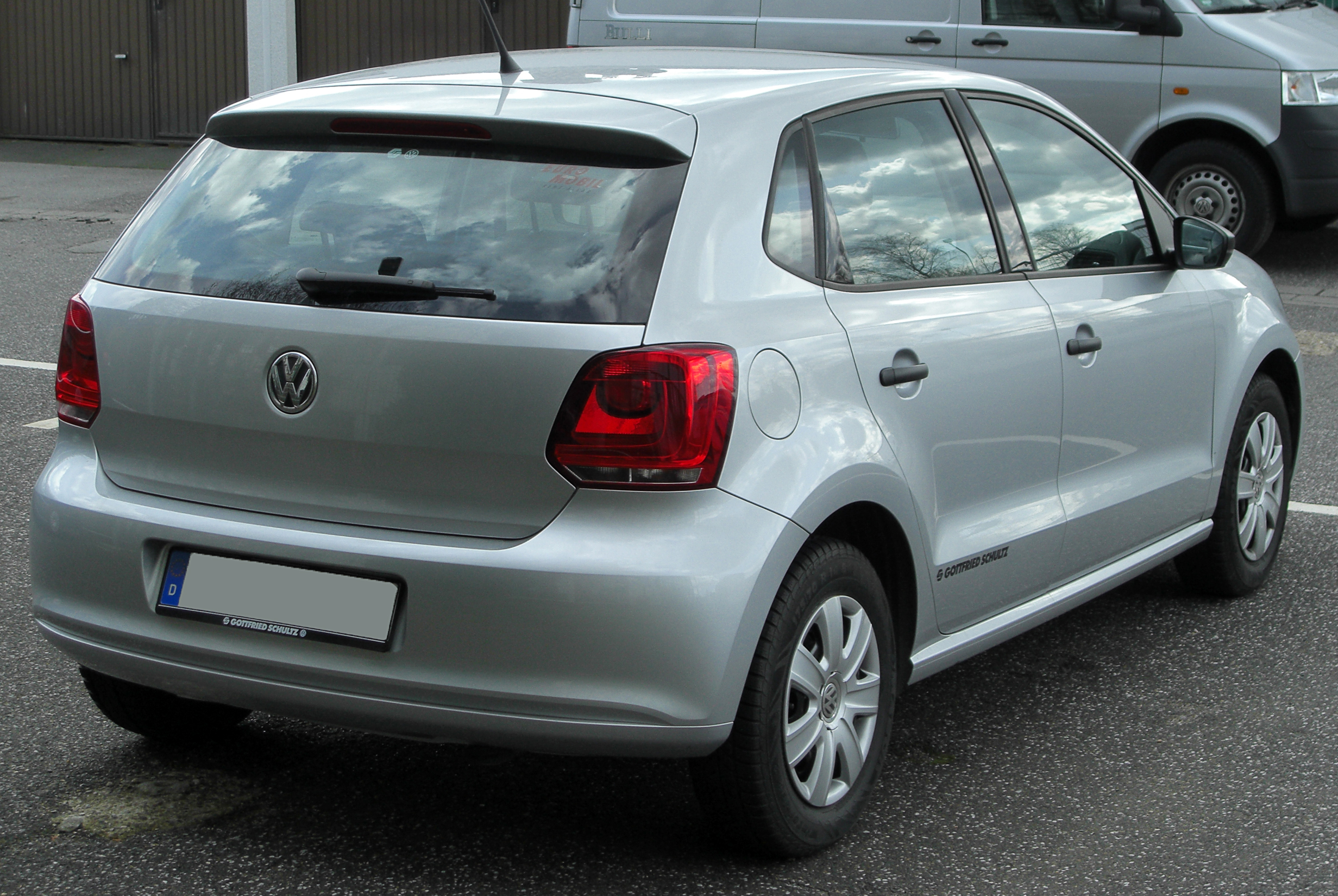
VW Polo V 5дв
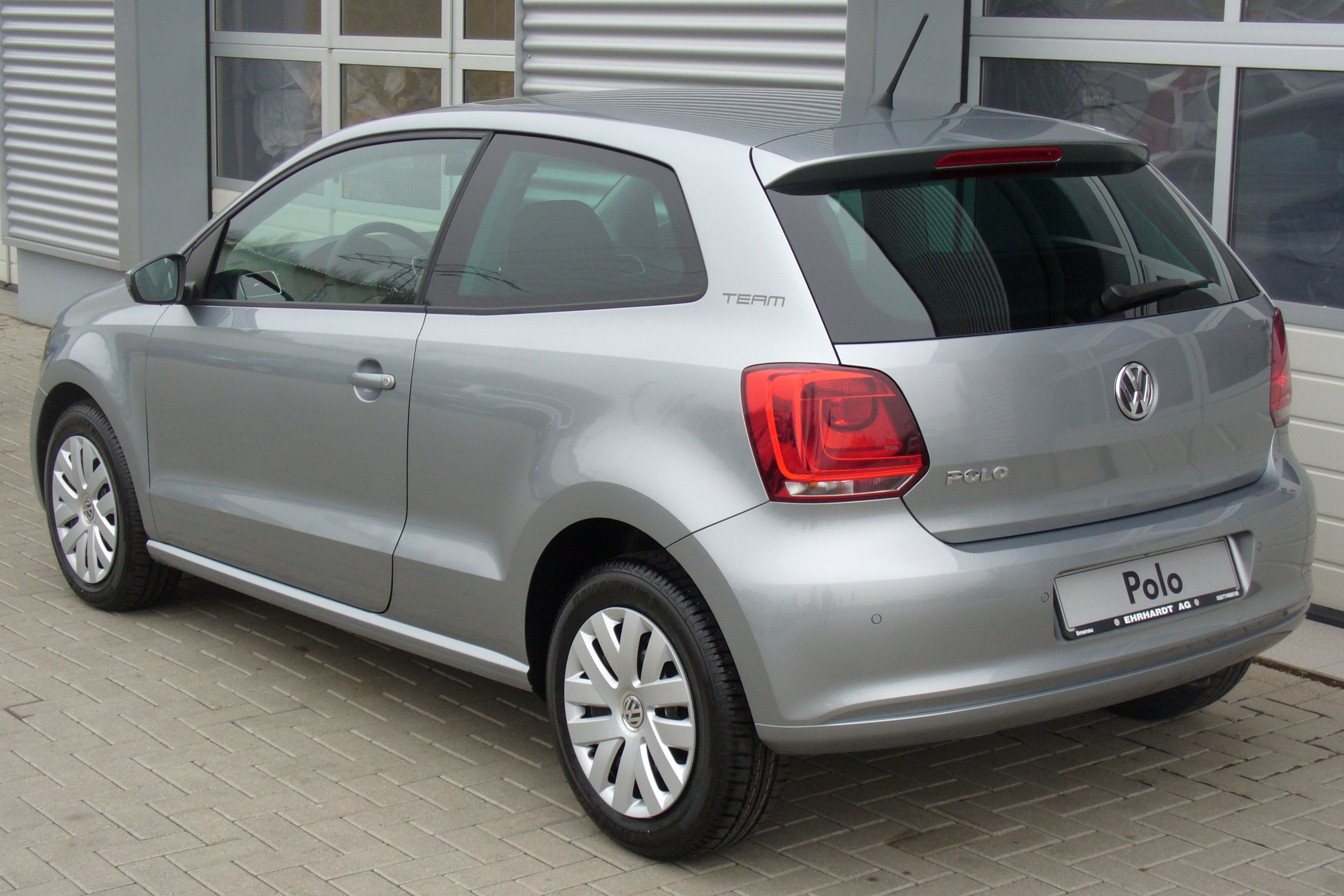
VW Polo V 3дв
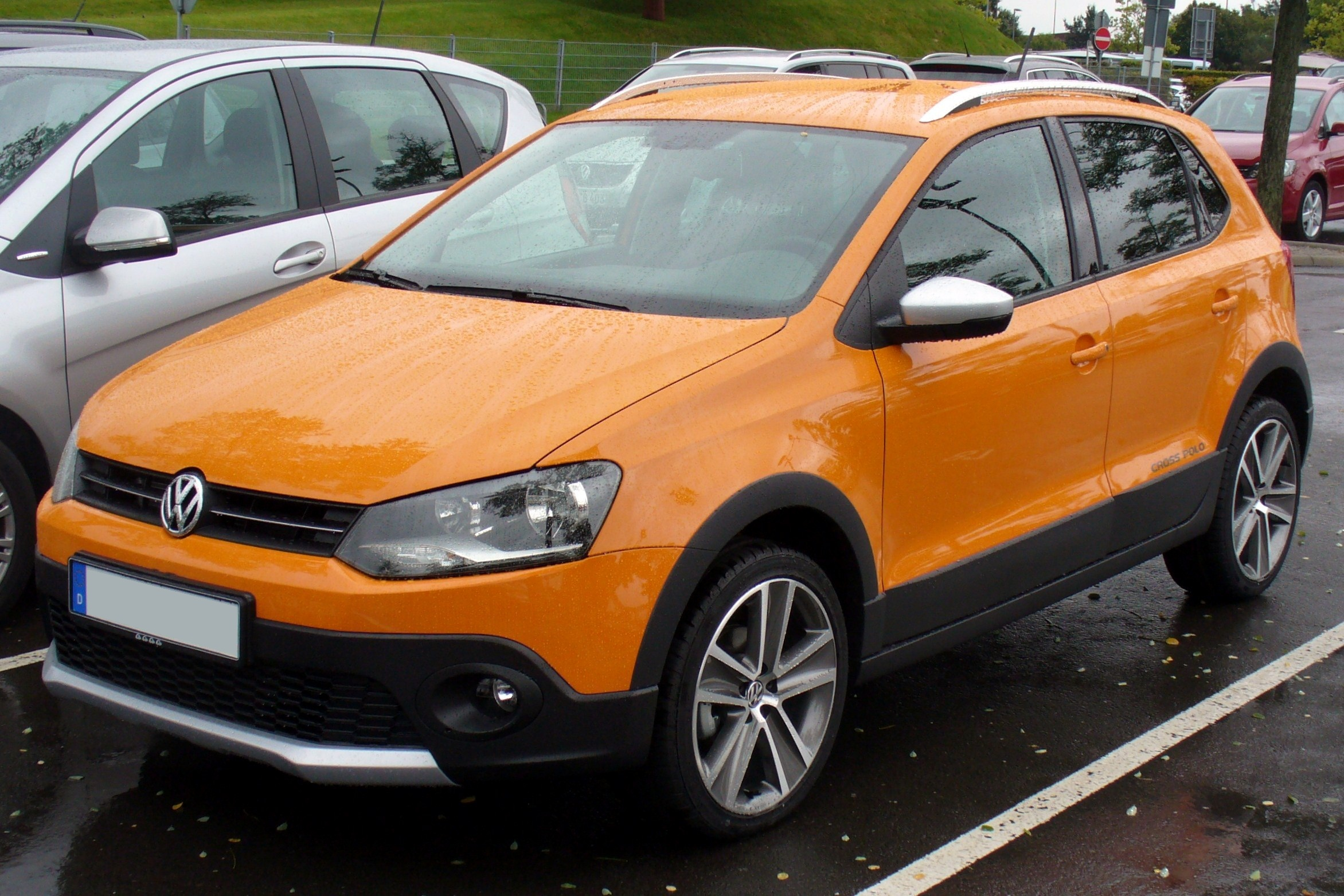
VW CrossPolo II 5дв
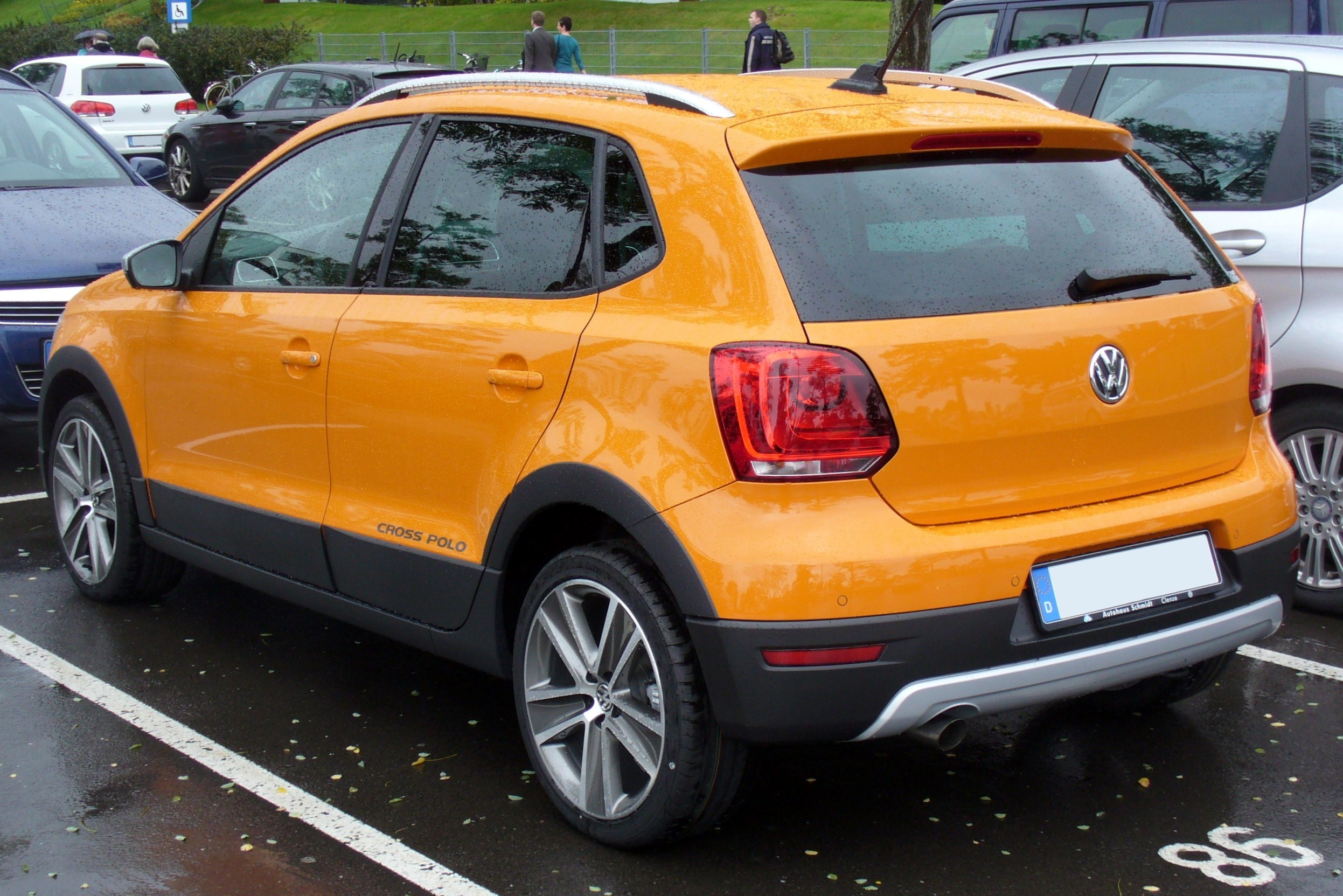
VW CrossPolo II 5дв
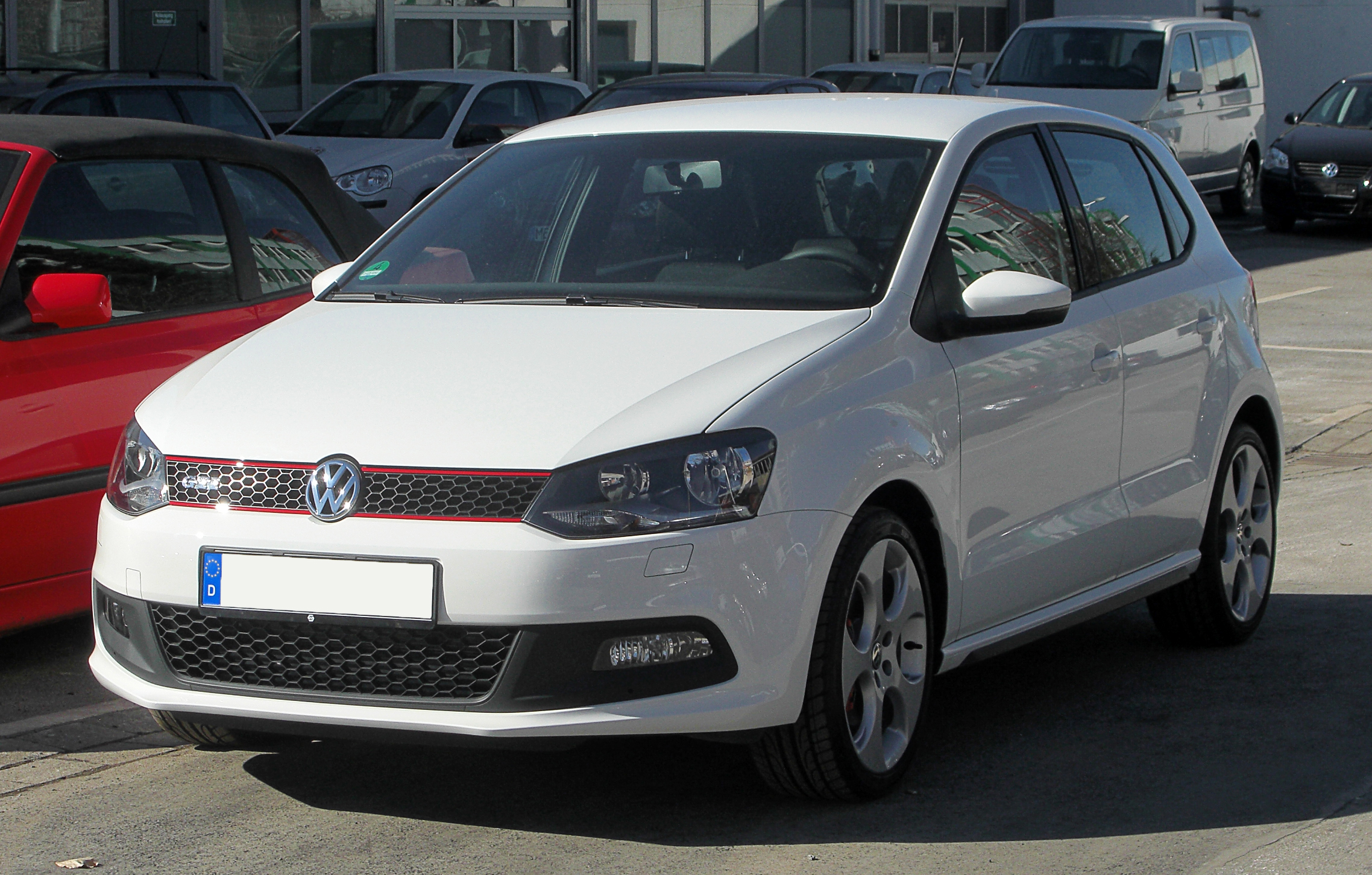
VW Polo V GTI
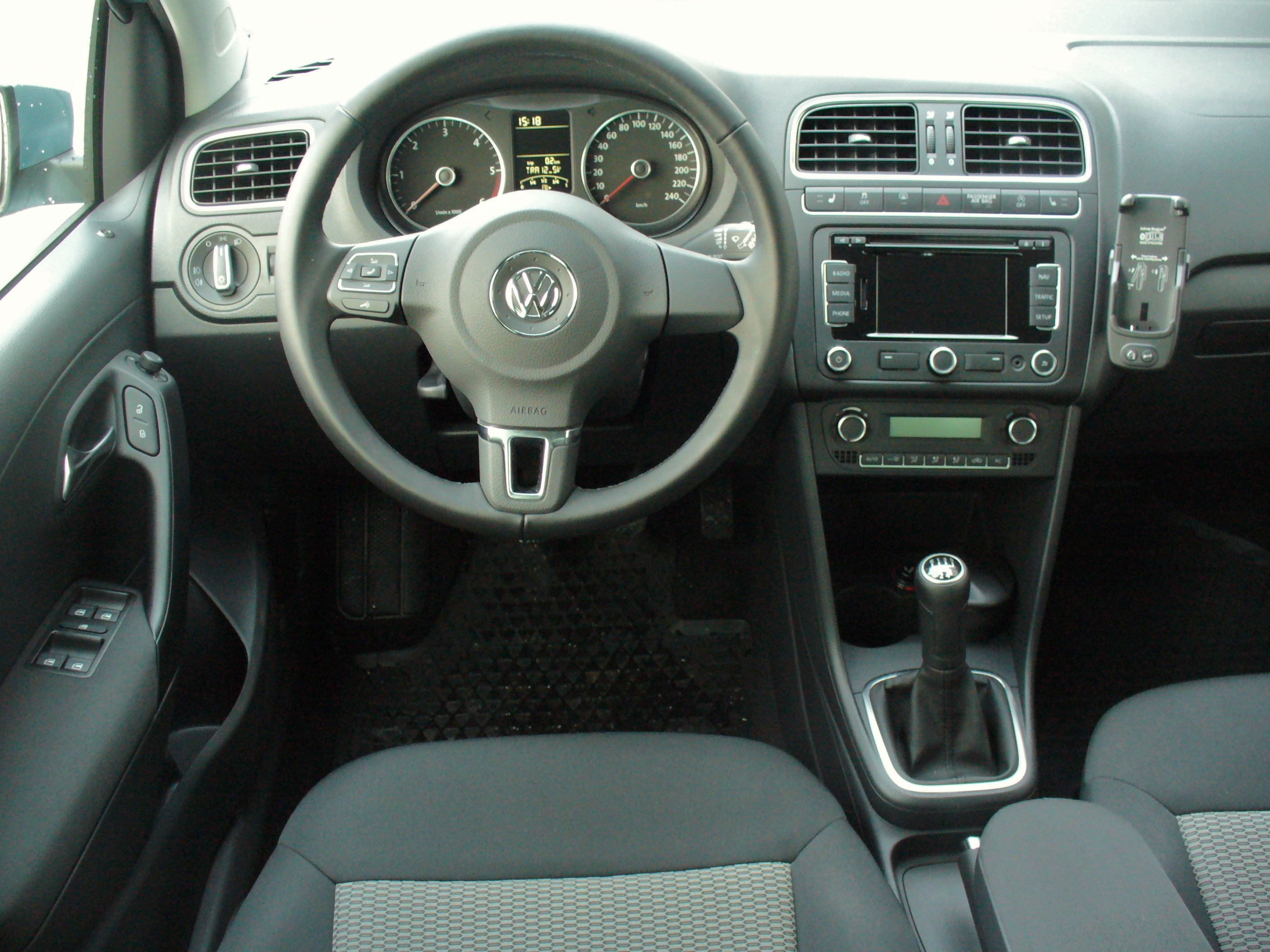

### Polo седан

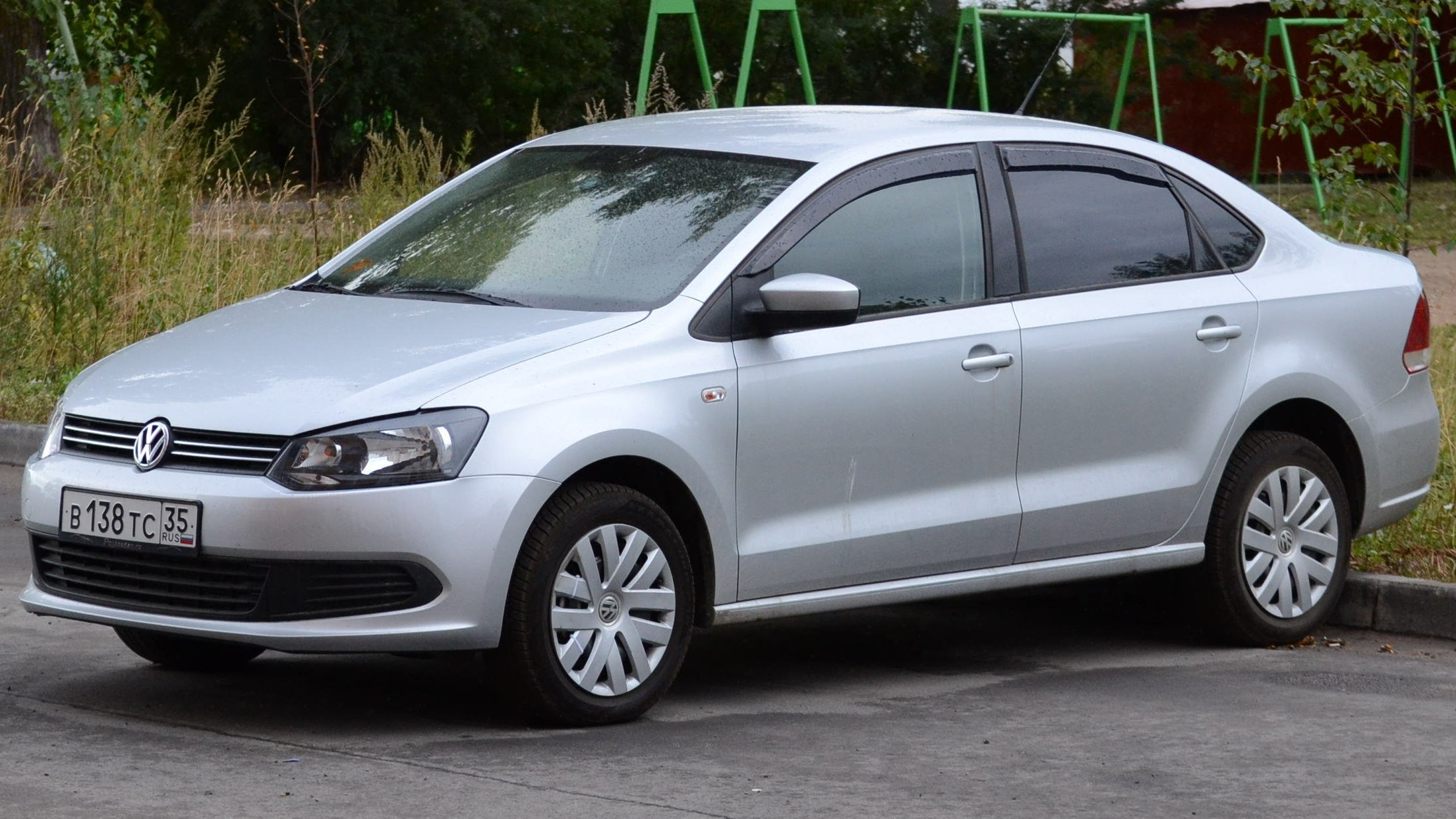
Volkswagen Polo sedan

Автомобіль спроектований «спеціально для російського ринку». За словами творців, при проектуванні враховувалися кліматичні та дорожні умови Росії — у машини повністю оцинкований кузов, посилена підвіска і дорожній просвіт 170 мм. Автомобіль оснащується тільки бензиновим двигуном об'ємом 1,6 л потужністю 105 к.с. Седан може оснащуватися як 5-ступінчастою механічною коробкою передач, так і 6-ступінчастою автоматичною трансмісією з функцією послідовного ручного перемикання (Tiptronic). Volkswagen Polo седан виробляється лише на заводі ТОВ «Фольксваген Груп Рус» у промзоні Грабцево під Калугою.

### Двигуни
- 1.2L I3
- 1.2L TSI I4
- 1.4L I4
- 1.4L TSI I4
- 1.4L TSI VW EA111 I4 180 к.с. (1.4 TSI GTI, 05/2010–03/2014)
- 1.8L TSI VW EA888 I4 192 к.с. (1.8 GTI, 11/2014–09/2017)
- 2.0L TSI VW EA113 I4 220 к.с. (2.0 WRC Street, 09/2013–03/2014)
- 1.2L I3 TDI
- 1.2L I4 TDI BlueMotion
- 1.6L I4 TDI
- 1.6L I4 TDI BlueMotion
- 1.4L l3 TDI BlueMotion

## Шосте покоління (AW/BZ; 2017—наш час)

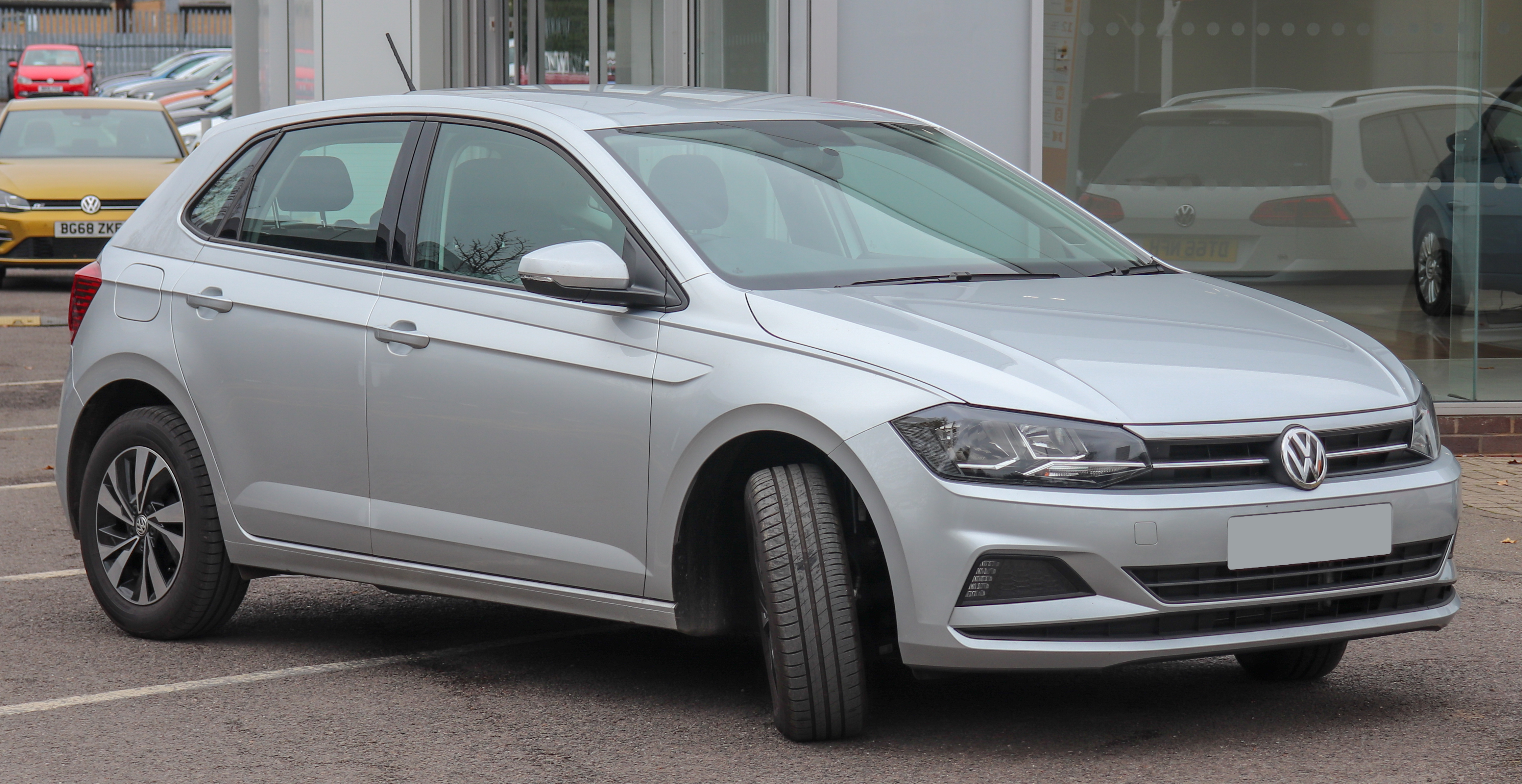
Volkswagen Polo 6

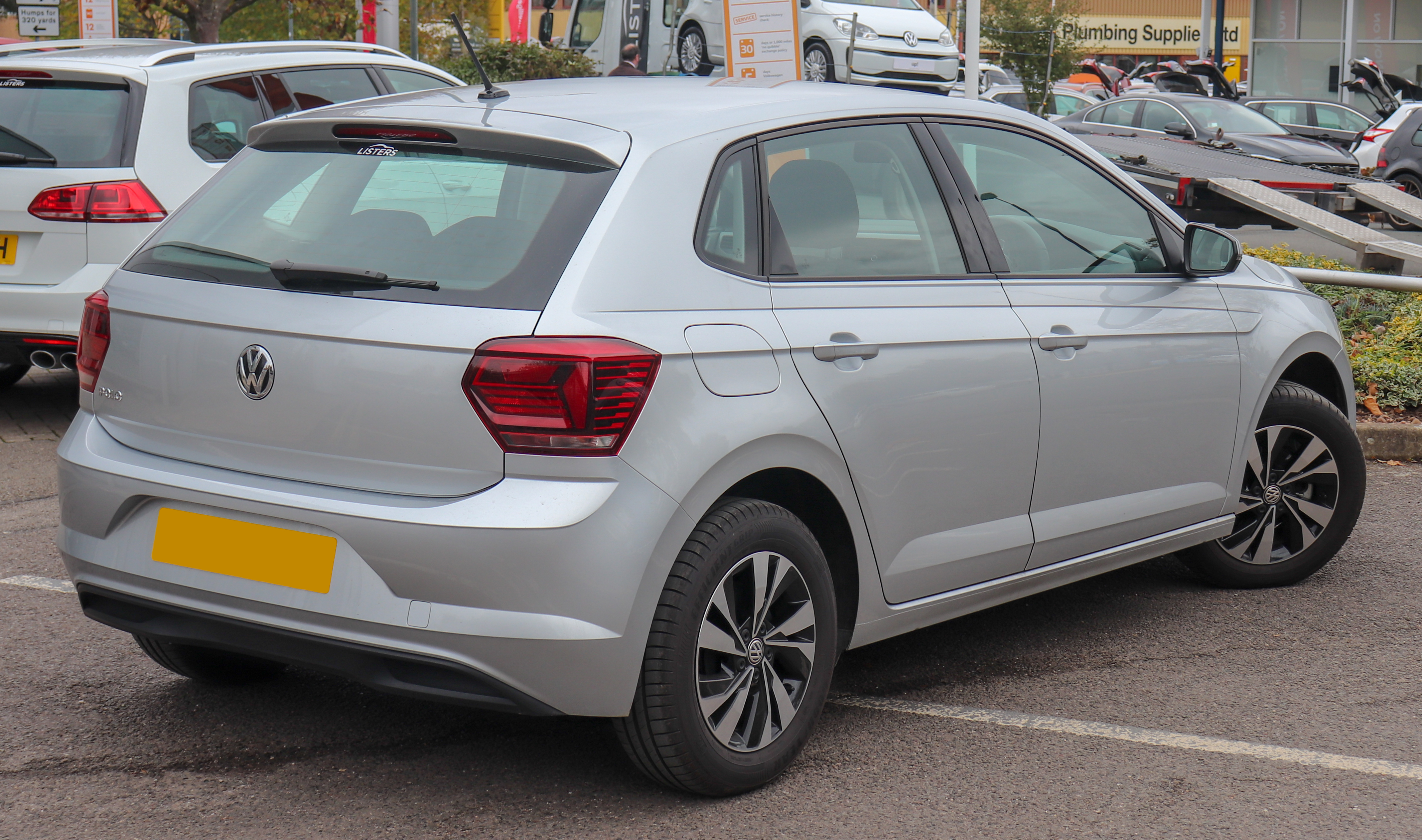
Volkswagen Polo 6

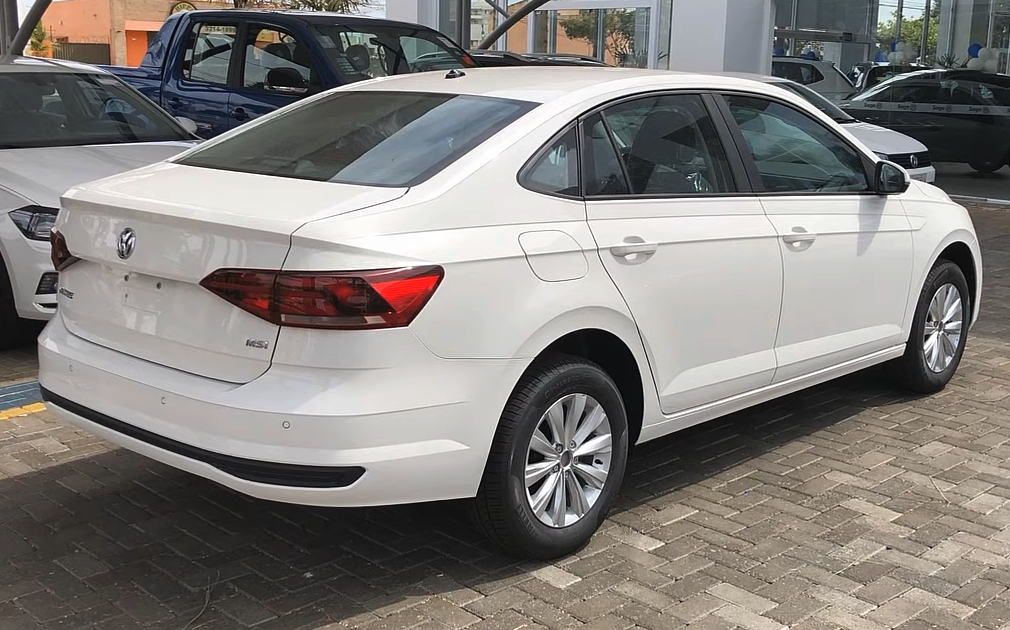
Volkswagen Virtus (в Бразилії)

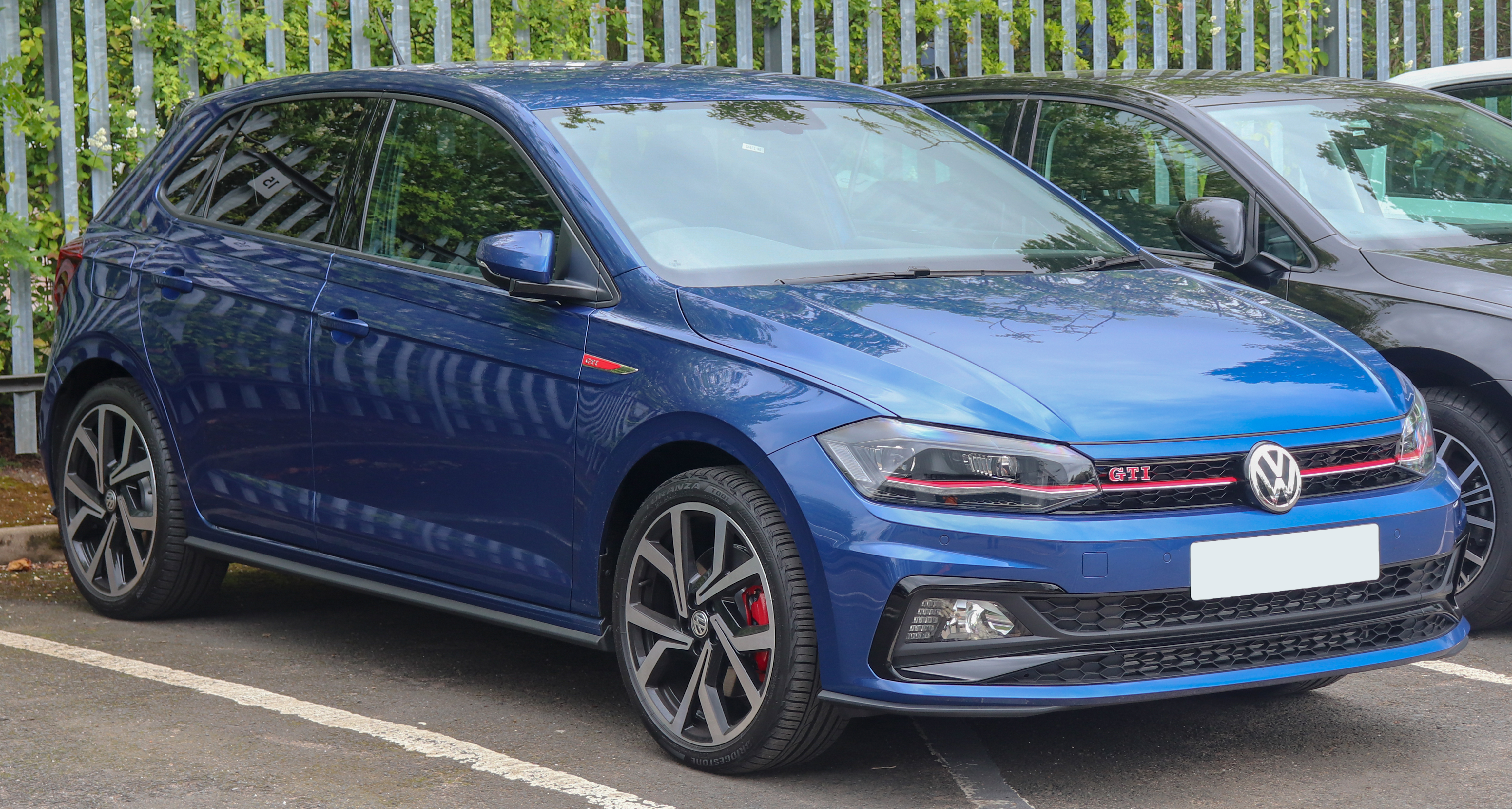
Volkswagen Polo GTi Plus TSi S-A 2.0

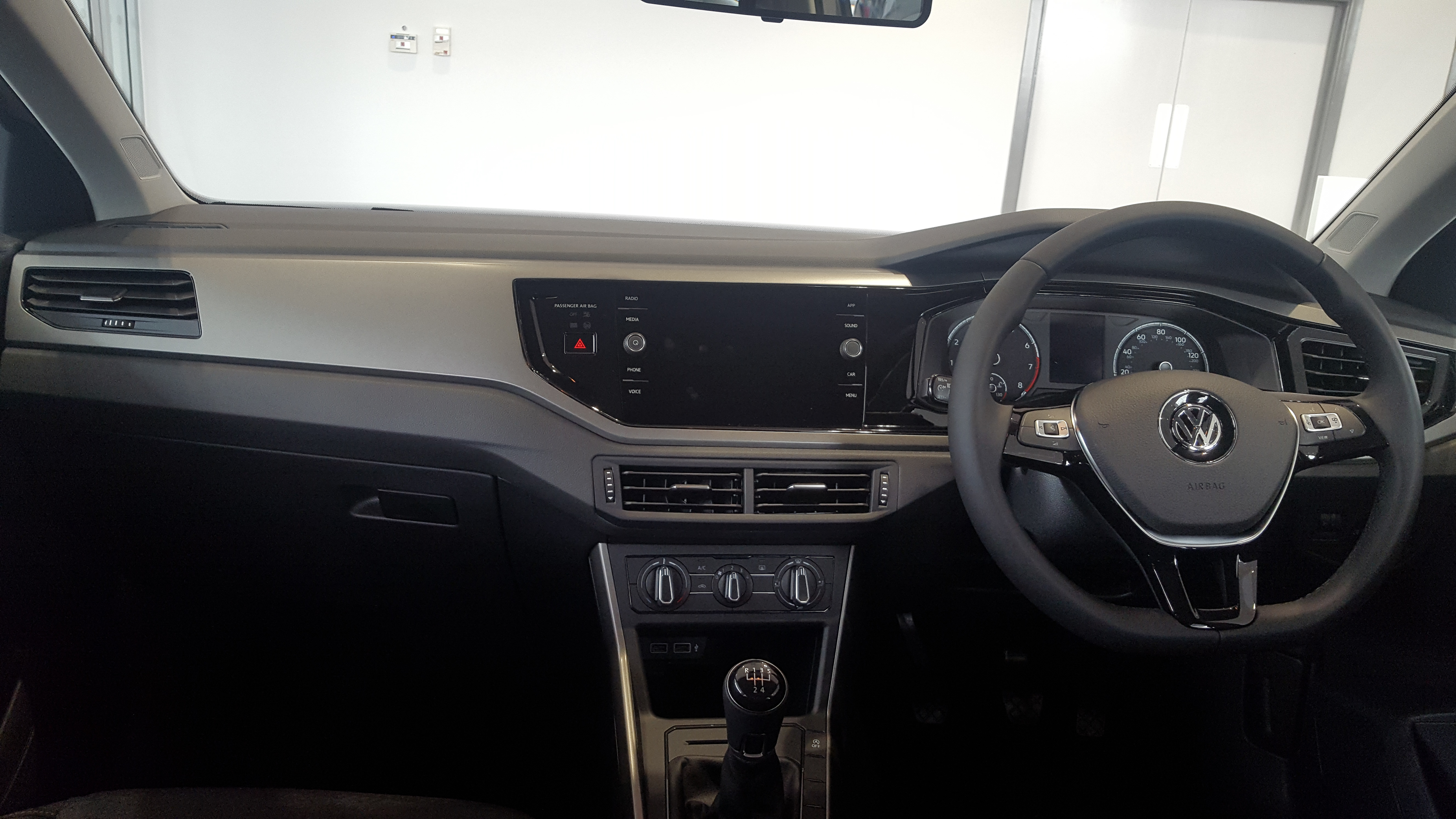
Volkswagen Polo 6

У червні 2017 року в Берліні був представлений новий Polo наступного покоління. П'ятидверний хетчбек став більшим в усіх вимірах, отримав більш просторий салон (обсяг багажника виріс до 351 літра) і широкий набір систем допомоги водієві. До кінця року автомобіль надійшов в продаж у більшості країн Європи. Версія седан отримала назву Volkswagen Virtus.
Вже в базовому оснащенні автомобіль має світлодіодні ходові вогні і систему автогальмування з функцією розпізнавання пішоходів, а за доплату пропонується адаптивний круїз-контроль. З нових опцій, що вперше пропонуються для цієї моделі, слід зазначити систему контролю сліпих зон, систему напівавтоматичного паркування і безключового доступу в салон і запуск автомобіля.
Polo став першим автомобілем фірми на який можна замовити установку нової повністю електронної панелі приладів. Розважальна система може оснащуватися 6,5 або 8-дюймовим екраном, а новітня система клімат-контролю має датчики вологості повітря і положення сонця, а також антиалергенний фільтр. Як опція, може бути встановлена бездротова зарядка для смартфона.
Кузов автомобіля може бути пофарбований одним з чотирнадцяти відтінків кольору, на вибір пропонуються дванадцять варіантів коліс розмірністю від 14 до 18 дюймів. В салон можна замовити декоративне оформлення передньої панелі, а також сидіння в одинадцяти варіантах обробки.
Гамма двигунів включає чотири бензинових і два дизельних мотора, а також, вперше для моделі Polo, двигун, що працює на стиснутому природному газі.
Восени 2020 року Polo було візуально перероблено з переходом на модельний 2021 рік. З тих пір автомобіль оснащений новим логотипом Volkswagen, а написи Polo на двері багажника, яка колись була внизу ліворуч, тепер було розміщено новим шрифтом посередині під логотипом VW. Технічно оновлено «Модульний інформаційно-розважальний комплект 3» (MIB3).

### Двигуни
Бензинові:
- 1.0 л І3 65 к.с.
- 1.0 л І3 75 к.с.
- 1.0 л TGI І3 90 к.с.
- 1.0 л TSI І3 95 к.с.
- 1.0 л TSI І3 115 к.с.
- 1.5 л TSI І4 150 к.с.
- 2.0 л TSI VW EA888 І4 200/207 к.с. (2.0 TSI GTI, з 12/2017)

Дизельні:
- 1.6 л TDI І4 80 к.с.
- 1.6 л TDI І4 95 к.с.

## Виноски
1. ↑  http://www.drive.ru/volkswagen/drive-test/2009/12/17/2996384/priznaki_polo.html [Архівовано 21 лютого 2010 у Wayback Machine.] Volkswagen Polo
2. ↑  Как мы тестировали Volkswagen Polo 2016. automoto.ua. Архів оригіналу за 13 серпня 2016. Процитовано 22 липня 2016.
3. ↑  Новый Volkswagen Polo 6 рассекречен официально. Volkswagen Drive. 16 червня 2017. Архів оригіналу за 17 січня 2021. Процитовано 3 січня 2021.